# British Museum
Il British Museum (in italiano: Museo britannico) è uno dei più grandi e importanti musei della storia del mondo. È stato fondato nel 1753 da Sir Hans Sloane, un medico e scienziato che ha collezionato un patrimonio letterario e artistico nel suo nucleo originario: la biblioteca diMontagu House a Londra, in seguito acquistata dallo Stato Britannico per ventimila sterline e aperta al pubblico il 15 gennaio 1759.
Il museo ospita circa 8 milioni di oggetti che testimoniano la storia e la cultura materiale dell'umanità, dalle origini alla contemporaneità. Si trova a Great Russell Street, nella città di Londra.

## Storia

### Sir Hans Sloane, fondatore del British Museum

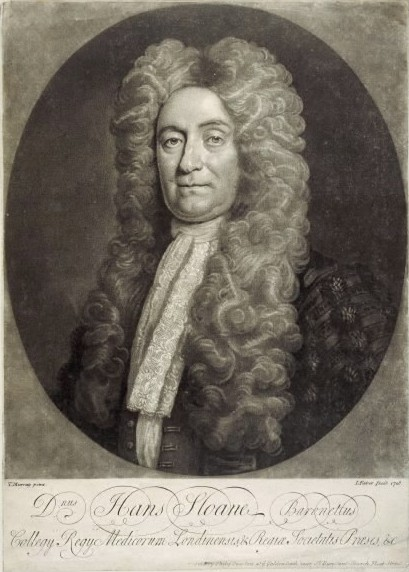
Sir Hans Sloane, fondatore del museo

Anche se il museo è principalmente incentrato sull'antichità e la storia delle culture, alla nascita il British Museum venne pensato come "museo universale". La sua nascita è dovuta alla volontà del medico e naturalista Sir Hans Sloane (1660-1753). Durante la sua vita Sloane riunì un'invidiabile collezione di curiosità ed oggetti e, non volendo che venisse smembrata alla sua morte, ne fece dono a Re Giorgio II per la cifra di 20 000 sterline. La collezione di Sloane consisteva a quel tempo di circa 71 000 oggetti di ogni tipo, inclusi circa 40 000 libri stampati, 7 000 manoscritti, un'ampia collezione di esempi di storia naturale inclusi 337 volumi di piante essiccate, stampe e disegni tra cui quelli di Albrecht Dürer e antichità dall'Egitto, Grecia, Roma, dal Vicino Oriente antico, dall'estremo oriente, dalle Americhe e dall'Oceania.

### La fondazione del museo (1753)
Il 7 giugno 1753 Giorgio II diede il suo assenso formale alla legge che creava il British Museum. L'atto di fondazione univa due biblioteche alla iniziale collezione di Sloane: la Cottonian Library, riunita da Sir Robert Bruce Cotton e risalente all'età elisabettiana, e la biblioteca Harleiana, riunita dai conti di Oxford. A queste venne aggiunta nel 1757 la "Royal Library" fino ad allora conservata al Palazzo di Westminster, composta dai libri acquisiti da diversi monarchi britannici e già aperta al pubblico dal Seicento. Queste quattro "collezioni fondative" includevano molti dei preziosi libri ora trasferiti presso la British Library, incluso l'evangeliario di Lindisfarne e l'unica copia sopravvissuta di Beowulf.
Per la sua fondazione venne lanciata una lotteria che fruttò 300.000 sterline utili quindi non solo per l'acquisizione delle collezioni di Sloane (20.000 alle sue figlie ed eredi) ma anche 10.250 per l'acquisto di Montagu House, già residenza del Duca di Montagu, una delle più lussuose residenze di Londra che era stata affrescata da Charles de La Fosse, uno dei più importanti pittori francesi del Sei-Settecento (affrescò la Cappella di Versailles) per dare una degna sede al nuovo museo. Il Palazzo era poi dotato di grande parco, utile per costruire nuove ali all'edificio originale in caso di bisogno per l'accrescersi delle collezioni.
Il British Museum fu il primo museo di nuovo tipo; nazionale e autonomo, non collezioni di proprietà ecclesiastica o del Re o di un'università (come l'Ashmolean Museum di Oxford aperto nel 1683). Fu aperto al pubblico nel 1759 anche se con forti limitazioni (solo tre ore al giorno e su prenotazione) per poi ampliarsi sempre più e gratuitamente (dal 1810) e teso a conservare tutte le produzioni umane. Le variegate collezioni riunite da Sloane, rispecchiavano i suoi peculiari interessi. L'aggiunta delle biblioteche Cottoniana e Harleiana introdussero elementi letterari e antiquari, facendo del museo anche la biblioteca della nazione.

### Le "Stanze delle Meraviglie" (1753-78)
Venne deciso di stabilire la sede nel museo in un palazzo del XVII secolo convertito per l'uso, Montagu House. Venne invece rifiutata Buckingham House, nel sito ora occupato da Buckingham Palace, a causa del costo eccessivo e della località poco conveniente.
Con l'acquisizione di Montagu House le prime gallerie e la stanza di lettura per gli studenti vennero aperte il 15 gennaio 1759. Nel 1757 Giorgio II aveva ceduto la Old Royal Library e con essa il diritto a ricevere una copia di ogni libro pubblicato nel regno, assicurando così la crescita perpetua della biblioteca. Il predominio di oggetti correlati alla storia naturale, libri e manoscritti iniziò a diminuire quando nel 1772 il museo acquisì i primi pezzi antichi degni di nota, ovvero la collezione di ceramica greca di William Hamilton. Durante i primi anni di attività il museo ricevette altre donazioni, tra cui la Collezione Thomason di opuscoli risalenti alla guerra civile inglese e la biblioteca di David Garrick, formata da circa 1 000 opere teatrali a stampa, ma iniziando anche a contenere oggetti antichi tuttora visibili ai visitatori del museo.

### Indolenza ed energia (1778-1800)
Dal 1778 vennero esposti una serie di oggetti provenienti dai "Mari del Sud", portati in Inghilterra dai viaggi intorno al mondo di vari esploratori britannici tra cui James Cook. La vista di questi oggetti affascinò i visitatori mostrando le culture di terre prima sconosciute. L'acquisizione di una collezione di libri, gemme intagliate, monete, stampe e disegni da Clayton Mordaunt Cracherode aumentò ulteriormente l'importanza del museo e iniziò a rendere evidente la necessità di una sede nuova e più ampia per contenere le collezioni di recente acquisizione e il crescente numero di visitatori.
William Hamilton, ambasciatore britannico presso il Regno di Napoli, vendette altri reperti al museo nel 1784, tra cui un colossale piede di Apollo in marmo. Era uno dei due pezzi riprodotti per Hamilton da Francesco Progenie, allievo di Pietro Fabris e autore di alcune sovrapporte della Reggia di Caserta - che offrì anche una serie di disegni del Vesuvio inviati alla Royal Society.

### Crescita e cambiamenti (1800-25)

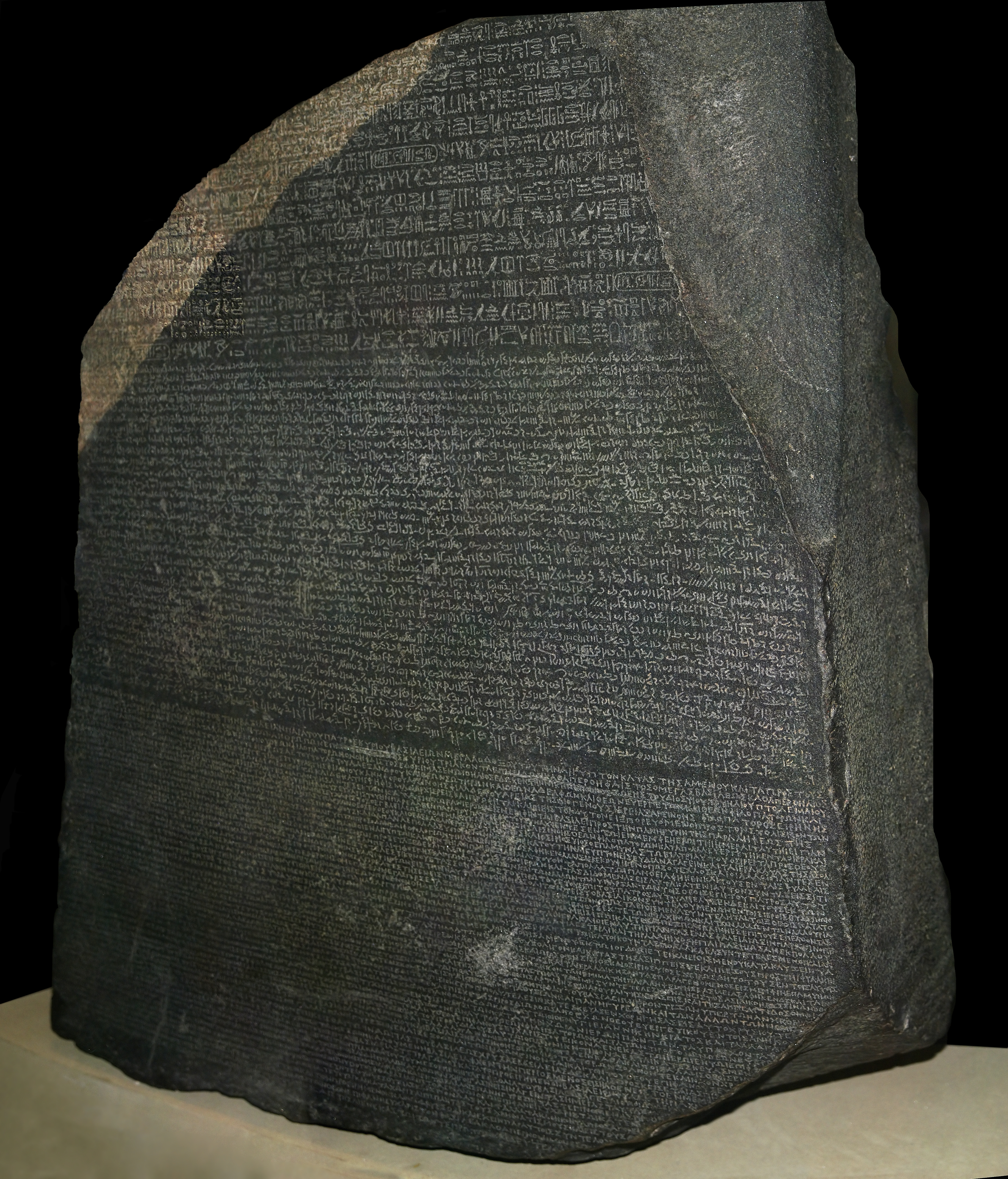
La stele di Rosetta esposta al British Museum.

All'inizio del XIX secolo iniziò ad aumentare l'interesse per le collezioni greche, romane ed egizie, che iniziarono a dominare gli spazi espositivi. Dopo la fine della Campagna d'Egitto guidata da Napoleone e la sconfitta francese nella battaglia del Nilo del 1801 il museo iniziò ad acquisire numerosi pezzi di scultura egiziana e nel 1802 re Giorgio III presentò la stele di Rosetta, chiave per la comprensione della scrittura geroglifica. Doni e acquisti da Henry Salt, console generale in Egitto, portarono al museo opere come la statua colossale di Ramses II, acquisita nel 1818, segnarono la nascita della collezione di scultura egiziana. Nel 1805 era stata acquisita la collezione di Charles Townley, composta prevalentemente di sculture romane.
Nel 1806 Thomas Bruce, ambasciatore presso l'Impero ottomano tra il 1799 ed il 1803, rimosse le sopravvissute sculture marmoree del Partenone, sull'Acropoli di Atene, trasferendole quindi in patria. Nel 1816 questi pezzi vennero acquisiti dal British Museum in seguito a un'apposita legge ed esposti nel museo. A questi si aggiunsero i fregi del Tempio di Apollo Epicurio, parte della antica città greca di Phigalia. La raccolta di una collezione riguardante il medio oriente antico iniziò nel 1825, con l'acquisto di antichità Assire e Babilonesi dalla vedova di Claudius James Rich.
Nel 1802 si iniziò a studiare una possibile espansione del museo, resa in seguito più urgente dalla donazione della King's Library, la biblioteca personale del Re Giorgio III, ricca di 65 000 volumi, 19 000 Pamphlet, mappe, carte e disegni topografici. All'architetto neoclassico Robert Smirke venne richiesto un progetto per ampliare il museo nella zona ad est "... per accogliere la Royal Library e una galleria di pittura sopra di essa...", oltre ad ulteriori disegni per l'edificio quadrangolare ancora visibile.
La vecchia Montagu House venne demolita e i lavori per la King's Library iniziarono nel 1823. L'ala est venne completata nel 1831 anche se, con la fondazione della National Gallery avvenuta nel 1824, l'idea di utilizzare un piano per esporre opere pittoriche venne abbandonata, e lo spazio utilizzato per esporre le collezioni di storia naturale.

### Il museo in costruzione e le spedizioni archeologiche (1825-1850)
La zona divenne quindi un grande cantiere, dal quale emerse lentamente il grande edificio neoclassico progettato da Smirke. La King's Library venne dislocata al piano terra dell'ala orientale dal 1827, anche se non venne aperta liberamente al pubblico fino al 1857, fatta eccezione per la Esposizione Universale del 1851, durante la quale vennero effettuate delle aperture straordinarie. Durante questo periodo, le collezioni del museo continuarono comunque a crescere.
Nel 1840 infatti il museo partecipò per la prima volta a una spedizione di scavi all'estero, la missione di Charles Fellows a Xanthos, in Asia minore, da dove vennero riportati in patria i resti delle tombe dei governanti dell'antica Licia, tra il Monumento delle Nereidi e la tomba di Payava. Nel 1857 Charles Thomas Newton scoprì il mausoleo di Alicarnasso, una delle Sette meraviglie del mondo antico. Tra gli anni 40 e gli anni 50 del secolo il museo sovvenzionò ulteriori scavi in Assiria eseguiti da Austen Henry Layard e in antichi siti come Nimrud e Ninive. Di particolare interesse fu la scoperta della grande biblioteca di tavolette cuneiformi di Sardanapalo, che rese il museo un centro mondiale di studi sull'antica Assiria.
Sir Thomas Grenville, membro del consiglio di amministrazione del museo dal 1830, riunì durante la sua vita una biblioteca di 20 240 volumi, che in seguito passò al museo secondo le sue volontà testamentarie. I libri, giunti nel gennaio 1847, vennero quindi disposti in un'unica stanza rimasta libera e inizialmente pensata come deposito per i manoscritti, dove sono rimasti fino alla nascita della British Library a St Pancras nel 1998.

### Il nuovo edificio e la crescita delle collezioni (1850-75)

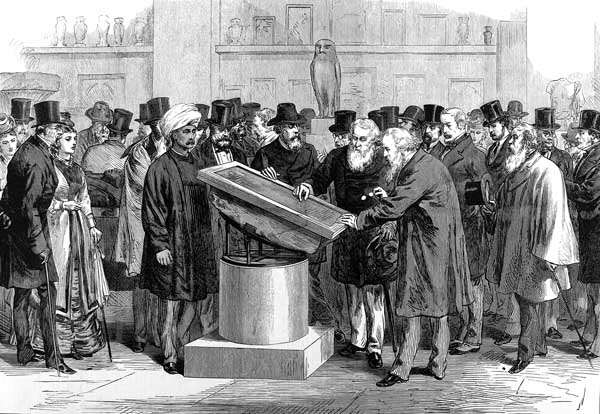
Alcuni esperti mentre esaminano la Stele di Rosetta durante il International Congress of Orientalists del 1874.

L'apertura dell'ingresso principale nel 1852 segnò la fine dei lavori di costruzione del nuovo edificio in base al progetto di Smirke elaborato nel 1823. Nonostante ciò furono necessari nuovi lavori per alloggiare le collezioni in costante crescita. Le Infill galleries vennero costruite per contenere le sculture assire e la sala di lettura circolare di Sydney Smirke, pensata per contenere un milione di volumi, venne aperta nel 1857. A causa della eccessiva fame di spazio delle collezioni, venne deciso di spostare i reperti di storia naturale in un nuovo edificio a South Kensington, che sarebbe poi diventato il Natural History Museum.
Durante gli anni in cui venne costruito il nuovo edificio iniziò la carriera di Antonio Panizzi, l'italiano spesso ricordato come il "secondo fondatore" del British Museum. Sotto la sua guida, la biblioteca quintuplicò la sua grandezza, diventando un'istituzione ben organizzata e utilizzabile dagli studiosi, oltre ad essere la seconda biblioteca del mondo dopo la Biblioteca nazionale di Francia di Parigi. Lo spazio quadrato al centro del nuovo edificio venne ampiamente utilizzato per le collezioni, con la creazione della già citata sala di lettura circolare con la volta in ferro.
Fino alla metà del XIX secolo le collezioni possedute rimasero relativamente circoscritte ma dal 1851, con l'ingresso al museo di Augustus Wollaston Franks come curatore, il museo iniziò per la prima volta a raccogliere reperti ed oggetti medievali britannici ed europei, ritrovamenti preistorici e antichità provenienti dall'Asia. Venne anche ampliata e diversificata la collezione etnografica. Nel frattempo continuarono le spedizioni archeologiche all'estero, in una delle quali John Turtle Wood scoprì il Tempio di Artemide ad Efeso, risalente al IV secolo e anch'esso una delle meraviglie del mondo antico.

### Innovazioni e lasciti (1875-1900)
Le collezioni di storia naturale rimasero parte integrante del museo fino al loro trasferimento, avvenuto nel 1887, nel nuovo British Museum of Natural History, il Natural History Museum. Con questa divisione ed il completamento della nuova ala affacciata su Montague Street nel 1884, lo spazio disponibile per le antichità, le collezioni etnografiche e la biblioteca si espanse. In questo periodo vennero introdotte innovazioni come l'illuminazione elettrica nella Reading Room e nelle gallerie.
Nel 1882 il museo partecipò alla creazione dell'indipendente Egypt Exploration Fund, la prima istituzione britannica deputata allo studio dell'egittologia. Un lascito da parte di Emma Turner nel 1892 permise di finanziare una campagna di scavi a Cipro. Nel 1897 la morte del grande collezionista e curatore A.W. Franks, venne seguita dalla donazione della sua immensa collezione, comprendente 3 300 anelli, 153 boccali, 512 pezzi di porcellana, 1 500 netsuke, 850 Inrō, 30 000 ex libris e oggetti vari di gioielleria, tra cui il tesoro di Oxus.
Nel 1898 il barone Ferdinand James von Rothschild Ferdinand de Rothschild donò il contenuto della sua nuova sala da fumo di Waddesdon Manor, consistente in circa 300 objets d'art et de vertu tra cui importanti esempi di gioielleria, piatti, smalti, sculture, vetri e maioliche, nella tradizione delle antiche "stanze delle meraviglie" rinascimentali. Nel testamento, il barone fissò con molta precisione le condizioni della donazione, specificando che gli oggetti:

### Nuovo secolo, nuovo edificio (1900-1925)
Negli ultimi anni del XIX secolo, con il continuo incremento delle collezioni, si iniziò a sentire il bisogno di una nuova espansione del museo. Nel 1895 vennero acquistate 69 case confinanti con l'intento di demolirle e di costruire nuove ali dell'edificio ad est, nord e ovest. Il primo passo fu la costruzione dell'ala nord, iniziata nel 1906.
Nel frattempo l'attività archeologica e le acquisizioni non si fermarono. Emily Torday incrementò le collezioni centrafricane, Aurel Stein operò nell'Asia centrale, David George Hogarth, Leonard Woolley e Thomas Edward Lawrence eseguirono scavi a Karkemiš.
Nel 1918, vista la minaccia di bombardamenti sulla città, alcuni oggetti della collezione vennero evacuati in una stazione della ferrovia postale sotterranea a Holborn, presso la National Library of Wales e in una casa di campagna vicino a Malvern. Al loro ritorno, venne notato che alcuni pezzi si erano deteriorati. Per il restauro venne allestito un laboratorio temporaneo nel maggio 1920, divenuto poi un dipartimento permanente nel 1931; è il più antico laboratorio di conservazione esistente al mondo. Nel 1923 il British Museum ospitò più di un milione di visitatori.

### Distruzione e ricostruzione (1925-50)

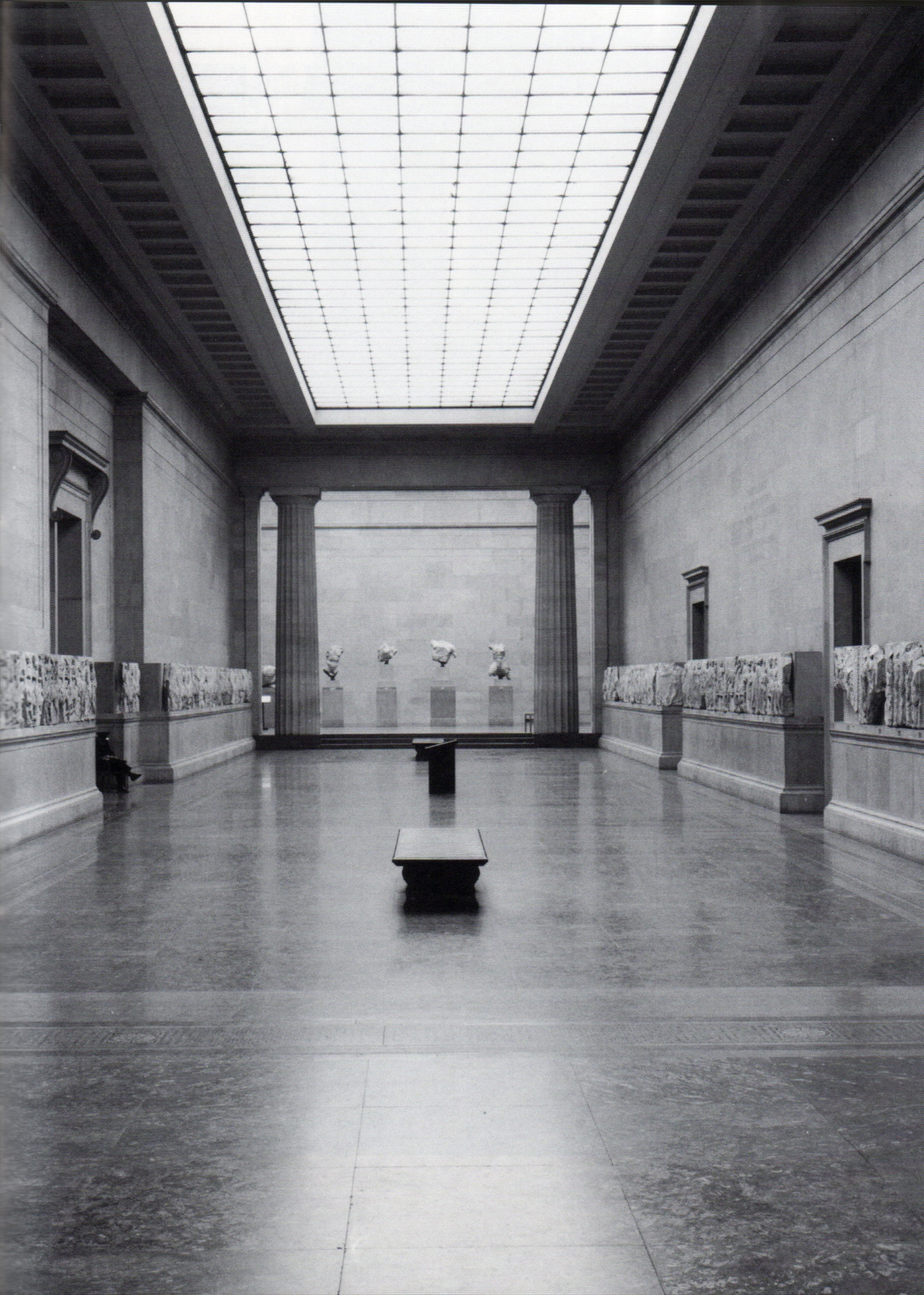
La Galleria Duveen, riaperta nel 1962

Nel 1931 il commerciante d'arte Sir Joseph Duveen offrì dei finanziamenti per costruire una galleria per le Sculture del Partenone. Progettata dall'architetto americano John Russell Pope, fu completata nel 1938. L'aspetto delle gallerie espositive iniziò a cambiare quando le cupe tonalità di rosso dell'epoca vittoriana lasciarono il posto a delle tinte pastello più moderne. Comunque, nell'agosto 1939, a causa dell'imminenza della guerra e della probabilità di attacchi aerei, le sculture del Partenone, insieme alle collezioni più preziose del museo, furono riposte in rifugi sicuri in case di campagna, nella stazione della metropolitana di Aldwych e nella National Library of Wales. L'evacuazione fu opportuna, poiché nel 1940 la galleria Duveen fu pesantemente danneggiata dai bombardamenti. Il museo continuò a raccogliere opere da ogni secolo e nazione: tra le acquisizioni più spettacolari ci fu il tesoro di Ur, del 2600 a.C., scoperto durante gli scavi che Leonard Woolley condusse dal 1922 al 1934. Corredi funebri in oro, argento e granato dalla nave funeraria anglosassone di Sutton Hoo e oggetti d'arredamento Romani in argento da Mildenhall. Nel dopoguerra le collezioni ritornarono al museo, il quale fu ristrutturato dopo i bombardamenti su Londra. Iniziò inoltre l'opera di ristrutturazione della galleria Duveen.

### Un nuovo aspetto (1950-75)
Nel 1953 il museo celebrò il bicentenario a cui seguirono molti cambiamenti:  nel '68 venne fondata l'associazione "Amici del British Museum", nel settanta venne attivato un servizio a scopo educativo (Education Service) e una casa editrice nel 1973. Nel 1963, una nuova legge parlamentare, introdusse nuove riforme amministrative. Divenne molto più semplice donare oggetti e la Costituzione della "Camera dei Filantropi" venne cambiata, cosicché il Museo di storia naturale divenne completamente indipendente. Nel 1959 venne ricostruita e riaperta la Sala delle monete e delle medaglie che era stata completamente distrutta durante la prima guerra mondiale prestando attenzione all'impatto che la moderna struttura non contrastasse con le gallerie classiche dell'architetto Robert Smirke. Nel 1962 la Galleria Duveen venne completamente restaurata e i fregi del Partenone vennero spostati nuovamente al suo interno, ancora una volta nel cuore del museo.
Il museo subì ulteriori espansioni durante gli anni settanta. Vennero introdotti nuovi servizi per il pubblico, ed il numero dei visitatori crebbe, grazie soprattutto alla mostra temporanea dei "Tesori di Tutankhamon" del 1972, che contò 1.694.117 presenze e fu l'esposizione di maggior successo nella storia dell'Inghilterra. Lo stesso anno, inoltre, un Atto Parlamentare approvò la costruzione della British Library, che avrebbe contenuto i manoscritti e libri stampati presenti nel museo. Quindi nel British Museum rimasero i reperti storici, le monete e banconote antiche, le medaglie, i vari dipinti e le etnografie. Ciò comportò anche la ricerca di uno spazio extra su cui costruire tale biblioteca, che richiede ogni anno fino a 2 km di nuovi scaffali in cui collocare i libri. Il governo propose di ubicarla a St. Pancras, ma i libri non lasciarono il museo fino al 1997.

### La nascita dellaGreat Court(1975-2000)

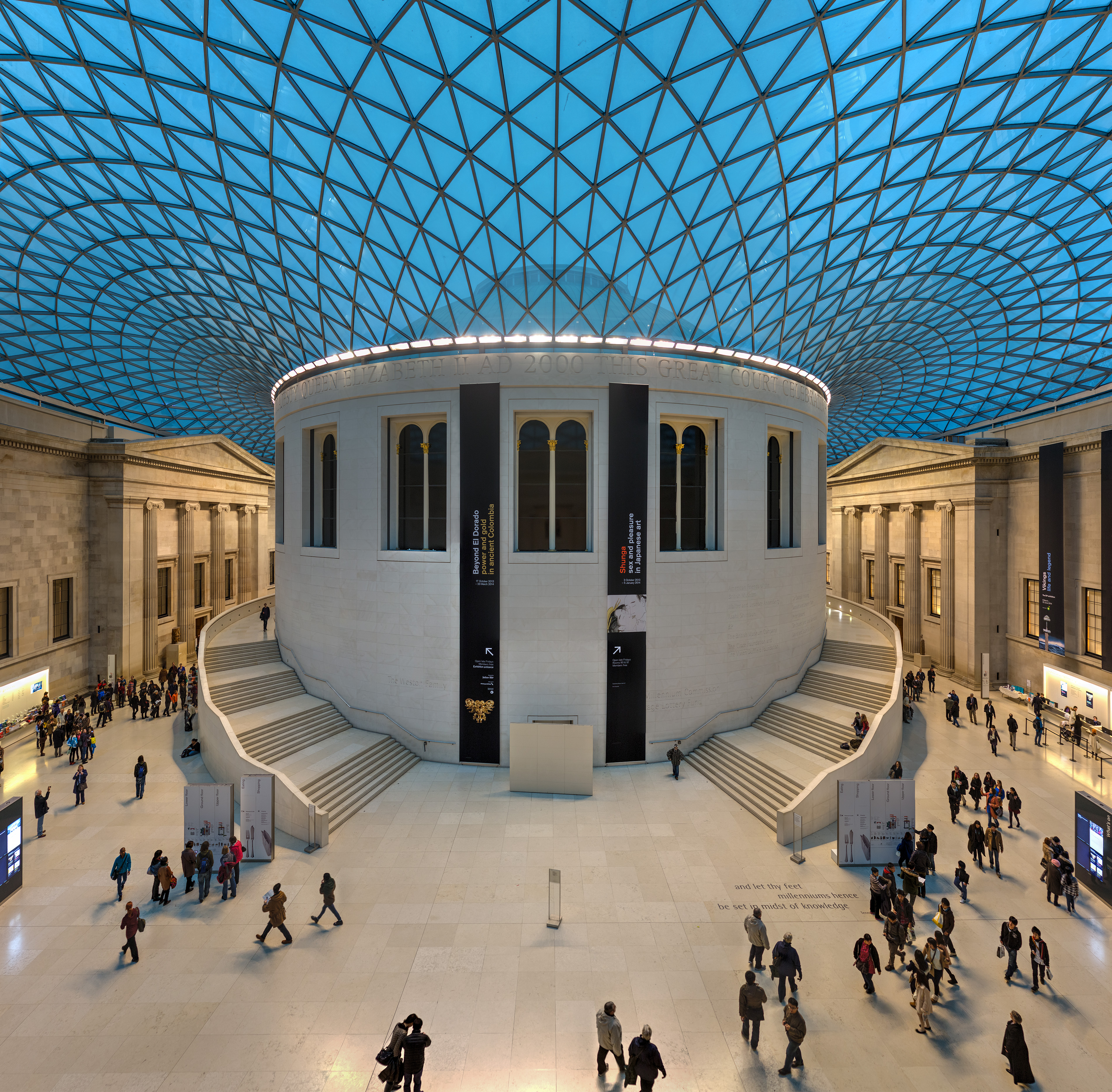
Grandangolo rettilineare della Great Court

Lo spostamento della British Library a St. Pancras si concluse solo nel 1998 e finalmente si ebbe lo spazio necessario in cui archiviare i libri. Ciò permise di sfruttare lo spazio lasciato libero nel museo nella più grande piazza coperta d'Europa, la Queen Elizabeth Great court, che venne inaugurata nel 2000.
Le collezioni etnografiche, che erano state alloggiate nel Museo di Mankind nel 1970, tornarono quindi nel British Museum nelle nuove gallerie.
Il museo venne riadattato nuovamente per accogliere nuovi oggetti: dipinti, disegni, medaglie e altre opere appartenenti alle arti decorative. La sezione etnografica venne arricchita di lavori che provengono da Nuova Guinea, Madagascar, Romania, Guatemala e Indonesia e c'erano reperti provenienti dal Vicino Oriente, Egitto, Sudan e Gran Bretagna. La Weston Gallery of Roman Britain, aperta nel 1997, mostrava una certa quantità di reperti da poco ritrovati che mostravano la ricchezza di quella che fino a poco tempo prima era considerata una zona poco importante dell'impero romano. Il museo godette di fondi privati per gli edifici, le acquisizioni e altro.

### Il Museo nel ventunesimo secolo

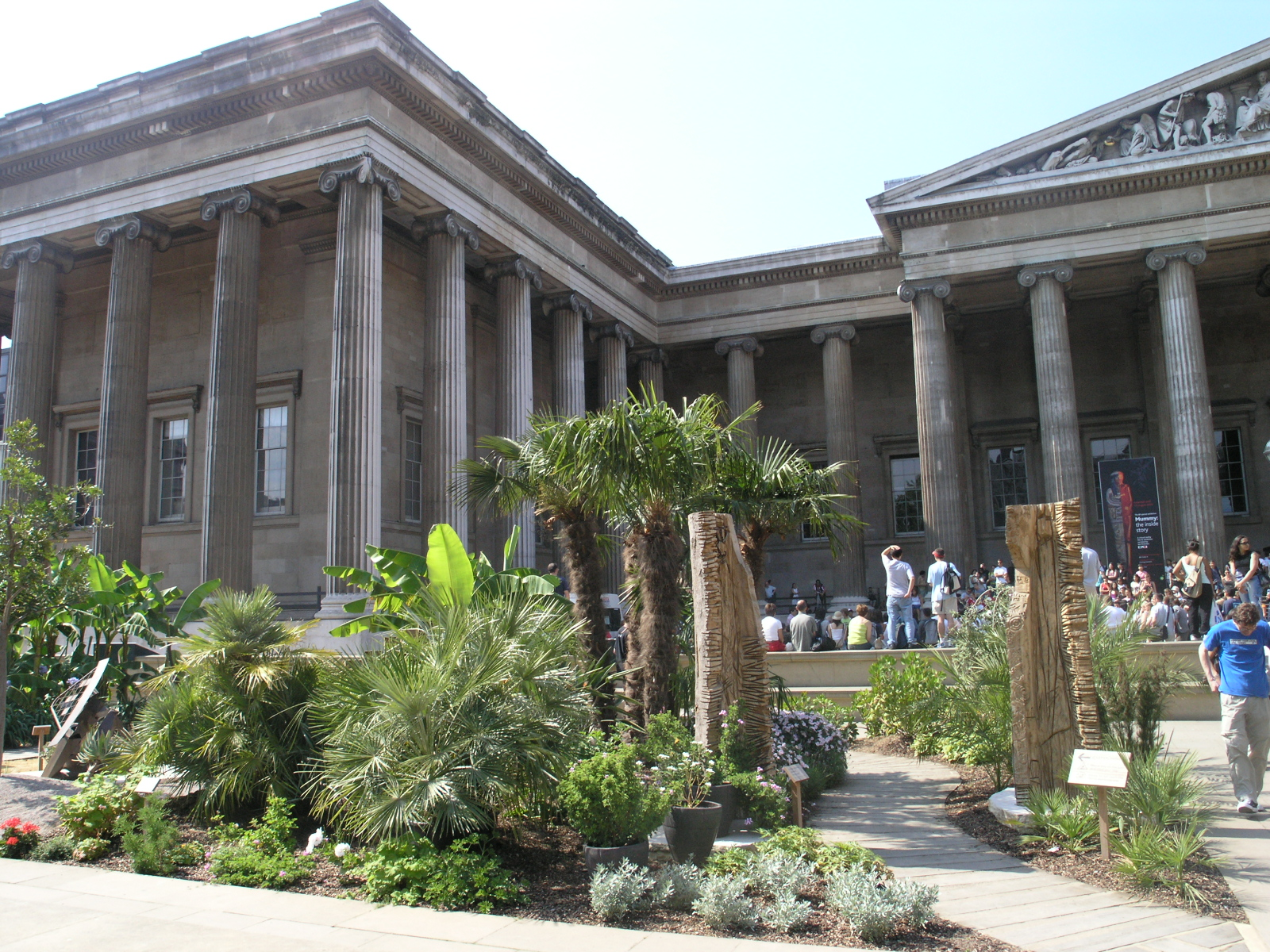
Giardino africano - la facciata del British Museum - creata dal programma della BBC Ground Force

Non vi sono più collezioni di storia naturale e i libri e i manoscritti sono parte della British Library. Il museo mantiene comunque il suo carattere universalistico grazie alla collezione di artefatti rappresentanti le culture del mondo, antiche e moderne. La collezione originale del 1753 è cresciuta fino a raggiungere più di 30 milioni di oggetti solo al British Museum, altri 70 al Natural History Museum e 150 alla British Library.
La British Museum Reading Room, progettata dall'architetto Sydney Smirke, venne aperta nel 1857. Per quasi 150 anni i ricercatori giunsero qui a consultare la sterminata biblioteca del museo. La Reading Room venne chiusa nel 1997, quando la biblioteca nazionale (la British Library) si trasferì nella nuova sede di Euston Road. La Reading Room rimase visitabile e venne quindi occupata dalla Paul Hamlyn Library fino al suo trasferimento nel 2006 e alla definitiva chiusura nel 2011.
Essendosi così liberato il cortile centrale del museo, il processo di demolizione finalizzato alla costruzione della Great Court pensata da Norman Foster poté iniziare. La Great Court, aperta nel 2000, mentre certamente fece aumentare il flusso dei visitatori, venne però criticata in quanto lasciava libero uno spazio in un periodo in cui il museo versava in gravi problemi finanziari e molte gallerie venivano chiuse al pubblico. Nello stesso periodo, le collezioni africane e dell'Oceania, temporaneamente situate nei sei Burlington Gardens, ricevettero nuova collocazione nel North Wing, ristrutturata grazie ad una donazione della famiglia Sainsbury, grazie a una donazione di 25 milioni di sterline.

## L'edificio ed il costo della visita
Il primo ampliamento avviene tra il 1823 e il 1847 a cui seguirono altre modifiche, fino alla più recente che ha riguardato la grande corte centrale.

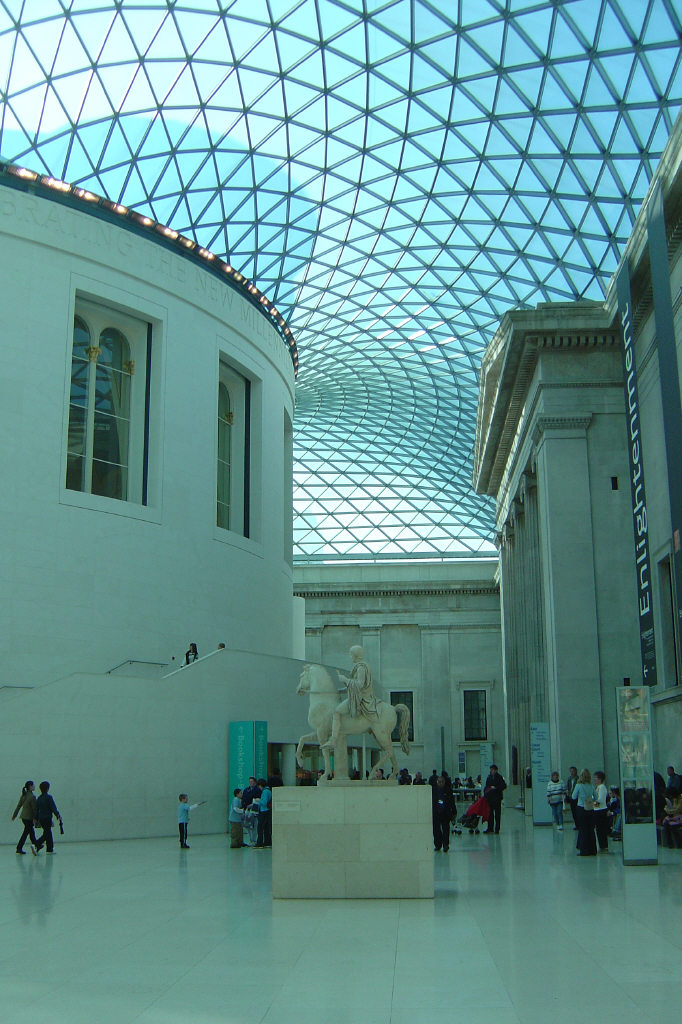
La nuova Great Court

La Great Court della Regina Elisabetta II è un grande cortile quadrato, che ha le dimensioni di una piazza al centro del museo. Coperta da una grandiosa cupola di vetro progettata dallo studio di Norman Foster e aperta nel dicembre del 2000, è la più grande piazza coperta d'Europa. La struttura in acciaio sostiene 1.656 pannelli di vetro, tutti diversi per forma e dimensione. Al centro della Great Court si trova la sala di lettura liberata dalla British Library, attualmente chiusa al pubblico.
Eccetto un periodo di pochi mesi del 1972, l'ingresso al British Museum è sempre stato gratuito; tuttavia qualche mostra temporanea, separata dal museo principale, richiede il biglietto d'ingresso. Nel corso del 2002 ha sopportato serie difficoltà finanziarie ed è stato persino chiuso per sciopero contro la proposta di riduzione del personale. Poche settimane dopo avvenne il furto di una piccola statua greca, imputato alla carenza di personale di sorveglianza.

## Opere principali
- Stele di Rosetta
- Stele a parole crociate di Paser
- Cilindro di Ciro
- Antinoo Townley
- Cariatide Townley
- Discobolo Townley (copia adrianea di un originale greco del 455 a.C.)
- fregi, metope e frontoni del Partenone
- Efebo Westmacott
- Resti del Mausoleo di Alicarnasso
- Coppa Warren
- Vaso di Portland (I secolo a.C.)
- Sarcofago di Thanunia Seianti
- Tesoro di Hoxne
- Tesoro di Cartagine
- Collezione Stein sull'Asia centrale
- Lavori di Albrecht Dürer (Rinoceronte)
- Leonardo da Vinci, Profilo di capitano antico (1475 circa)
- Michelangelo Buonarroti, Caduta di Fetonte (1533 circa)
- Feretro interno dorato di Henutmehyt
- Mummie egizie
- Pezzi di scacchi in avorio (XII secolo) (una delle poche scacchiere complete di epoca medievale esistenti)
- Targa in ottone da Benin, Nigeria
- La Stanza dell'Orologio
- Manufatti del sepolcro di Sutton Hoo
- Bracciale in oro dal tesoro di Oxus
- Impronte del Buddha
- Una testa colossale di Amenofi III in granito rosso e un'altra in quarzite
- Statua megalitica Hoa Hakananai'a dell'Isola di Pasqua
- Britannica (manoscritto canonico del XII secolo che contiene 93 frammenti del digesto)
- Stendardo di Ur
- Serpente a due teste, scultura azteca
- Tavoletta di reclamo a Ea-nasir
- Quattro vasi figurati a testa femminile e una oinochoe del ceramista greco antico Carino
- Vasi David

## Sezioni

### Dipartimento Antico Egitto e Sudan

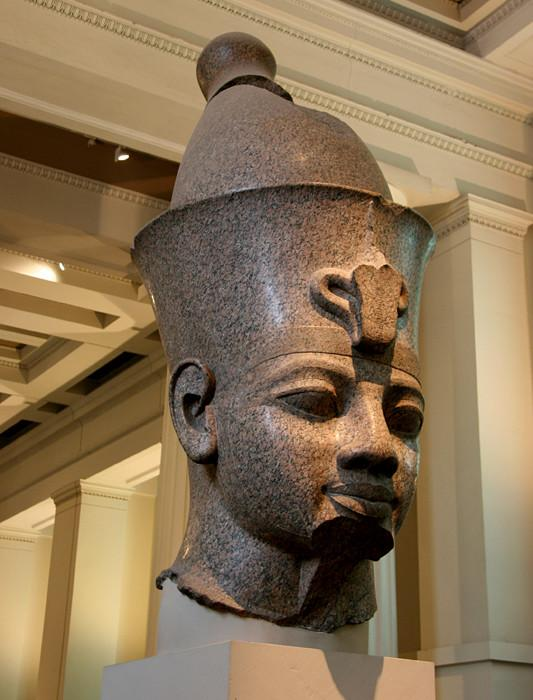
Sala 4 – Testa colossale di Amenofi III in granito rosso (1350 a.C.)

Il British Museum ospita, dopo quella del museo egizio di Torino e del museo egizio del Cairo, la maggiore collezione al mondo di reperti dell'antico Egitto (con più di 100 000 pezzi catalogati). Si tratta di una collezione di enorme importanza storica per la sua vastità e qualità, che include reperti risalenti a tutti i periodi delle dinastie egizie e della storia del Sudan. Insieme essi illustrano ogni aspetto delle culture presenti nella valle del Nilo (inclusa la Nubia), dal periodo neolitico predinastico (c. 10 000 a.C.) all'epoca dei cristiani coopti (XII secolo d.C.), un lasso di tempo superiore agli 11 000 anni.
I reperti archeologici dell'antico Egitto hanno fatto parte della collezione del British Museum sin dalla sua fondazione nel 1753 quando il museo ricevette 160 oggetti egizi da Sir Hans Sloane. Dopo la sconfitta nel 1801 della Francia di Napoleone nella Battaglia del Nilo, le antichità egizie lì custodite furono confiscate dalle truppe britanniche e portate al British Museum nel 1803. Queste opere, compresa la celebre stele di Rosetta, furono il primo gruppo importante di sculture acquisite dalla struttura. Inoltre, la Gran Bretagna designò console d'Egitto Henry Salt, il quale si occupò di ammassare una grande quantità di preziosi reperti archeologici. La maggior parte della collezione di Salt venne acquistata dal British Museum e dal museo del Louvre. Nel 1866 la collezione consisteva in circa 10 000 oggetti. Altri reperti provenienti da vari scavi iniziarono a giungere al museo verso la fine del XIX secolo come risultato del lavoro svolto dalla Fondazione Egypt Exploration sotto la direzione di E.A. Wallis Budge. Nel 1924 la collezione aveva ormai raggiunto i 57 000 pezzi. Un attivo supporto da parte del Museum per l'effettuazione di nuovi scavi in Egitto continuò lungo tutto il XX secolo permettendo l'acquisizione di ulteriori reperti fino a quando il cambiamento della legge in Egitto sui reperti archeologici portò a una sospensione forzata dell'importazione di antichità. La collezione del museo consta più di 110 000 reperti egizi.
Nell'autunno del 2001 la collezione totale di otto milioni di pezzi del museo è stata ampliata ulteriormente con l'aggiunta di altri sei milioni di oggetti provenienti dalla collezione Wendorf di antichi manufatti egizi e sudanesi. Essi furono donati dal Professor Fred Wendorf della Southern Methodist University del Texas, e comprendono l'intera collezione di reperti provenienti dai suoi scavi effettuati tra il 1963 e il 1997.

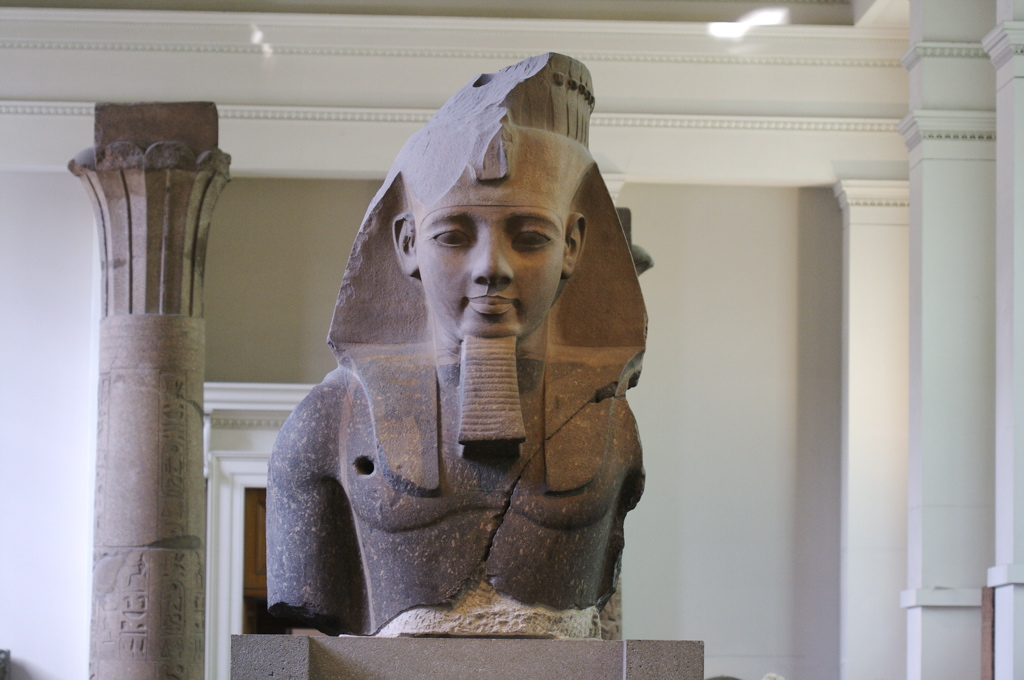
Sala 4 – Busto colossale, soprannominato Giovane Memnone, di Ramses II (1250 a.C.)

La settima galleria egizia permanente al British Museum, che include lo spazio espositivo più grande (la sala numero 4 riservata alle sculture monumentali), sarebbe in grado di esporre solo il 4% di tutti i reperti egizi in possesso del museo. Le gallerie al secondo piano hanno una selezione di 140 mummie e sarcofaghi, la più grande dopo quella del Cairo.
Le opere più importanti della collezione includono:
Periodo predinastico
- La mummia Ginger risalente circa al 3400 a.C., la mummia più antica mai trovata finora.
- Un coltello di selce con manico d'avorio, Sheikh Hamada, Egitto, circa 3100 a.C.
- La "tavola della battaglia" e la "tavola della caccia", due tavole in pietra raffiguranti scene di battaglia e di caccia databili tra il 3500 e il 3000 a.C.

Antico regno (2690–2181 a.C.)
- Faraone arcaico in avorio, (3000/2900 a.C.)
- Manufatti dalla tomba del re Khasekhemui della II dinastia, (2690 a.C.)
- Statua in granito di Ankhwa, il costruttore di navi, Saqqara, Egitto, III dinastia, (circa 2650 a.C.)
- Svariate pietre provenienti dalla Piramide di Cheope, una delle sette meraviglie del mondo antico (circa 2570 a.C.)
- Statua di Nenkheftka da Deshasha, IV dinastia (2500 a.C.)
- Falsa porta in pietra calcarea di Ptahshepses (2380 a.C.)
- Statua in legno della tomba di Tjeti, dalla V alla VI dinastia (circa 2345-2181 a.C.)

I periodo intermedio (2134–1690 a.C.)
- Feretro interno ed esterno di Sebekhetepi, Beni Hasan, (circa 2125-1795 a.C.)
- Stele in pietra calcarea di Heqaib, Abido, Egitto, XII dinastia, (1990-1750 a.C.)
- Statua di Ankhrekhu, XII dinastia, (1985-1795 a.C.)
- Statua in granito di Sesostri III (1850 a.C.)
- Statua e stele di Sahathor, XII dinastia, regno di Amenemhat II, (circa 1922-1878 a.C.)
- Statua e stele provenienti dalla cappella votiva di Inyotef, Abido, XII dinastia, (circa 1920 a.C.)

Nuovo regno (1549–1069 a.C.)
- Frammenti della barba della Grande Sfinge di Giza (XIV secolo a.C.)
- Leoni Prudhoe (1370 a.C.)
- Testa colossale di Amenofi III in granito rosso (1350 a.C.)
- Testa colossale di Amenofi III in quarzite (1350 a.C.)
- Busto colossale di Amenofi III (1350 a.C.)
- Statua di moglie e marito (1300 a.C.)
- Tavolette di Amarna (1350 a.C.)[16]
- Statua di Tutankhamon offerente in granito (1325 a.C.)
- Busto colossale di Ramses II (1250 a.C.)
- Lista dei faraoni d'Egitto proveniente dal tempio di Ramses II (1250 a.C.)
- La stele a parole crociate di Paser, una stele egizia in calcare risalente alla XX dinastia, costruita da Paser, durante il regno di Ramses VI (circa 1150 a.C.)

III periodo intermedio (1069–653 a.C.)
- Pietra di Shabaka da Menfi, Egitto, XXV dinastia, (circa 700 a.C.)
- Statua di Amon come ariete che protegge re Taharqa, (683 a.C.)
- Feretro interno ed esterno del sacerdote Hor, Deir el-Bahari, Tebe, XXV dinastia, (circa 680 a.C.)
- Sfinge di Taharqa (680 a.C.)
- Pannello per la copertura della mummia di una sacerdotessa di Amon-Ra, soprannominato Mummia sfortunata, XXI/XXII dinastia, (950-900 a.C.)[17]

Periodo tardo (672–332 a.C.)
- Sarcofago di Satsobek, primo ministro del Nord Egitto sotto il regno di Psammetico I, (664-610 a.C.)
- Figure in bronzo di Iside e Horus, Nord Saqqara, Egitto, (600 a.C.)
- Sarcofago di Hapmen, Cairo, XXVI dinastia o successiva, (600-300 a.C.)
- Lastra di Nectanebo I in grovacca, (370 a.C. circa)
- Obelisco di Nectanebo II, (360–343 a.C.)
- Sarcofago di Nectanebo II, Alessandria d'Egitto, XXX dinastia, (343 a.C.)

Dinastia Tolemaica
- Stele di Rosetta (196 a.C.)
- Scultura gigante di uno scarabeo, (32-30 a.C.)
- Frammento del piedistallo della statua di Tolomeo I, (305-283 a.C.)
- Mummia di Hornedjitef (feretro interno), Tebe, (terzo secolo a.C.)

Periodo romano
- Stele di Hamadab del Regno di Kush ritrovata vicino all'antico sito di Meroe in Sudan, 24 a.C.
- Coperchio del sarcofago di Soter e Cleopatra da Qurna, Tebe, (inizio II secolo DC)
- Mummia di Artemidoro il giovane, Tebe, (100-200 DC)

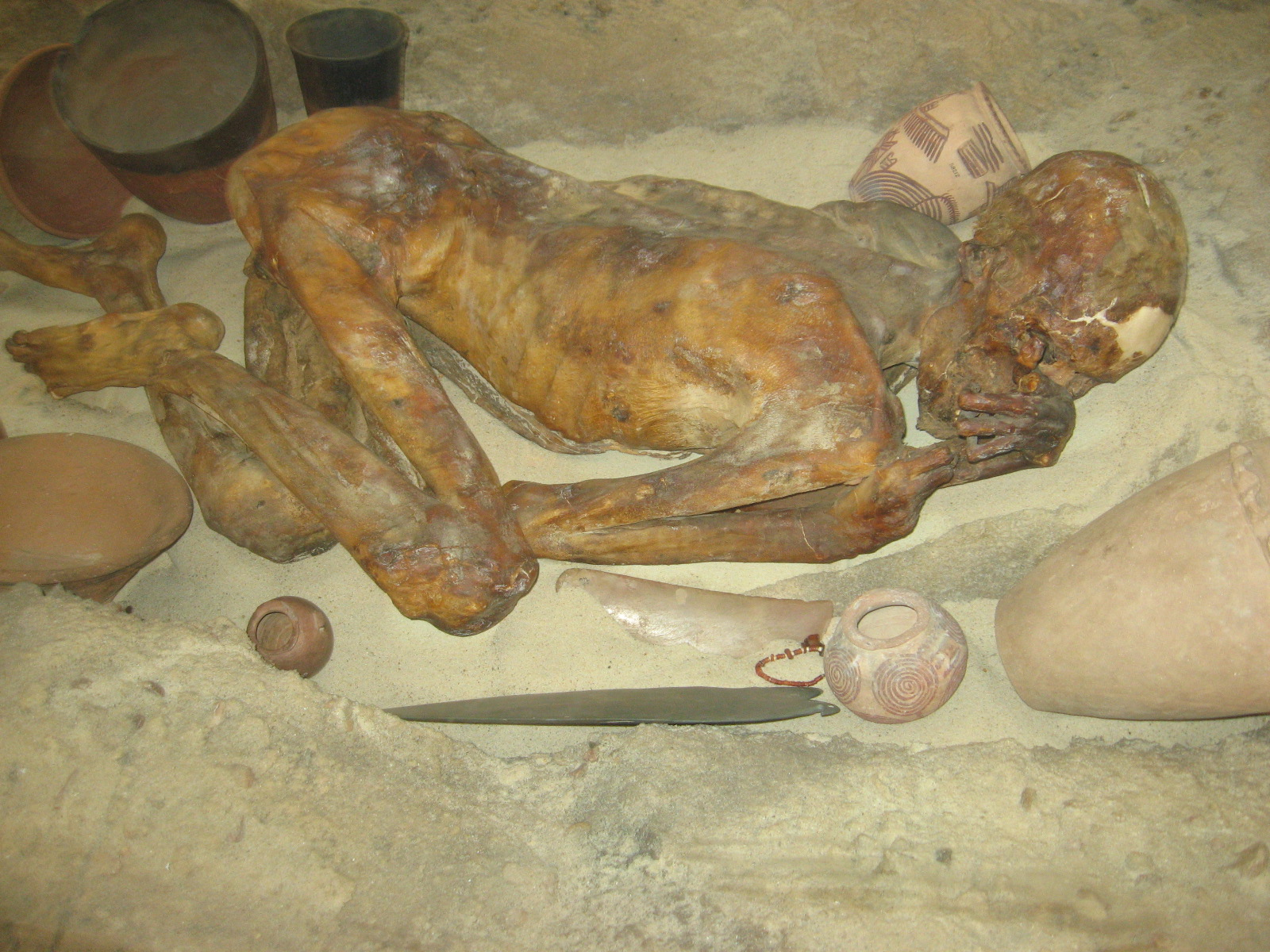
Sala 64 - Tomba egizia contenente i resti di un corpo conservatosi naturalmente, tardo periodo predinastico, 3400 a.C.
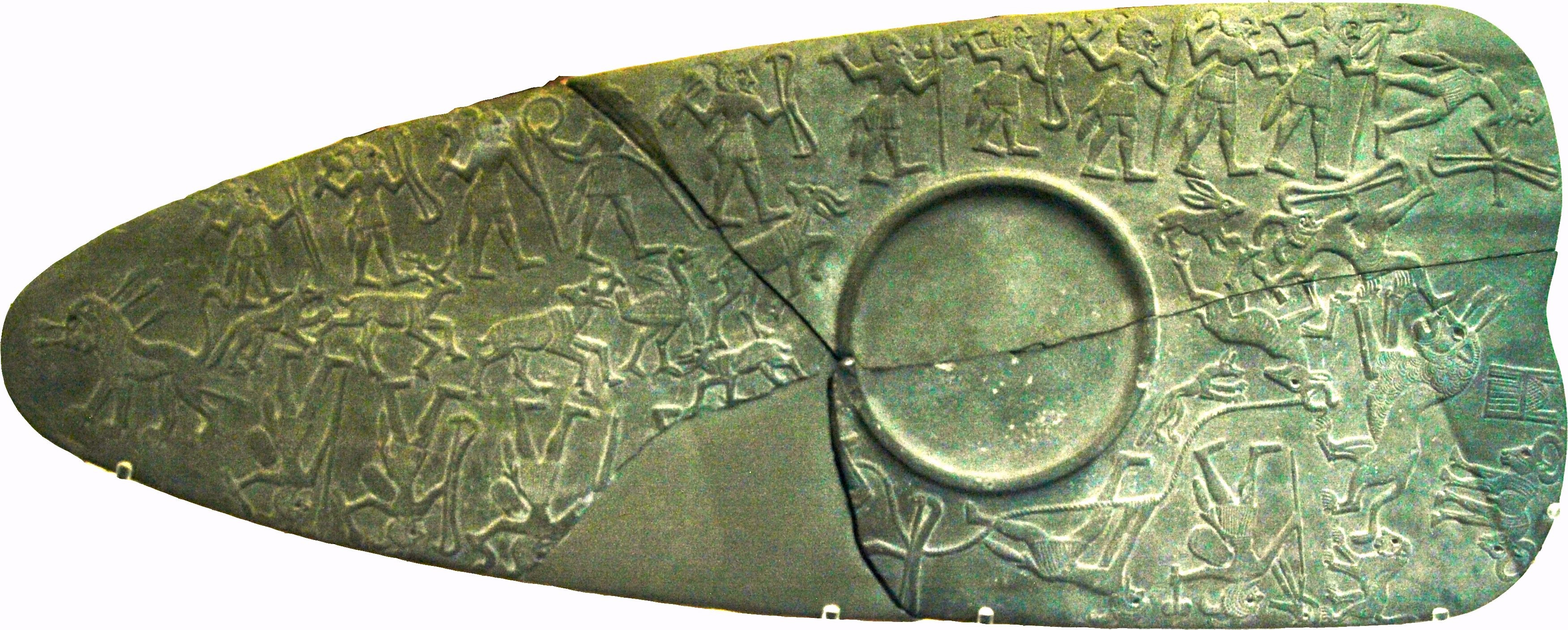
Sala 64 - Frammenti di tavolozze cerimoniali conosciute con il nome "tavola della caccia", risalenti al tardo periodo predinastico, Naqada III, circa 3250-3100 a.C.
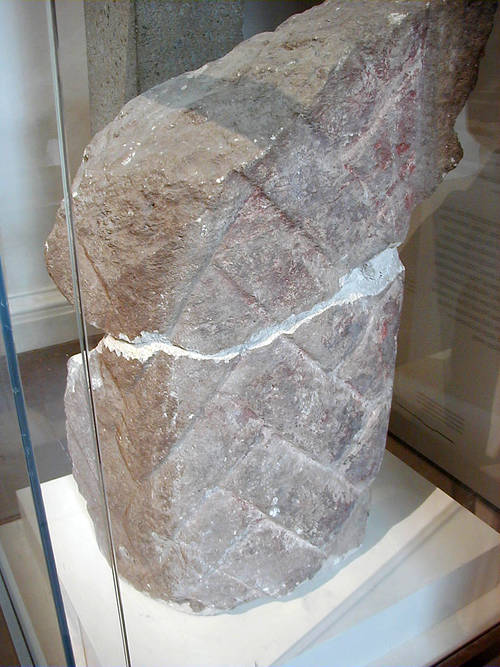
Resti della barba cerimoniale della Grande Sfinge di Giza, XIV secolo a.C.
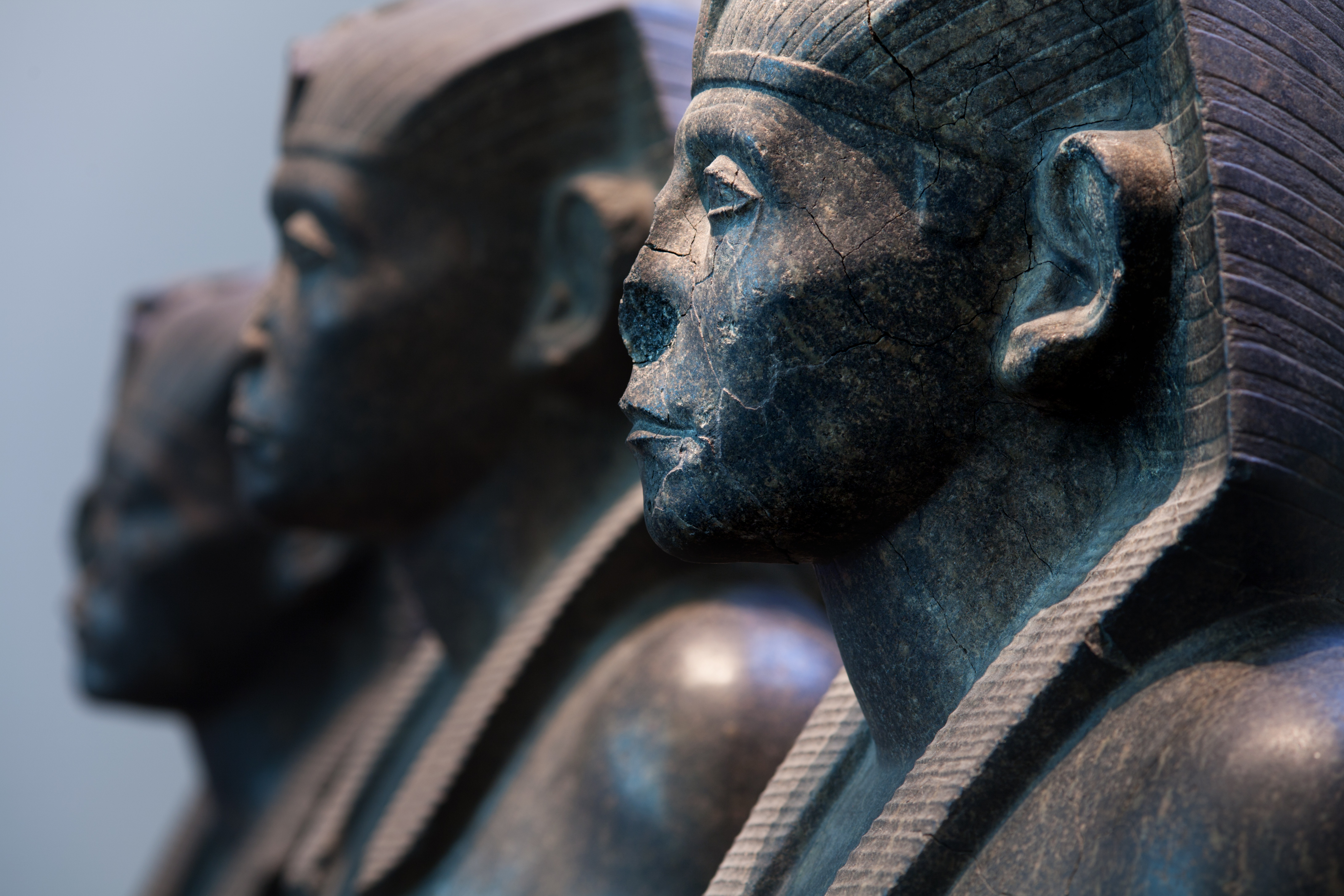
Sala 4 – Tre statue in granito nero del faraone Sesostri III, c. 1850 a.C.
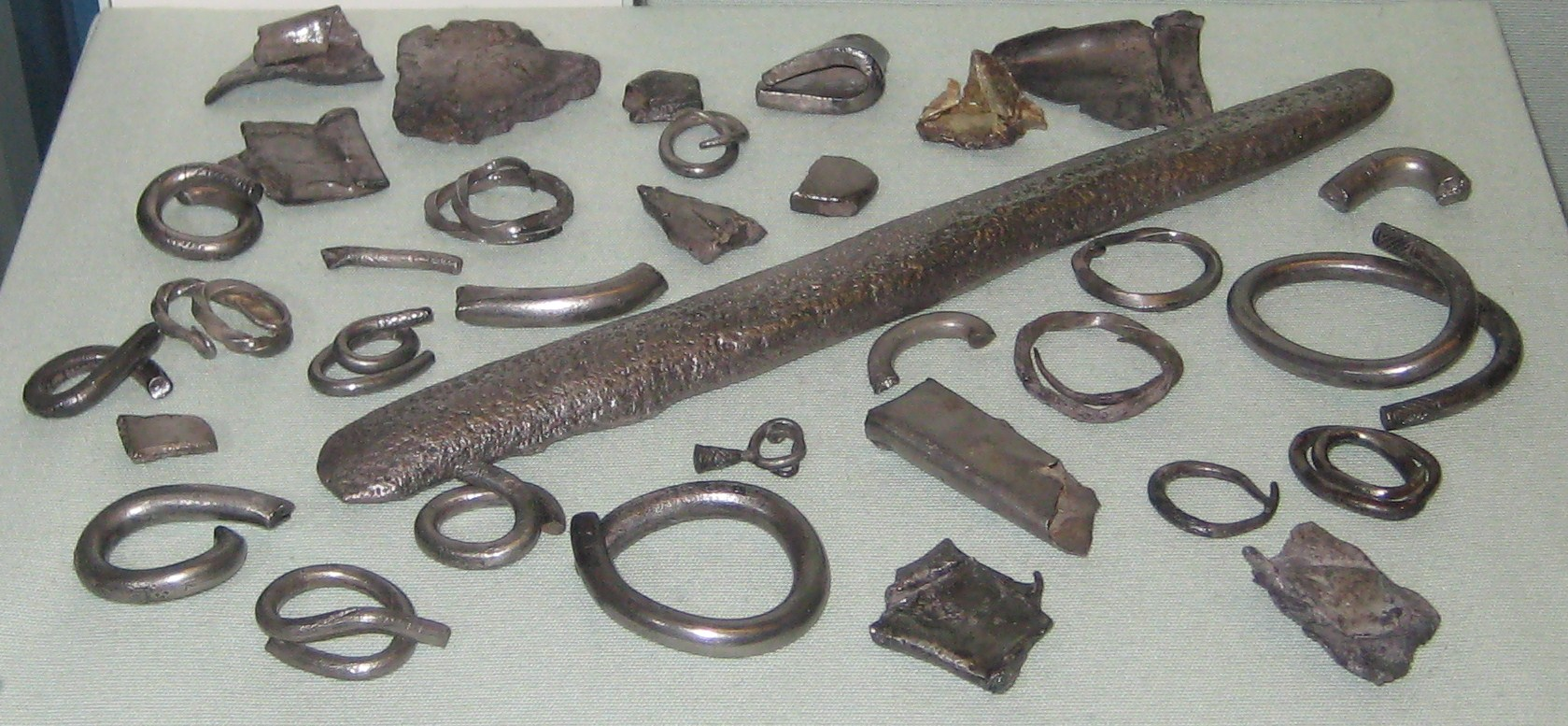
Parte del tesoro di el-Amarna, Egitto, circa 1850-1800 a.C. (XVIII dinastia)
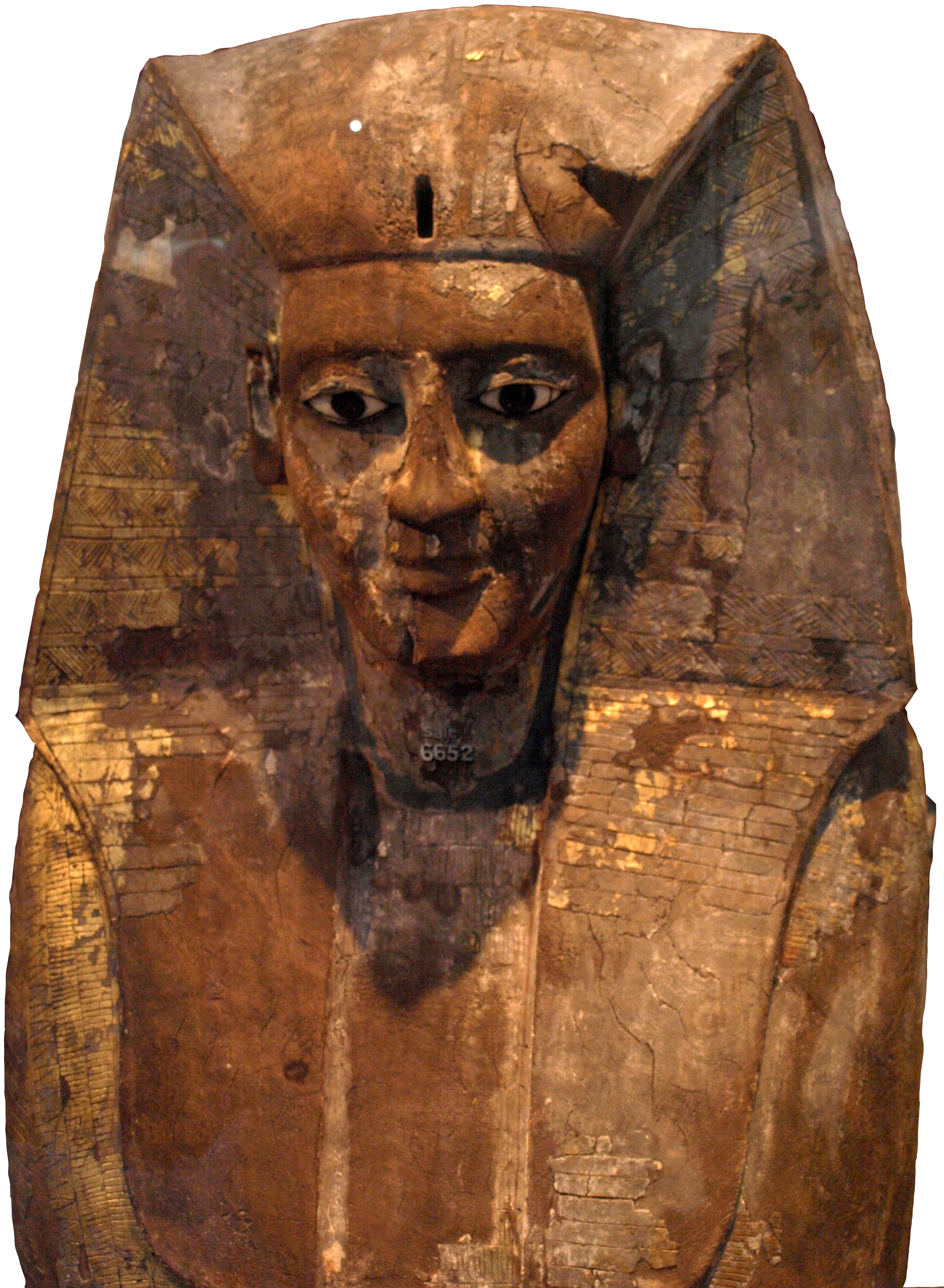
Sala 63 - Sarcofago in legno del faraone Nebukheperra Iniotef, XVII dinastia, 1600 a.C.
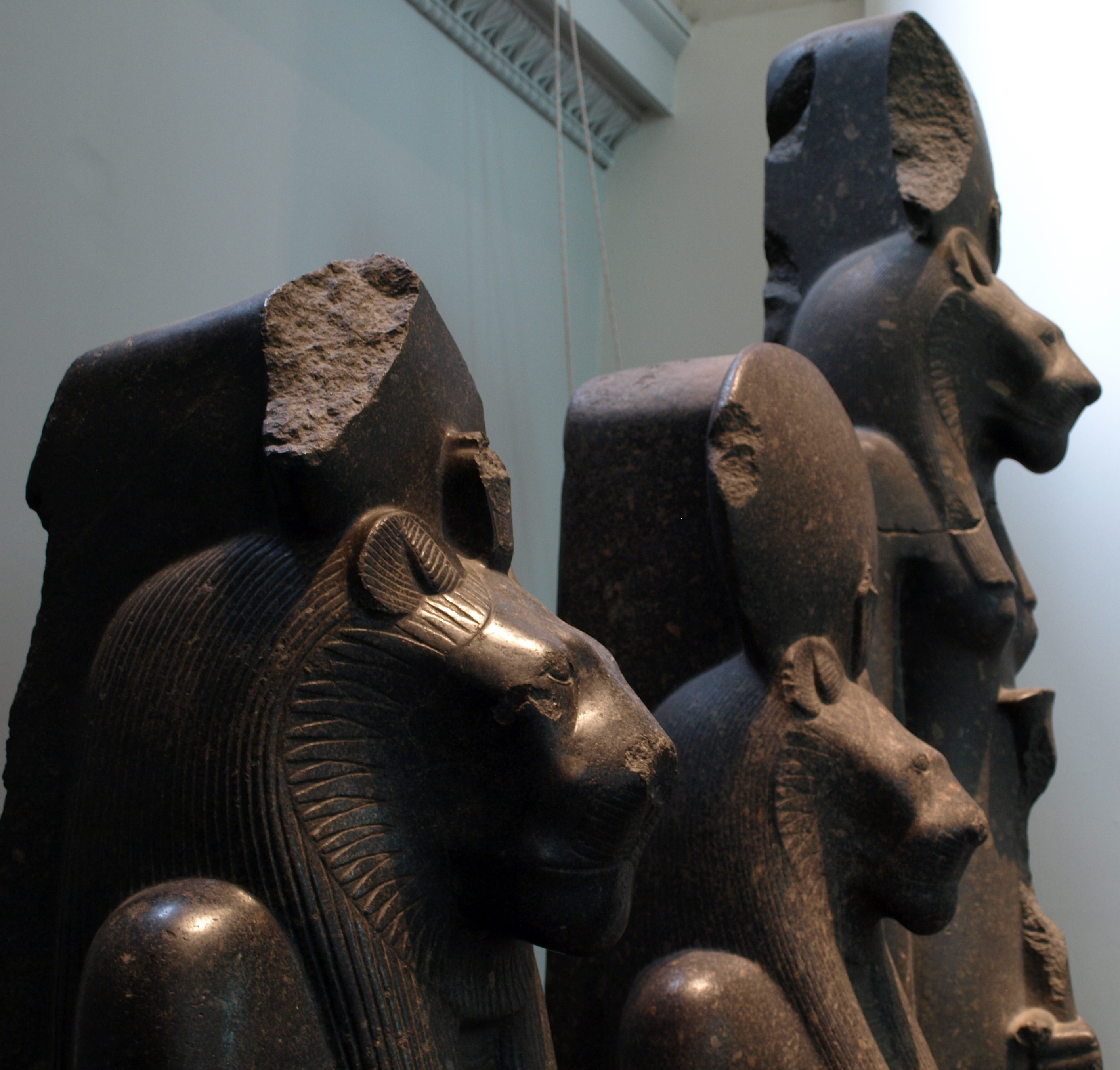
Sala 4 – Tre statue in granito nero della dea Sakhmet, c. 1400 a.C.
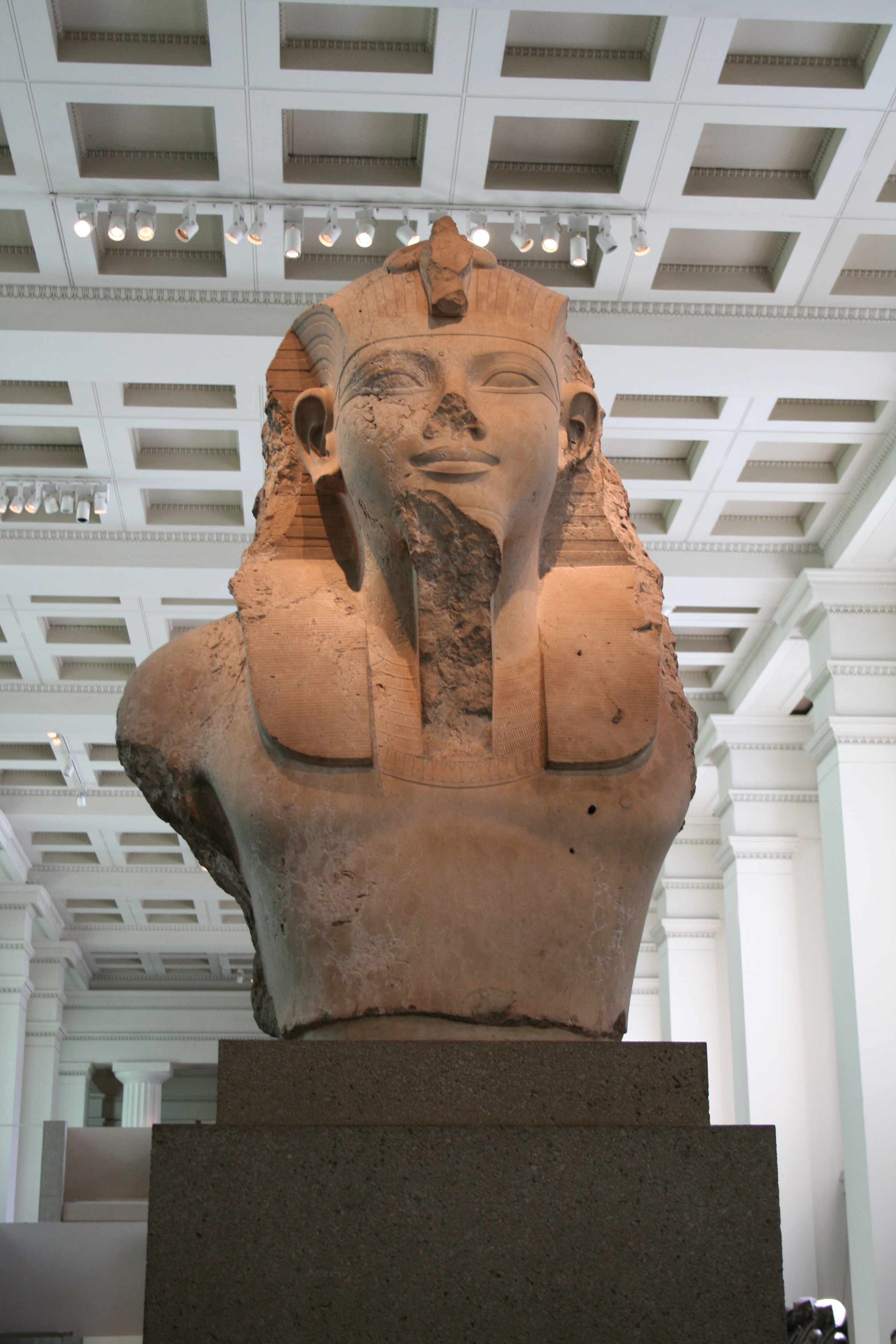
Sala 4 – Statua colossale di Amenofi III, c. 1370 a.C.
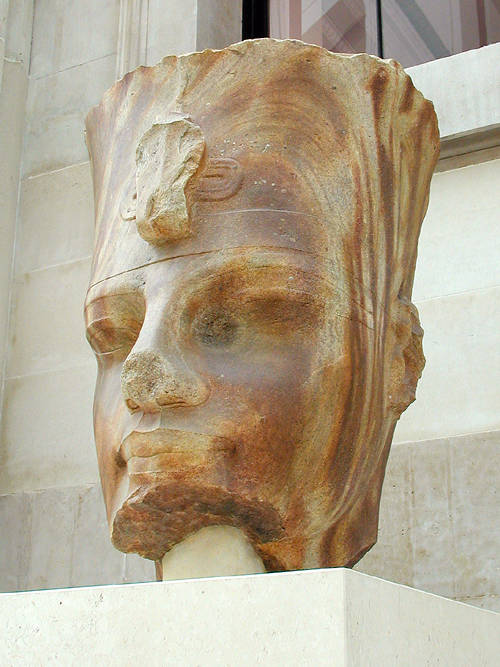
Testa di statua colossale di Amenofi III, c. 1350 a.C.
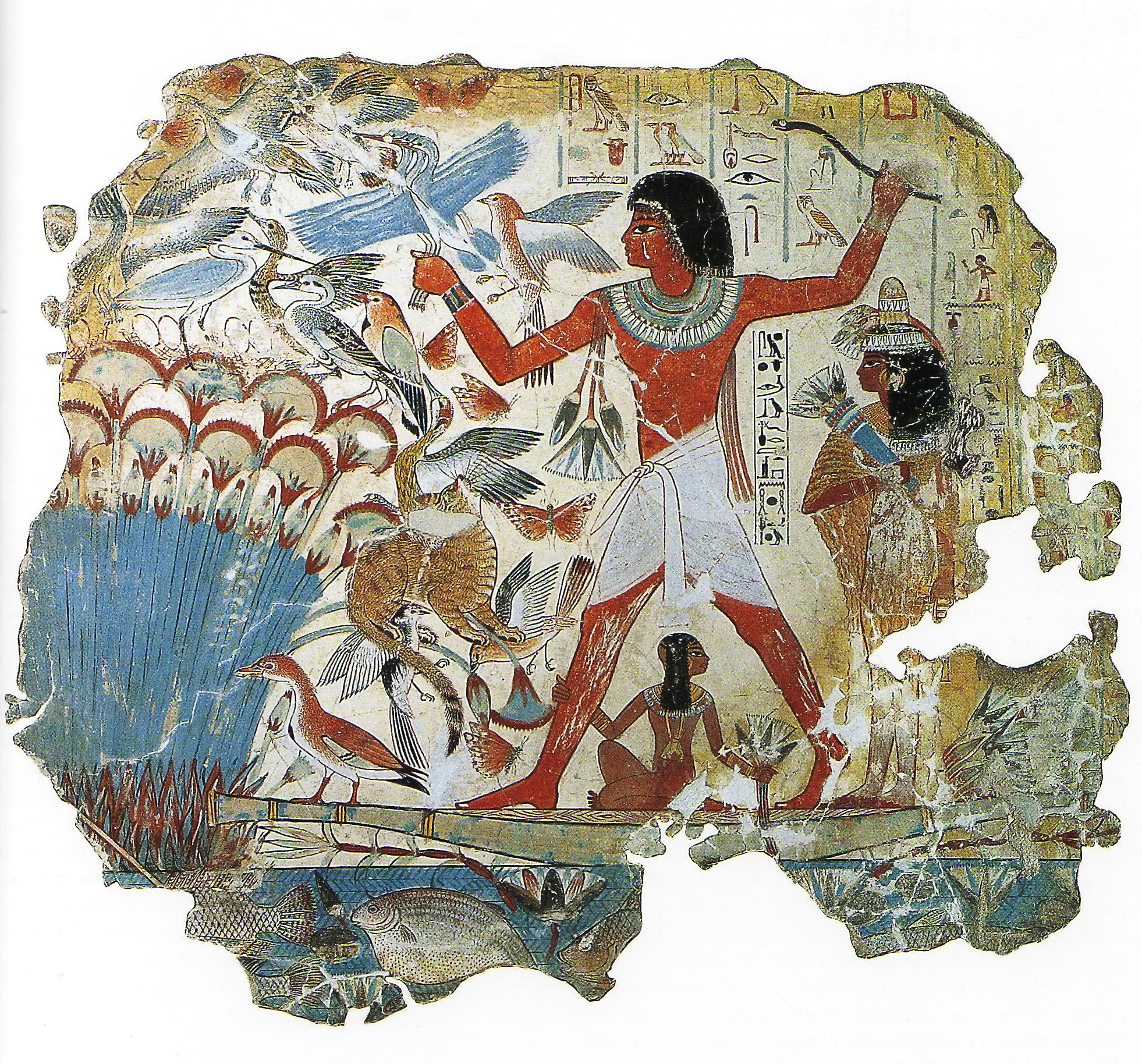
Sala 61 – Il celebre affresco del "giardino ideale di Nebamon", tomba di Nebamon, c. 1350 a.C.
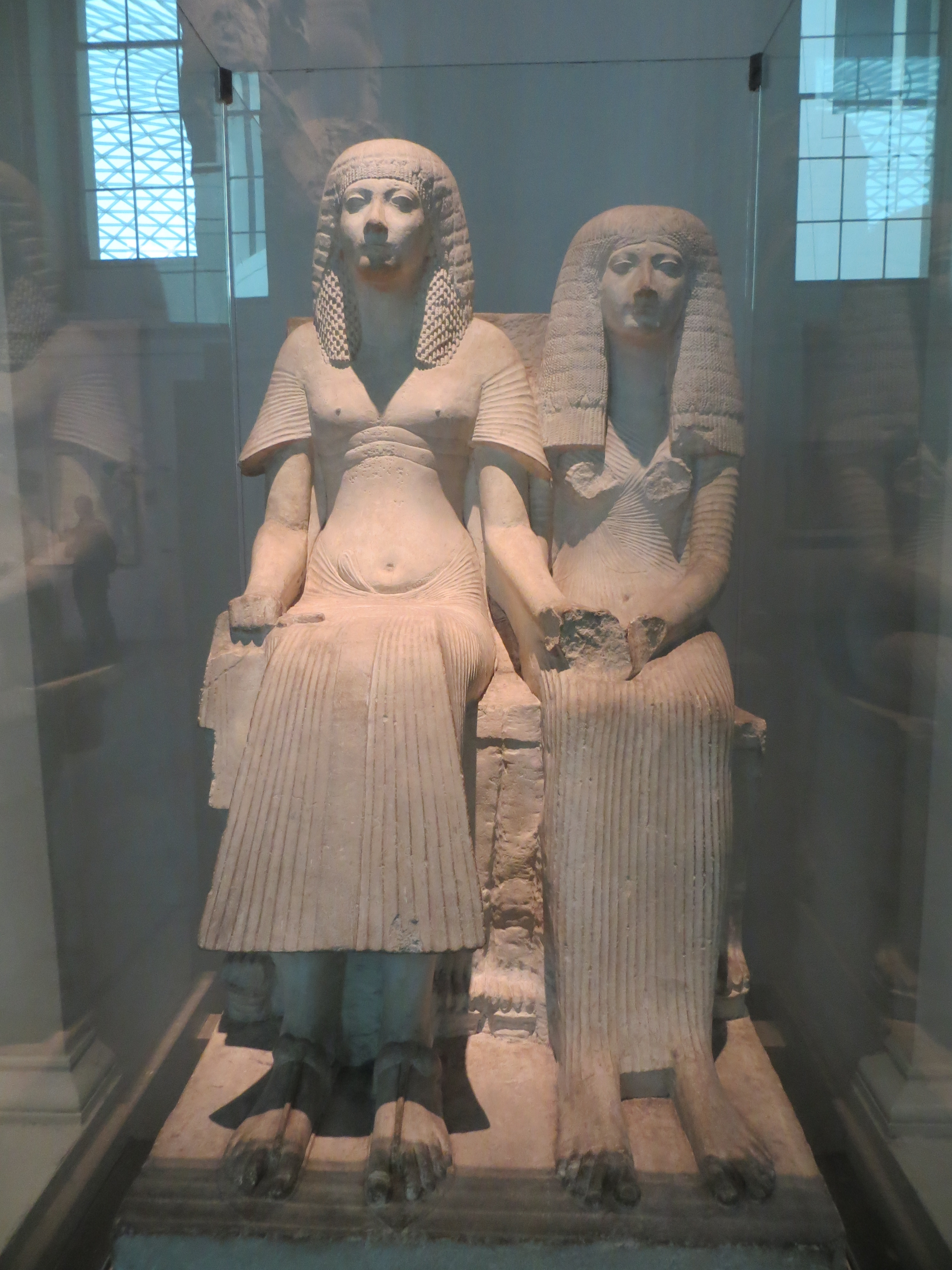
Sala 4 - Statua di Horemheb e Amenia, ca. 1330 a.C.
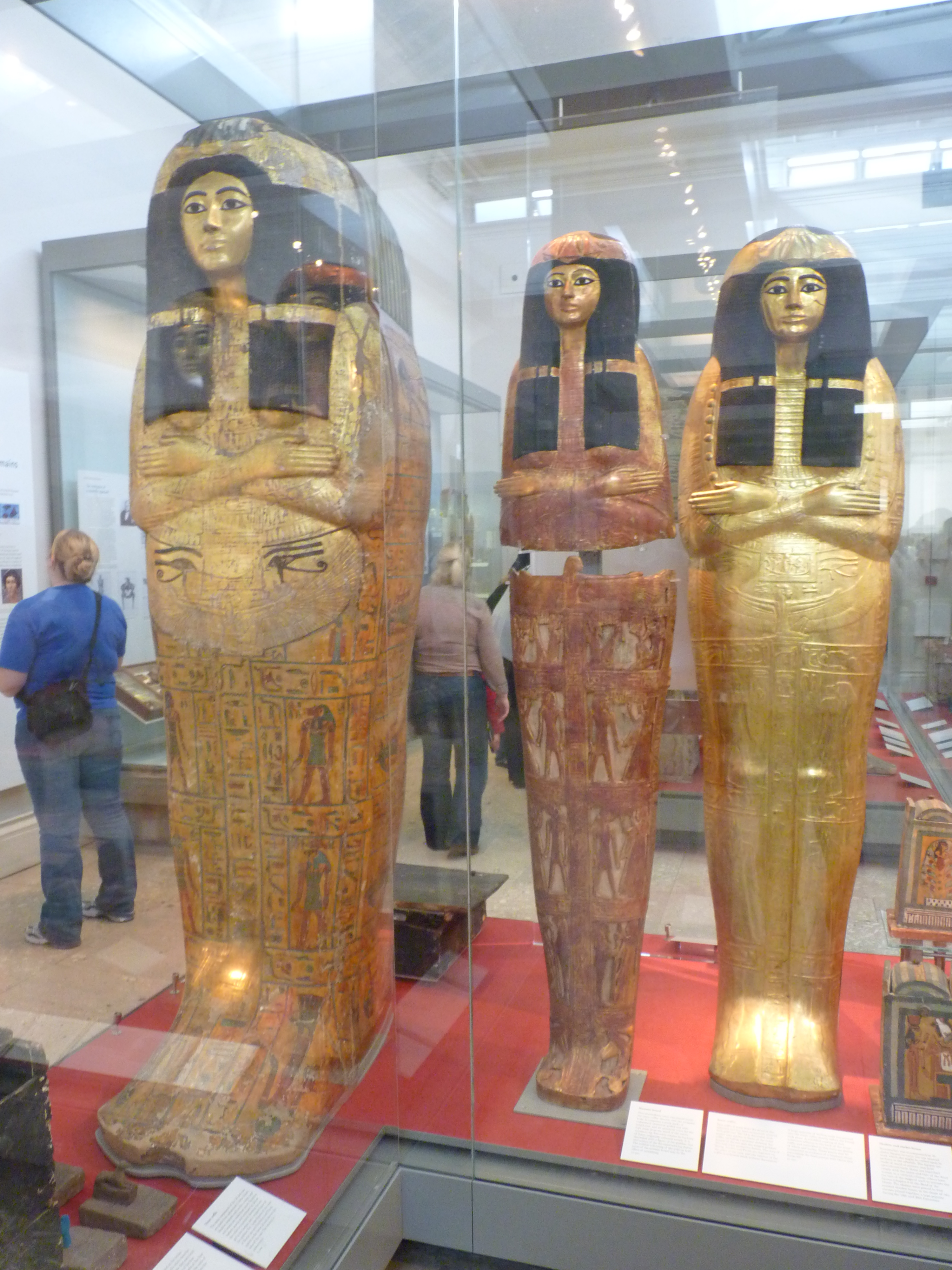
Sala 63 - Feretro esterno dorato dalla tomba di Henutmehyt, Tebe, Egitto, XIX dinastia, 1250 a.C.
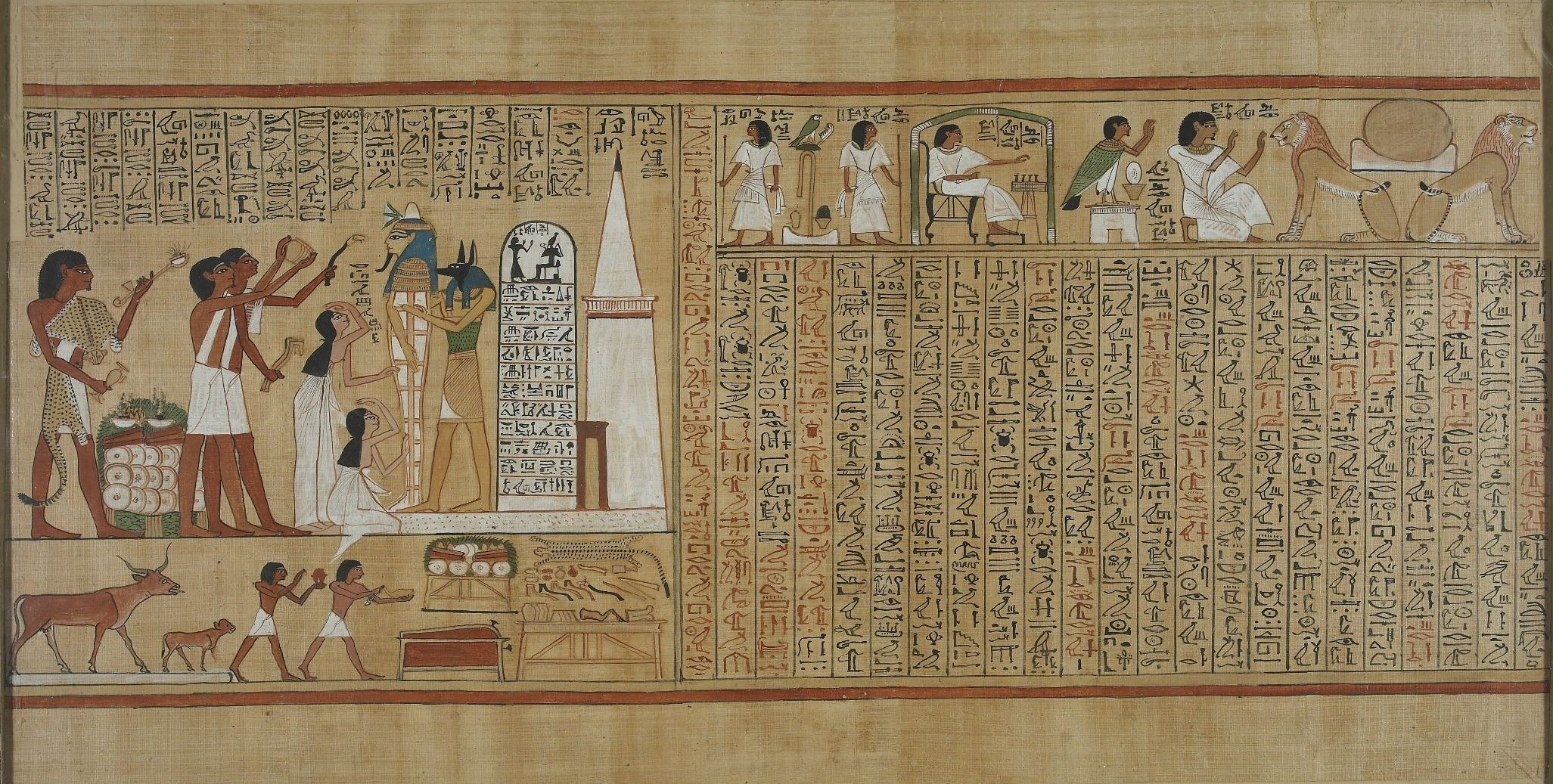
Il "Libro dei morti di Hunefer", foglio 5, XIX dinastia, 1250 a.C.
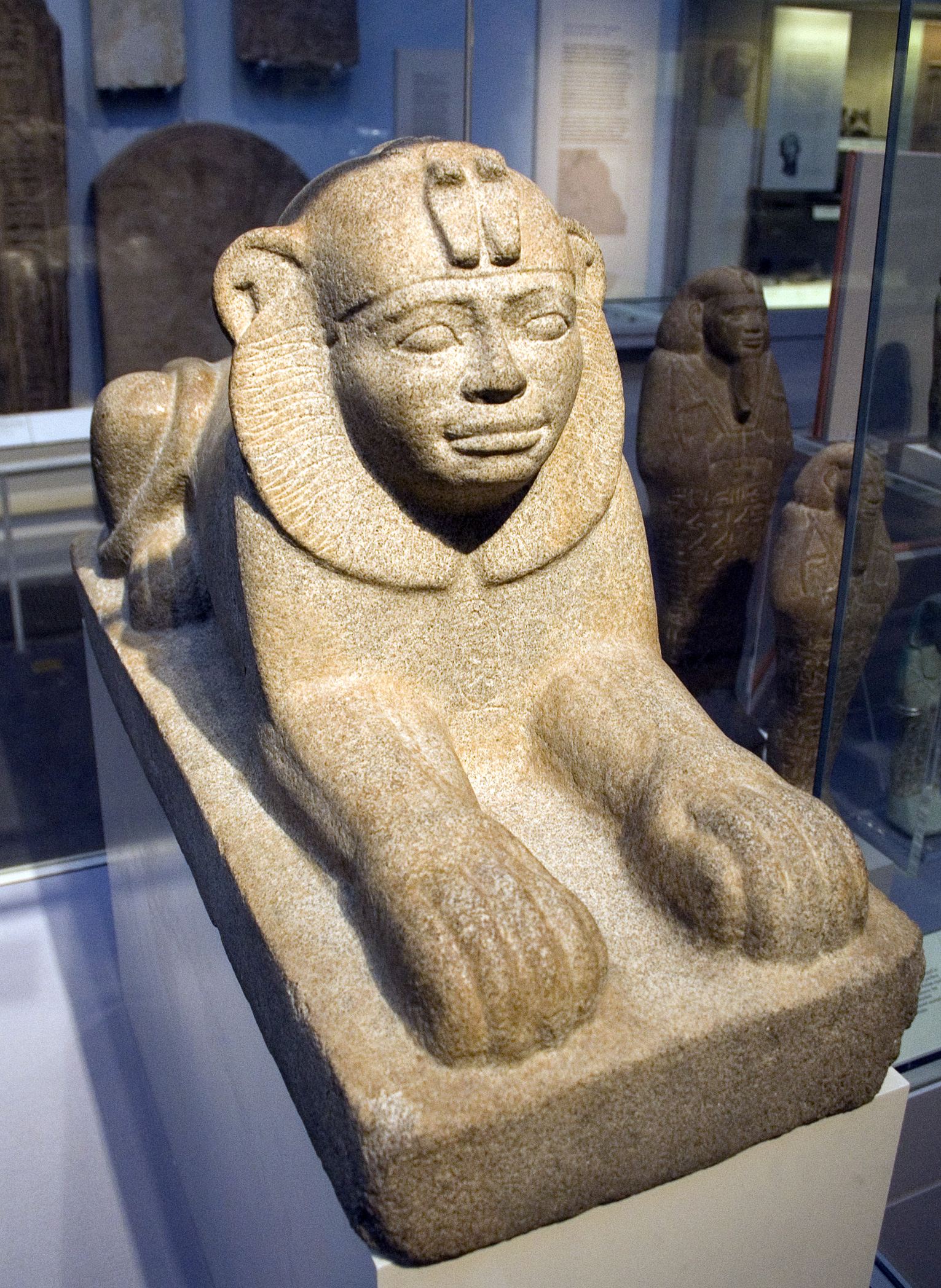
La Sfinge di Taharqa, 680 a.C.
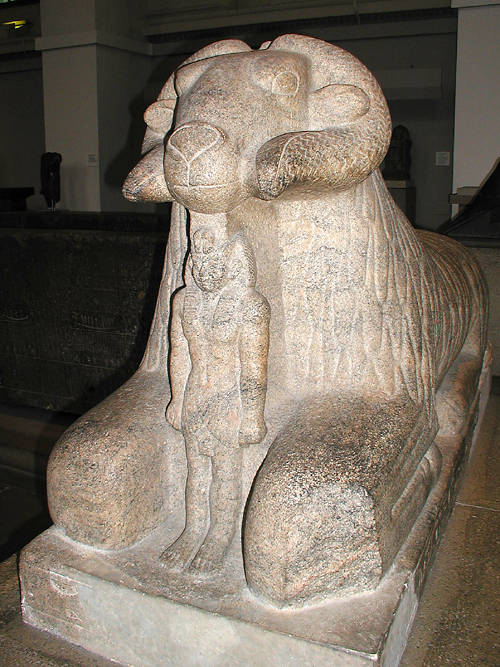
Statua di Amon come ariete che protegge re Taharqa, 680 a.C.
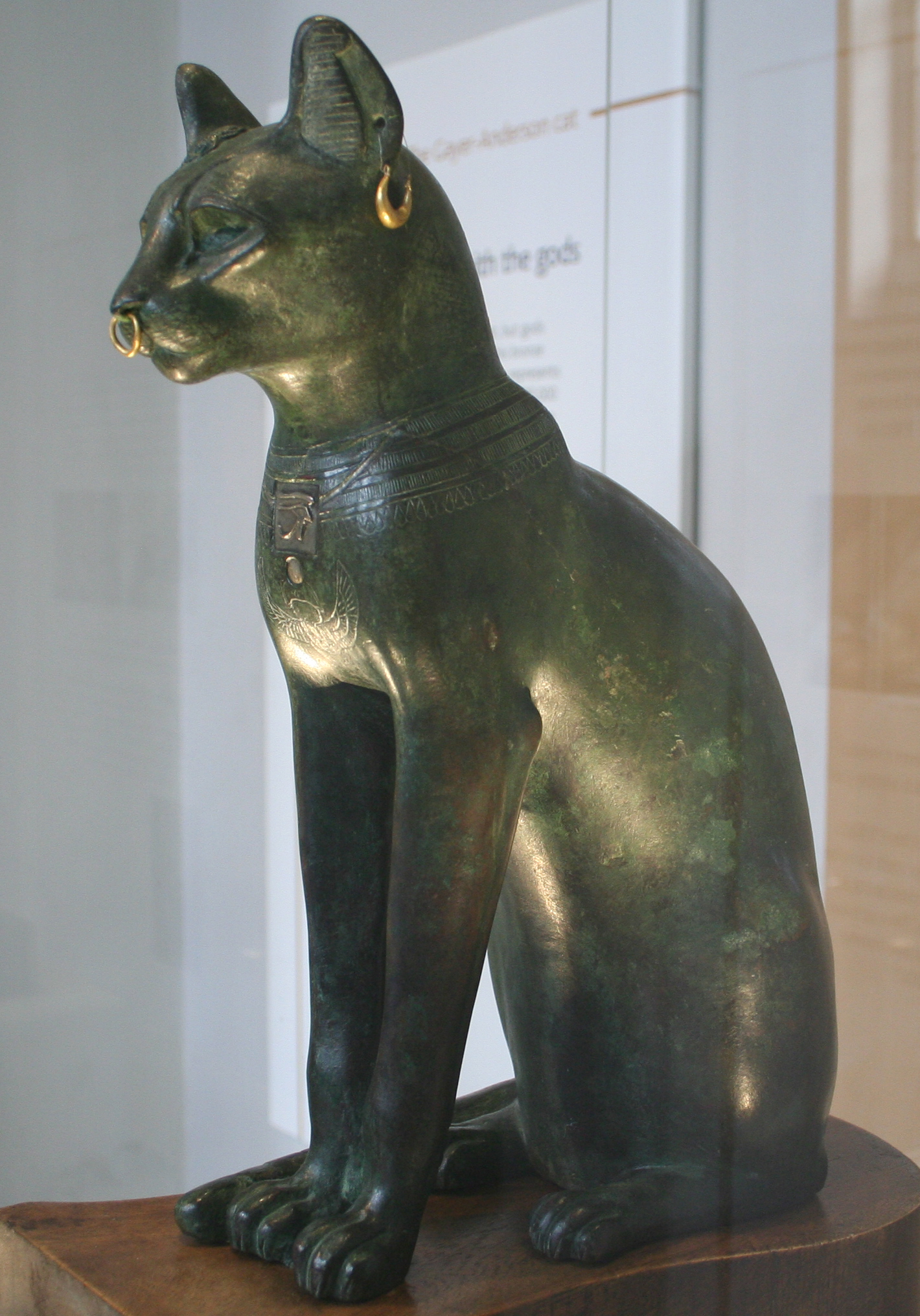
Statua in bronzo raffigurante un gatto, circa 664–332 a.C.
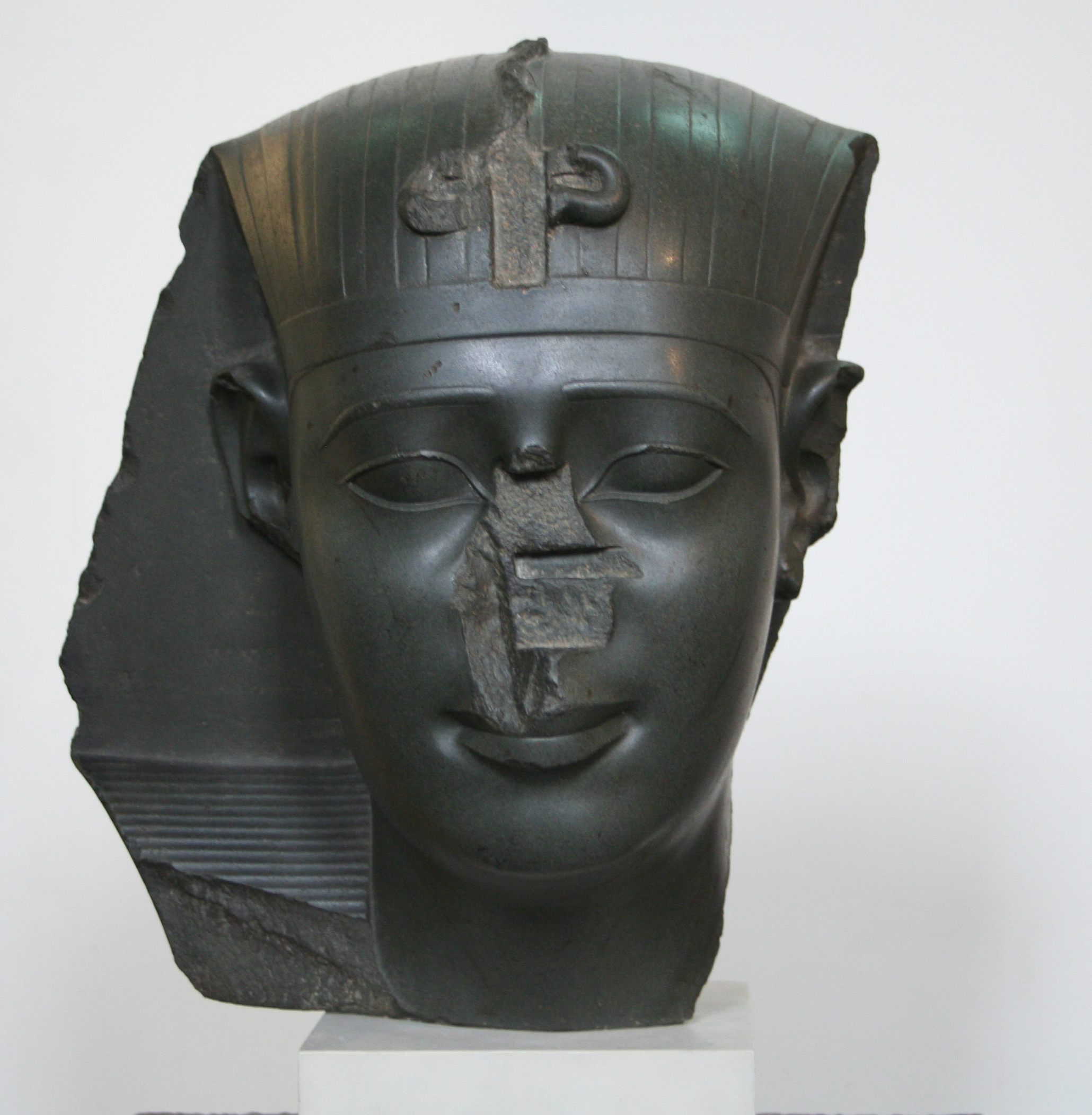
Sala 4 - Testa di faraone, XXVI-XXX dinastia, 600-340 a.C.
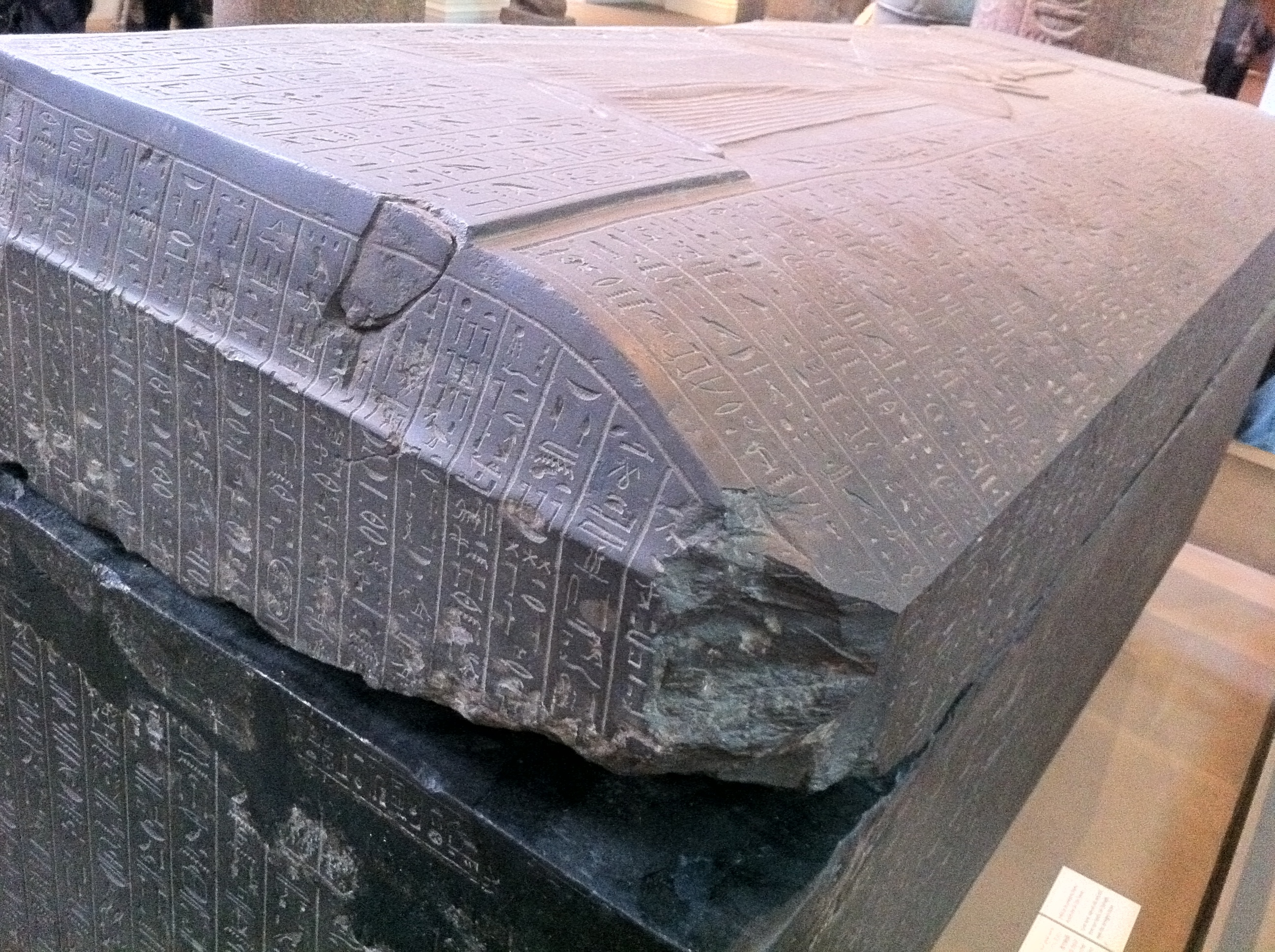
Sala 4 - Sarcofago di Ankhnesneferibra, XXVI dinastia, circa 530 a.C.
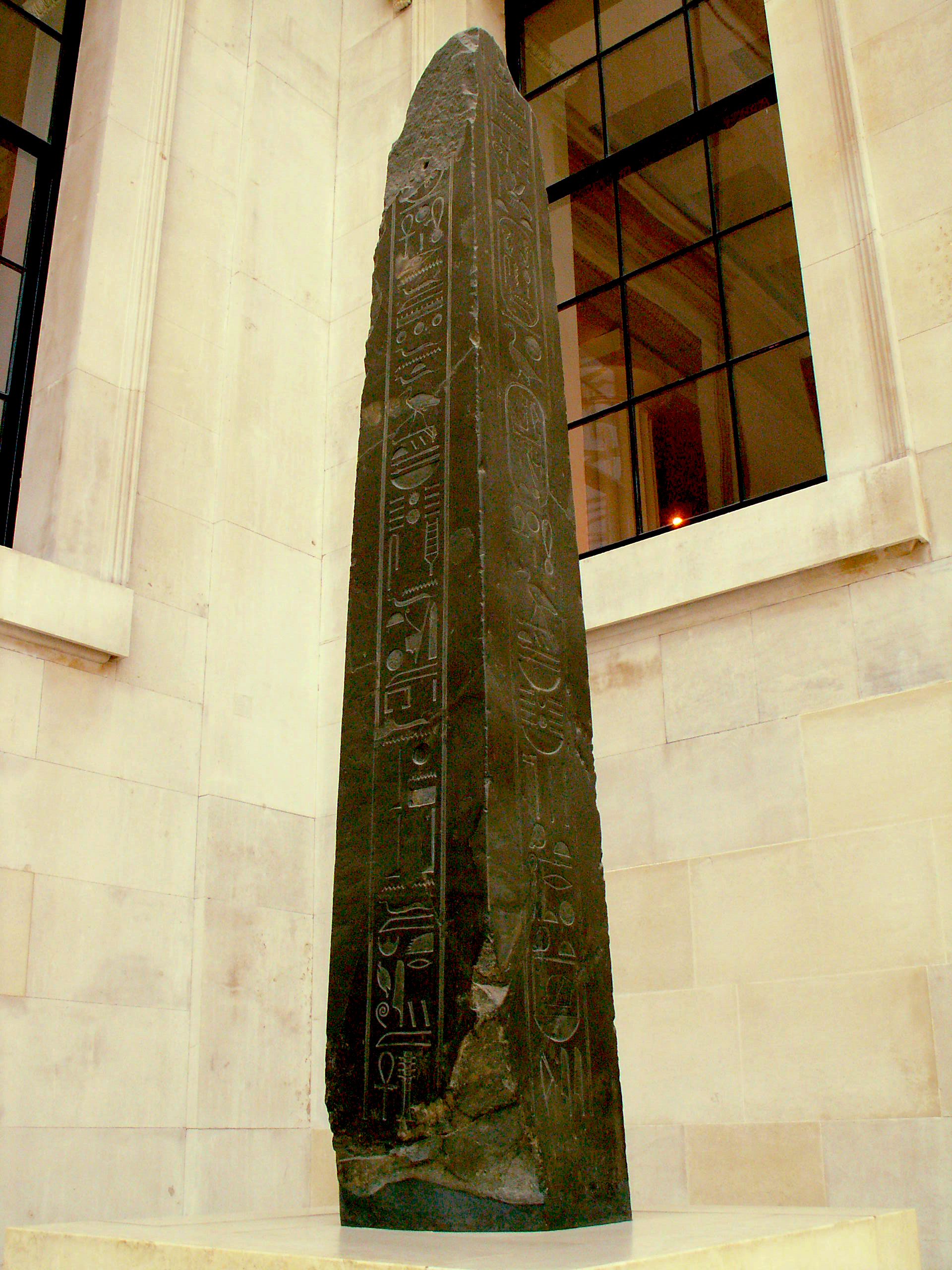
Obelisco nero del re Nectanebo II d'Egitto, XIII dinastia, circa 350 a.C.
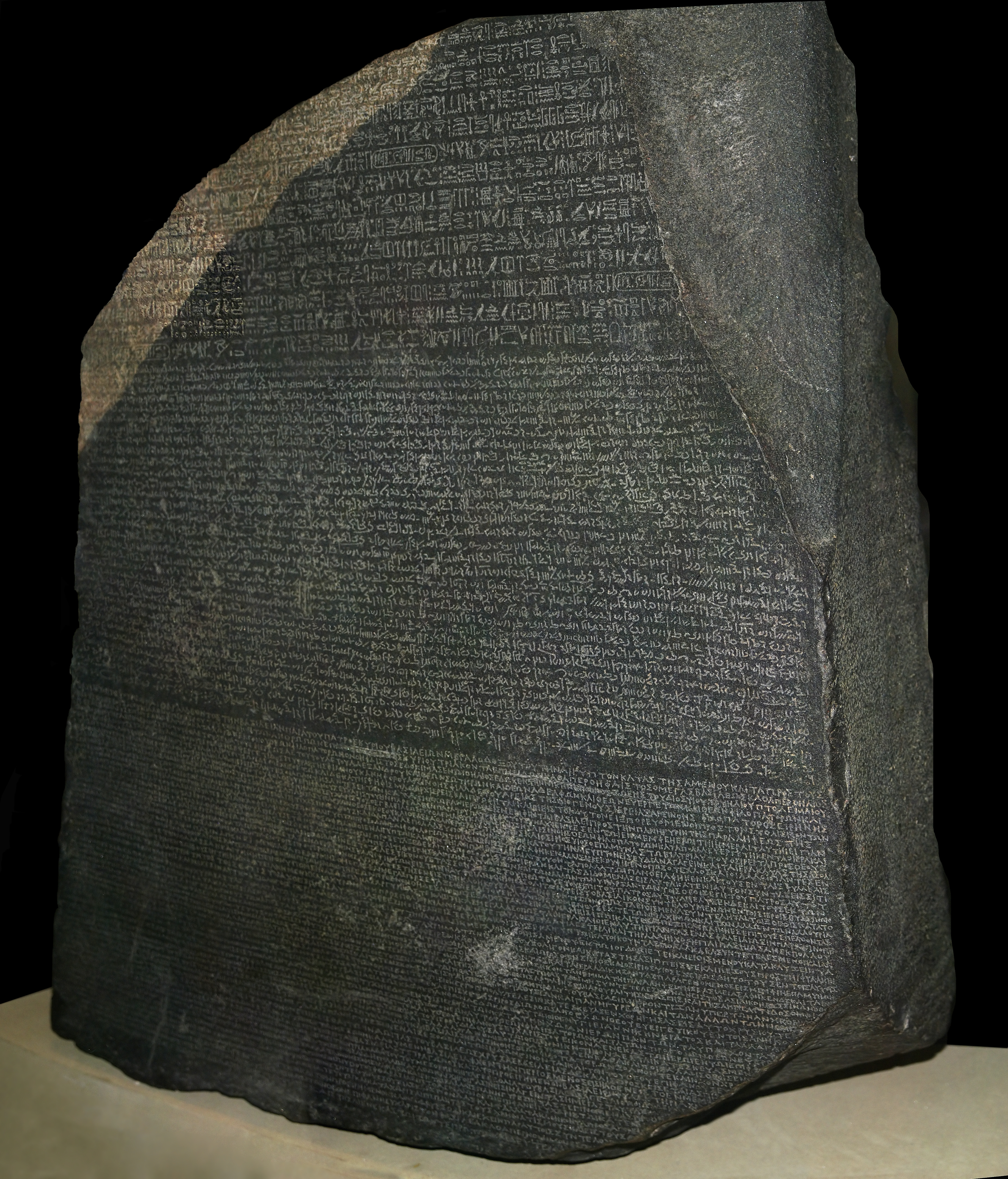
Sala 4 – La celebre Stele di Rosetta, 196 a.C., fondamentale per la decifrazione dei geroglifici egizi
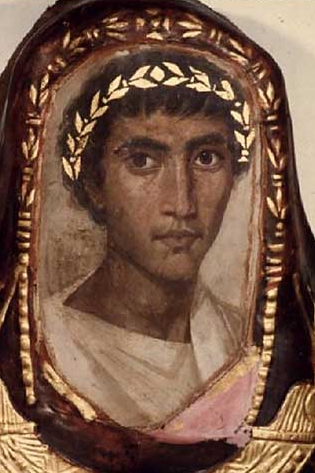
Sala 62 - Dettaglio del sarcofago della mummia di Artemidoro il giovane, un greco stabilitosi a Tebe, Egitto, durante l'epoca romana (100-200 d.C.)

### Dipartimento greco-romano

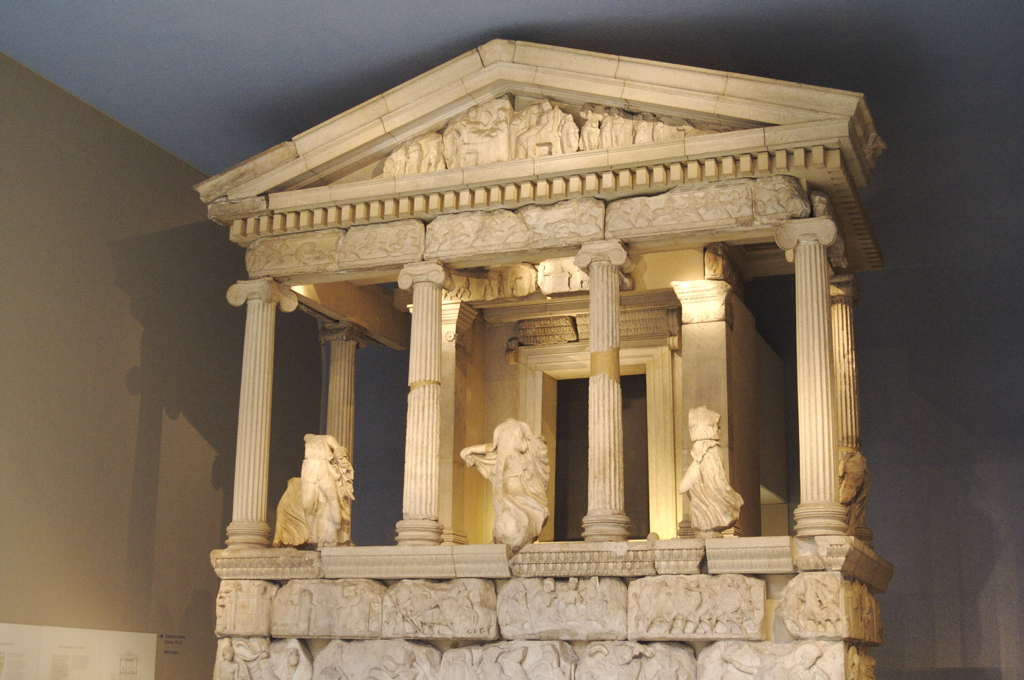
Sala 17 – Ricostruzione del Monumento delle Nereidi, circa 390 a.C.

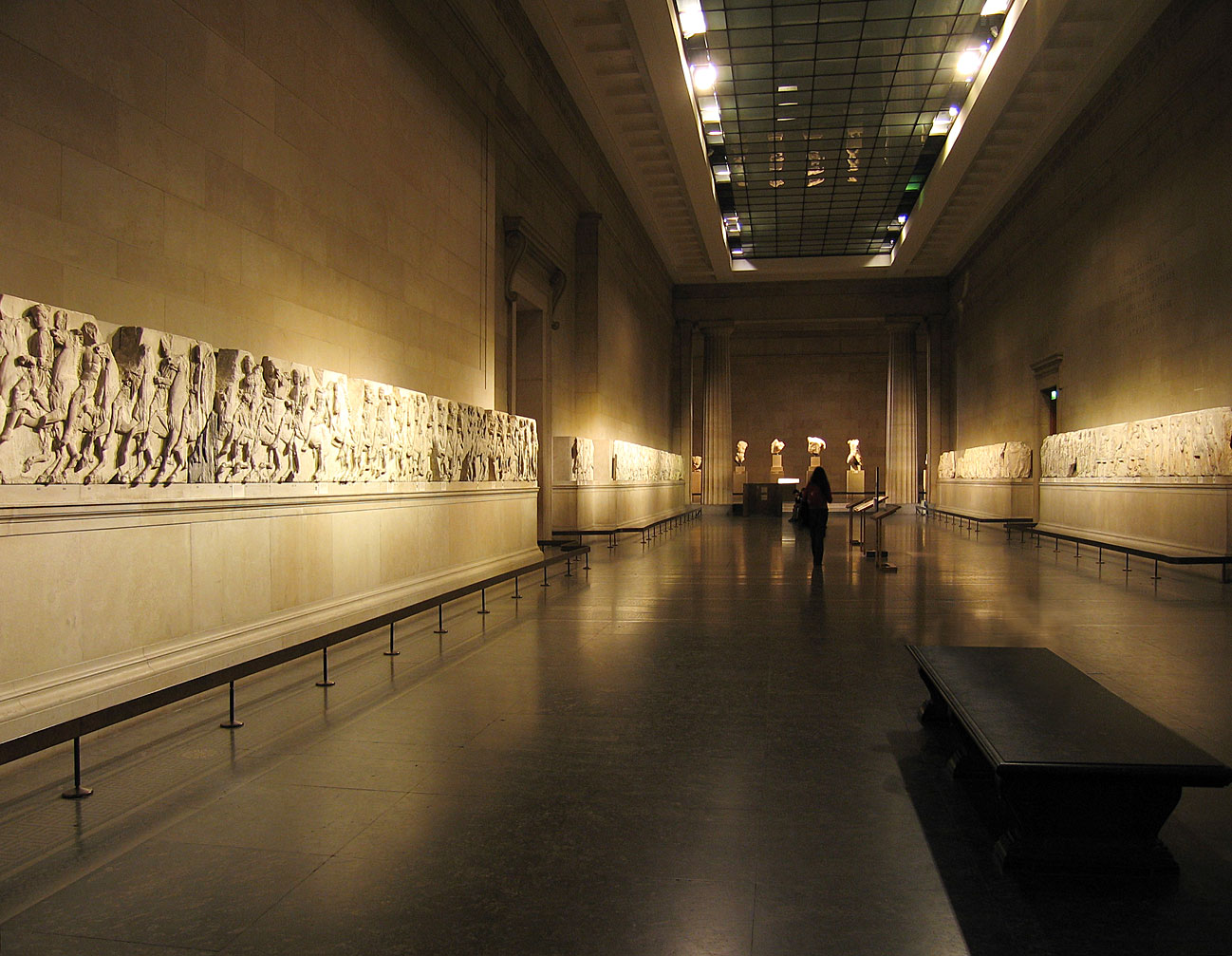
Sala 18 – Sculture ornamentali del Partenone dall'Acropoli di Atene, 447 a.C.

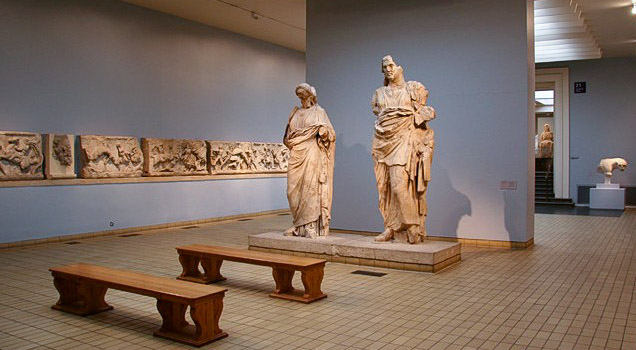
Sala 21 – Mausoleo di Alicarnasso, metà IV secolo a.C., una delle sette meraviglie del mondo antico

Il British Museum possiede una della più grandi collezioni di reperti archeologici dell'età classica, con circa 100 000 oggetti. Questi risalgono dall'inizio dell'età del bronzo greca (circa 3200 a.C.) al regno dell'Imperatore romano Costantino I nel IV secolo d.C.
Le culture ciclade, minoica e micenea sono rappresentate nella sezione Grecia antica dove sono incluse importanti sculture del Partenone di Atene, ed elementi di due delle sette meraviglie del mondo antico, il Mausoleo di Alicarnasso e il Tempio di Artemide a Efeso.
Il dipartimento ospita inoltre svariati reperti archeologici di antiche popolazioni italiche ed etrusche oltre a manufatti dell'antica Cipro. Di particolare rilievo la collezione di bronzi e gioielli antichi, vasi greci ed anfore romane.
Le opere principali incluse in questa sezione comprendono:
Acropoli di Atene
- Otto sculture provenienti dal Partenone
Eretteo
  - Una delle sei cariatidi rimanenti
  - Una colonna superstite

Tempio di Atena Nike
  - Alcuni fregi superstiti

Tempio di Apollo Epicurio
  - Ventitré blocchi di fregi provenienti dall'interno del tempio.

Mausoleo di Alicarnasso
  - Due colossali statue identificate come Mausolo e sua moglie Artemisia.
  - Parte della statua di un cavallo facente parte di un gruppo scultoreo raffigurante un carro da guerra che adornava la sommità del mausoleo
  - Fregio templare di Amazzonomachia – Un'estesa sezione di fregi in rilievo raffiguranti una battaglia tra greci e amazzoni.

Tempio di Artemide
  - Una delle colonne decorate del basamento

Reperti provenienti da Cnido in Asia Minore
  - Leone di Cnido
  - Demetra di Cnido

Asia Minore
- Monumento delle Nereidi
  - Parziale ricostruzione del monumento, una vasta ed elaborata tomba licia dal sito di Xanthos nel sud-ovest della Turchia
  - Tomba di Payava e Tomba di Harpy da Xanthos nel sud-ovest della Turchia

Wider Museum Collection
- Grecia preistorica
  - Un vasto numero di figure cicladi provenienti dalle isole del Mar Egeo, Grecia (3300-2000 a.C.)
  - Materiali provenienti dal Palazzo di Cnosso (1900-1100 a.C.)
  - Tesoro minoico di Egina (1850-1550 a.C.)
  - Statuetta in bronzo raffigurante acrobata con toro da Retimo, Creta (1600 a.C.-1450 a.C.)
  - Segmenti delle colonne e degli architravi del Tesoro di Atreo (1350-1250 a.C.)

Etruschi
  - Alcuni degli artefatti provenienti dalla tomba Castellani a Palestrina (VIII-VI secolo a.C.)
  - Vari oggetti incluse due piccole statue in terracotta provenienti dalla Tomba delle cinque sedie a Cerveteri (625-600 a.C.)
  - Contenuto della Tomba di Iside di Vulci (570-560 a.C.)
  - Placche dipinte in terracotta (le placche "Boccanera") da una tomba di Cerveteri (560-550 a.C.)
  - Pannelli d'argento decorati provenienti da Castel San Marino, vicino a Perugia (540–520 a.C.)
  - Tavola Osca (detta "Tavola di Agnone"), una tavoletta di bronzo, munita di una maniglia; una delle più importanti iscrizioni pervenutaci in osco (300-100 a.C.)
  - Sarcofago di Thanunia Seianti, Chiusi (150-140 a.C.)

Antica Grecia
  - Apollo Chatsworth, Tamasso, Cipro (460 a.C.)
  - Fibula ornamentale in oro che riflette le influenze celtiche e greche (III secolo a.C.)
  - Iscrizione in pietra dedicata ad Alessandro Magno, Priene, Turchia (330 a.C.)
  - Testa della statua colossale dell'Asclepio di Milo, Milo, Grecia (325-300 a.C.)
  - Tavoletta in oro di Petelia proveniente da un santuario orfico dell'Italia del sud (III-II secolo a.C.)
  - Testa e mano in bronzo della statua dell'Afrodite di Satala (I secolo a.C.)
  - Statuette in bronzo da Paramythia (II secolo d.C.)

Antica Roma
  - Guilford Puteal da Corinto, Grecia (30-10 a.C.)
  - Testa in bronzo di Augusto proveniente da Meroe in Sudan (27-25 a.C.)
  - Vaso Portland, il più famoso vaso vitreo dell'antica Roma (1-25 d.C.)
  - Coppa Warren in argento raffigurante due scene omoerotiche (5-15 d.C.)
  - Gladio di Magonza (o "Spada di Tiberio") e Cameo Blacas, raffigurante imperatori romani in trionfo (15 d.C.)
  - Palafreno in bronzo argentato decorato di Xanten, Germania (I secolo d.C.)
  - Coppa del barbiere e coppa Crawford (100 d.C.)
  - Statua di atleta, il Diadumeno di Vaison, da un'antica città romana nel sud della Francia (118-138 d.C.)
  - Diadumeno Farnese
  - Il celebre Discobolo[18][19]

(I-II secolo d.C.)
- Versione Lely dell'Afrodite accovacciata (I sec. d.C.)
- Capitelli di alcune colonne del Pantheon (126 d.C.)
- Vari gruppi scultorei decorativi romani rinvenuti nelle località di Bursa, Chaourse, Mâcon, Arcisate, Caubiac, Beaurains e Chatuzange (I-III secolo d.C.)
- Statua votiva dell'Apollo di Cirene, Libia (II secolo d.C.)
- Tesoro di Uerdingen trovato vicino a Düsseldorf in Germania (II-III secolo d.C.)
- Venere Townley

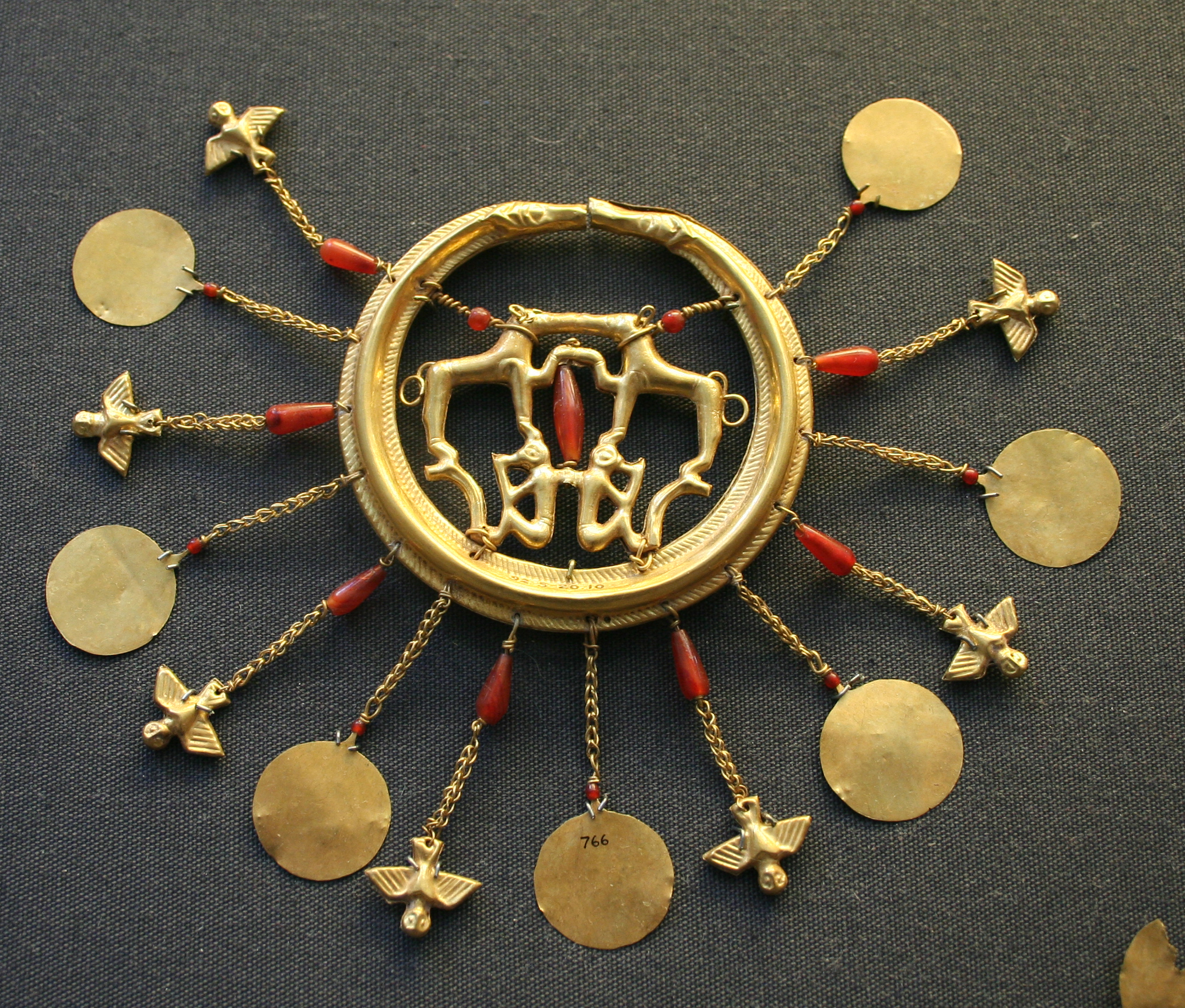
Sala 12 – Orecchino d'oro proveniente dal Tesoro di Egina, 1700-1500 a.C.
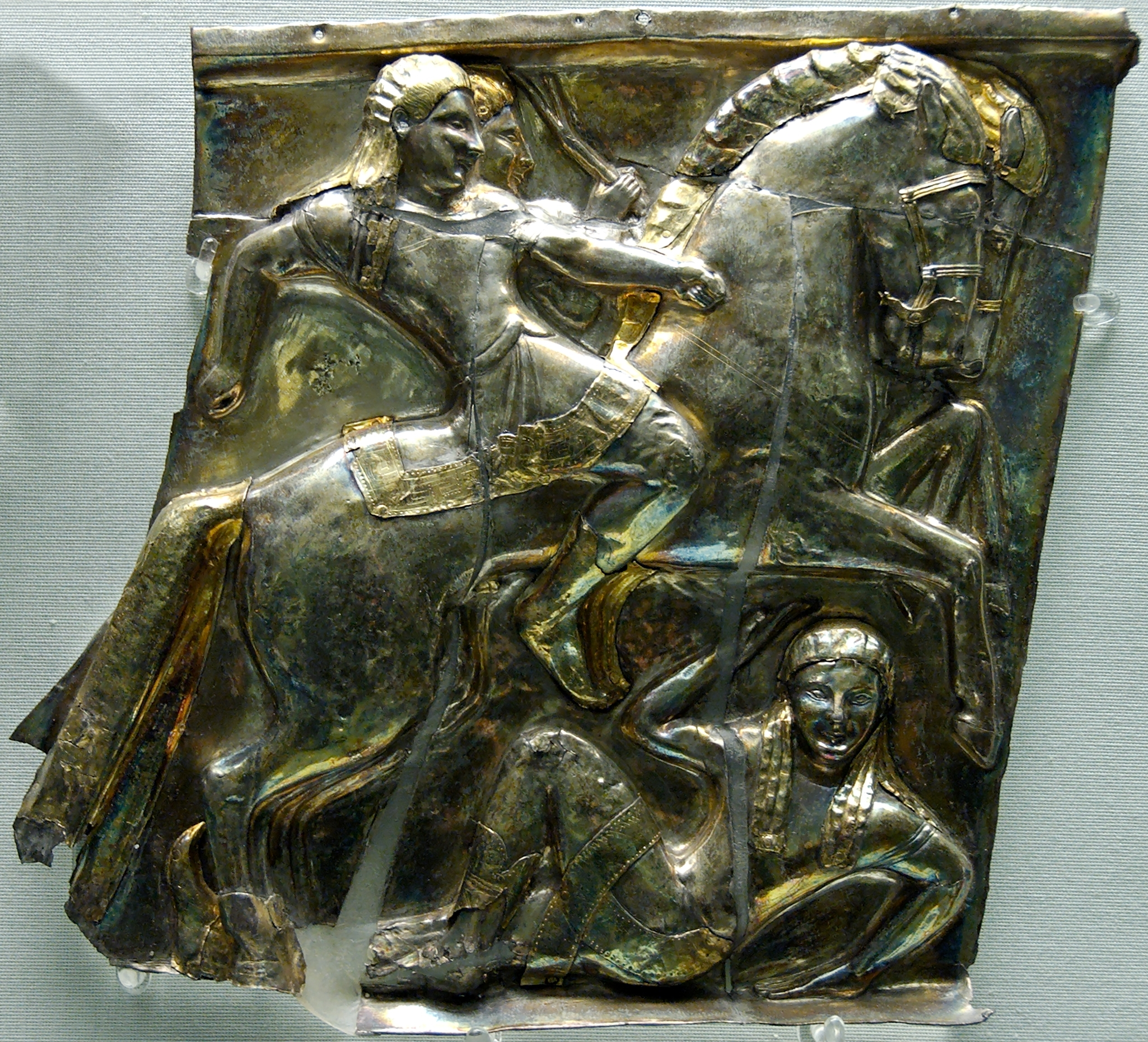
Sala 71 - Pannelli d'argento decorati etruschi, Castel San Marino, Perugia, 540–520 a.C.
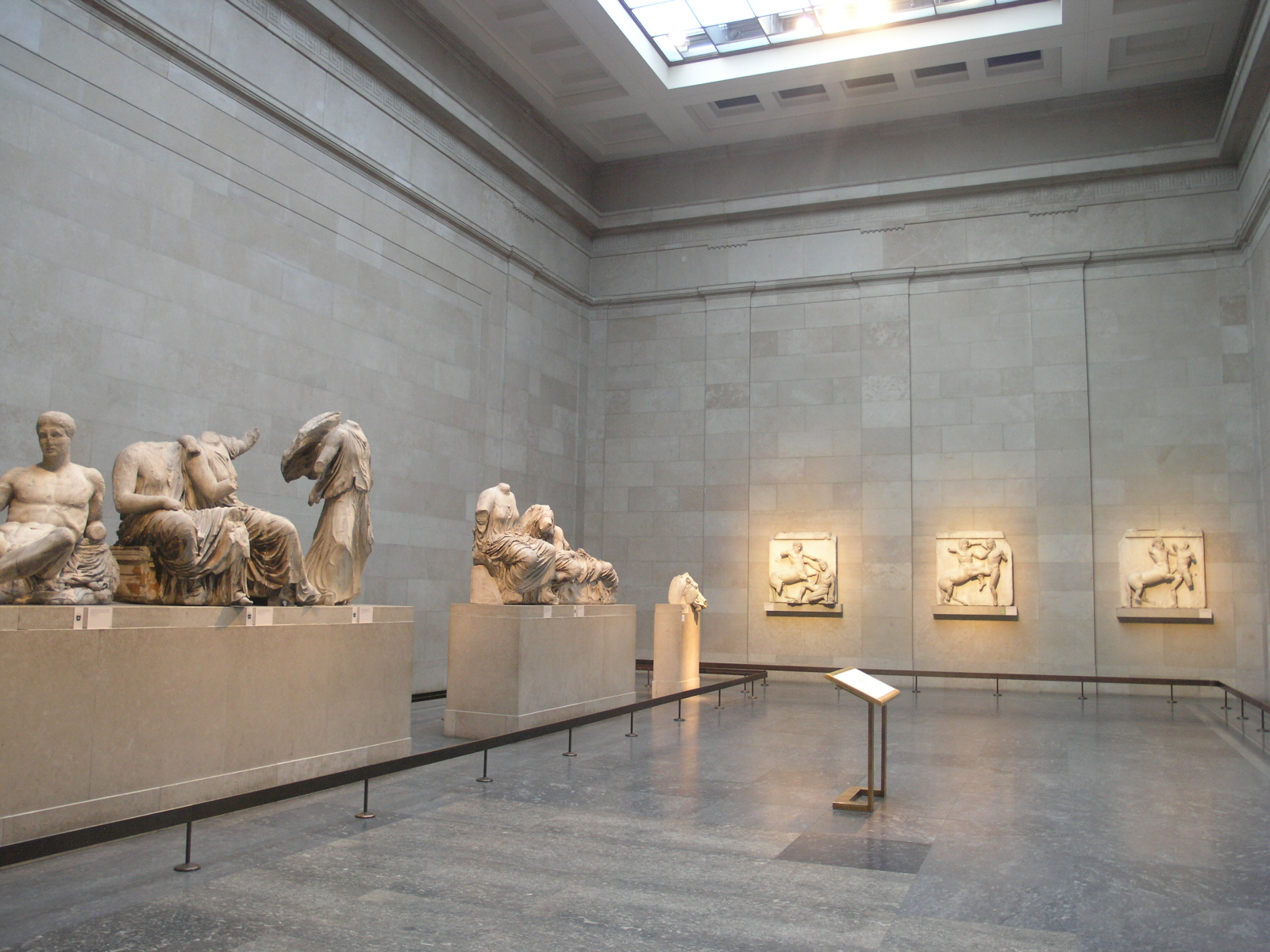
Sala 18 – Fregi, metope e frontoni del Partenone, 447-438 a.C.
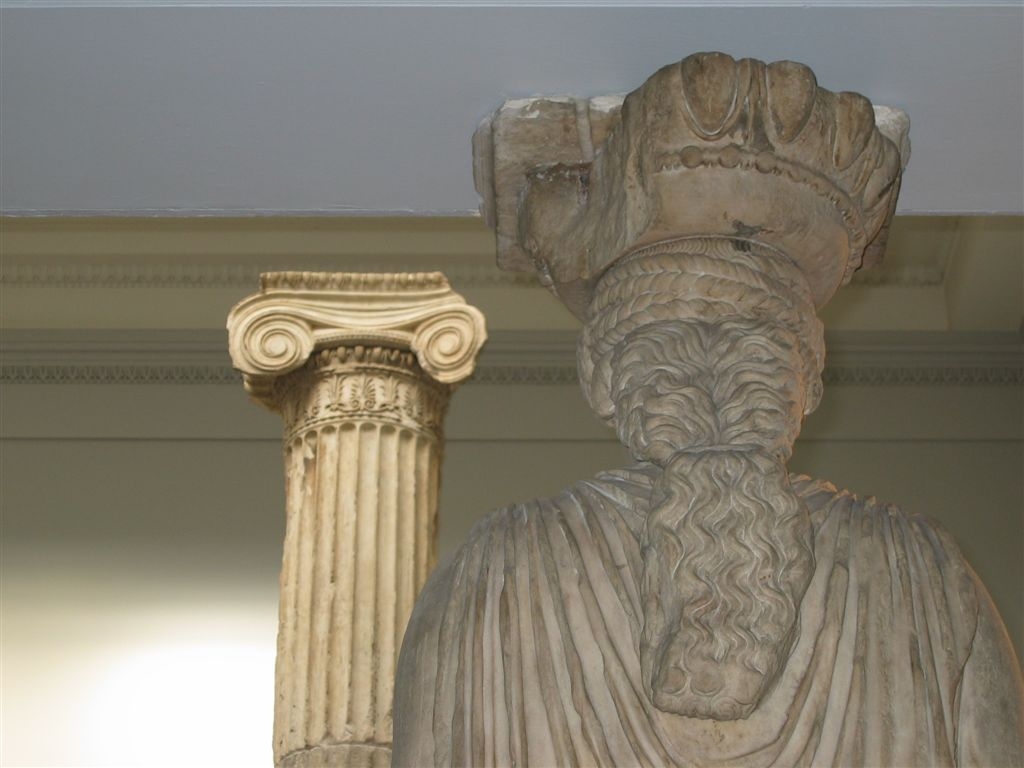
Sala 19 – Cariatidi e colonne corinzie dell'Eretteo, Acropoli di Atene, 421 a.C.
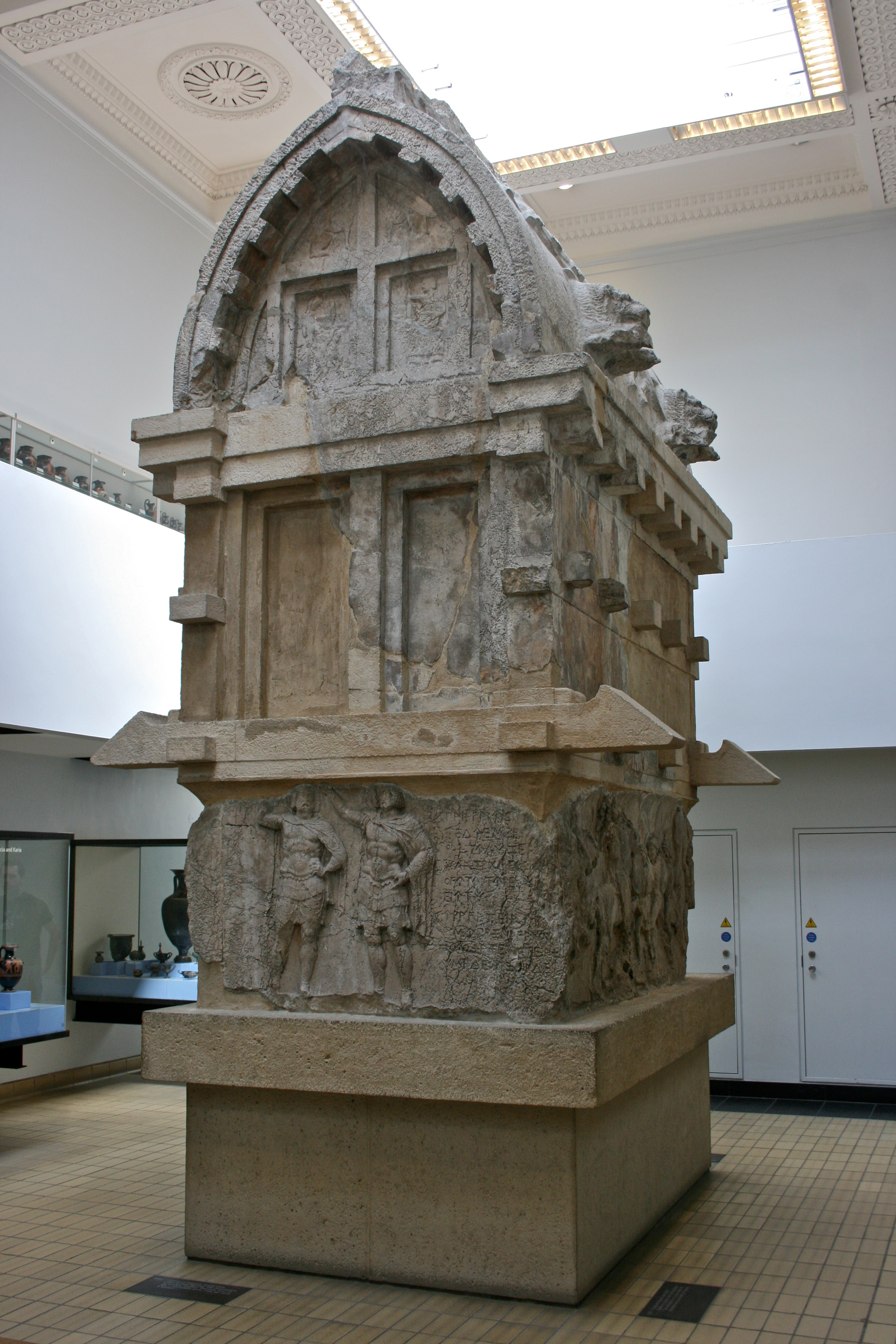
Sala 20 – Tomba di Payava, Licia, 360 a.C.
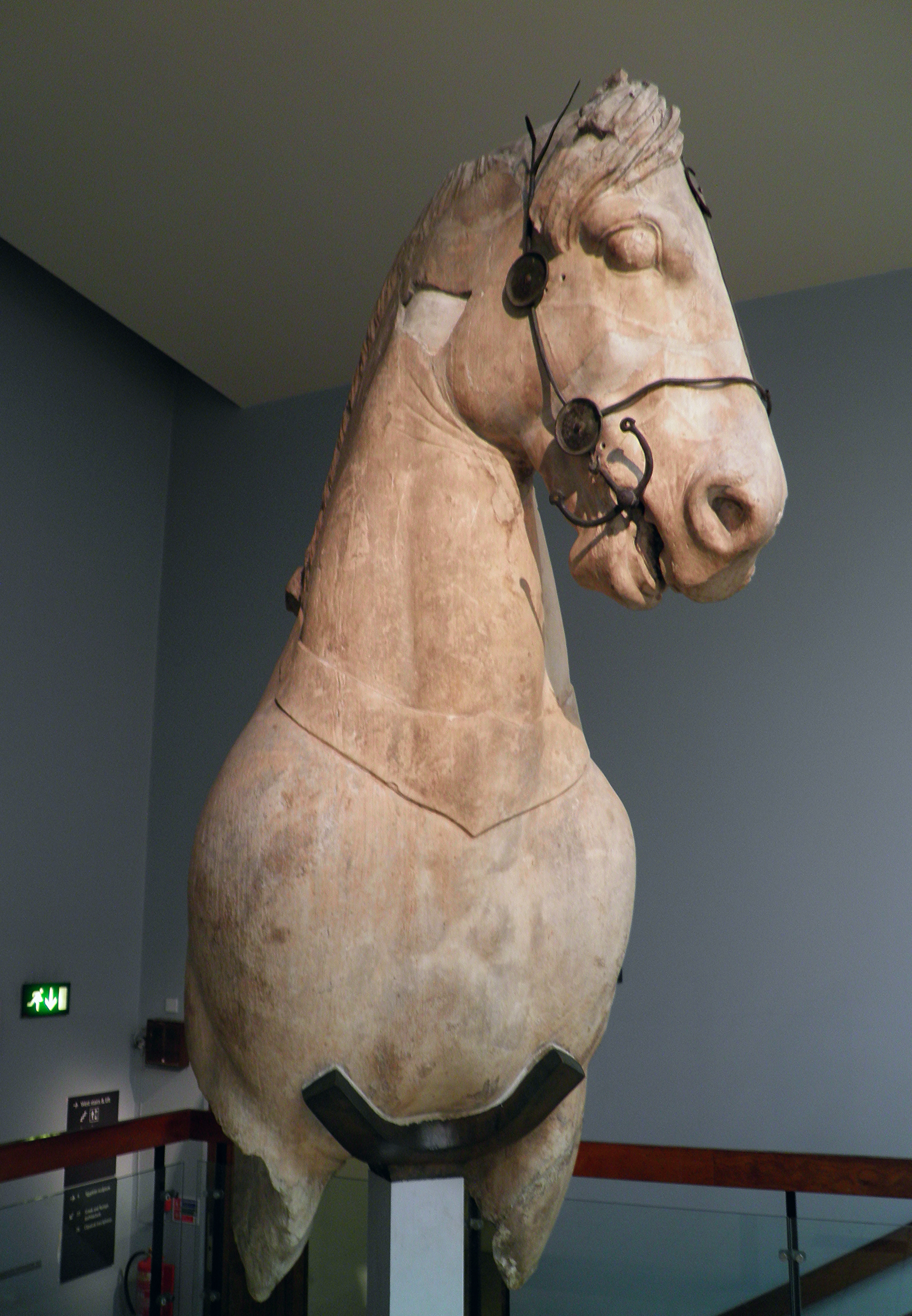
Sala 21 – Parte della statua di un cavallo di un gruppo scultoreo che adornava la sommità del Mausoleo di Alicarnasso, una delle sette meraviglie del mondo antico, circa 350 a.C.
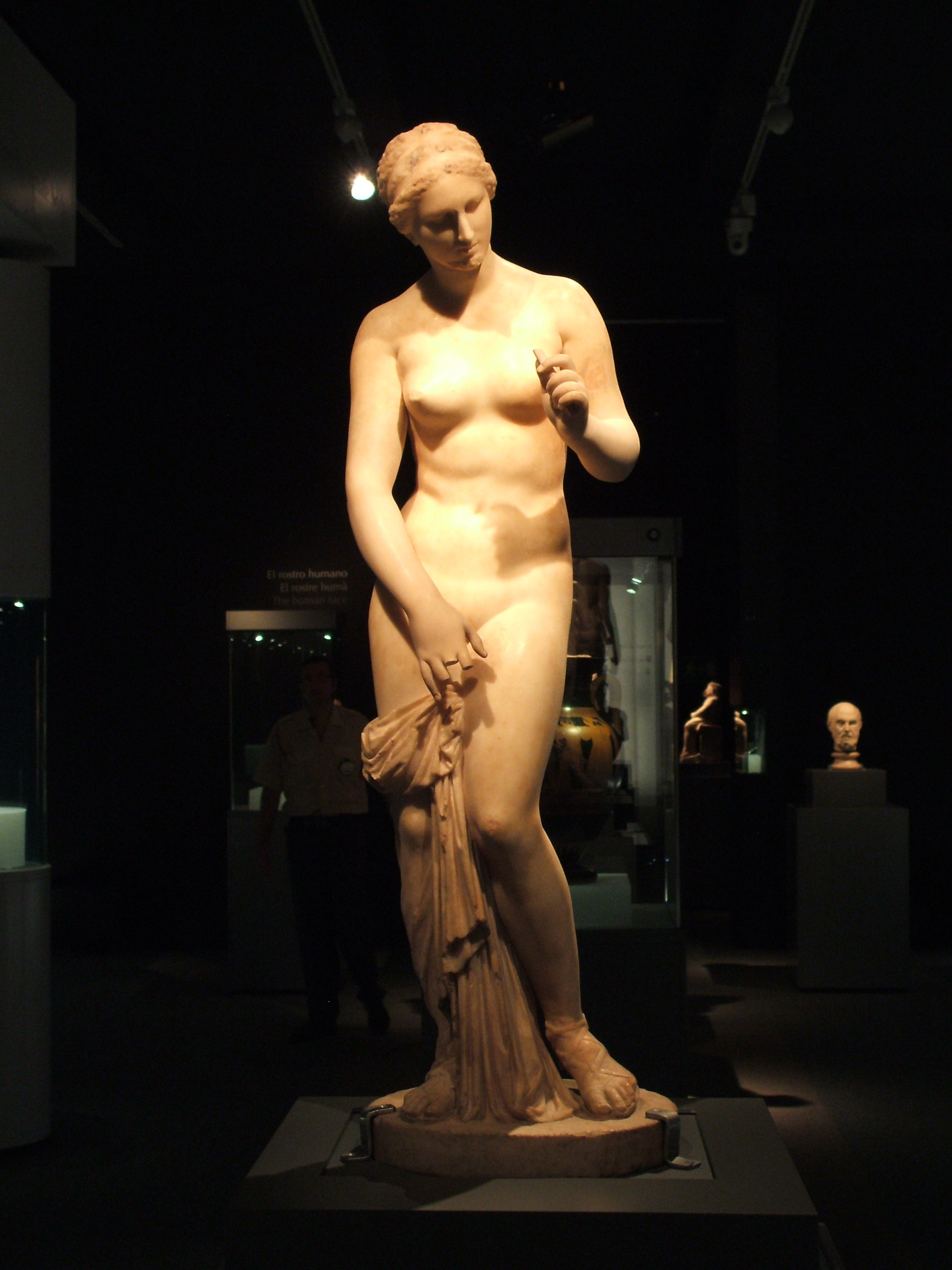
Copia di epoca romana dell'Afrodite cnidia di Prassitele, circa 360 a.C.
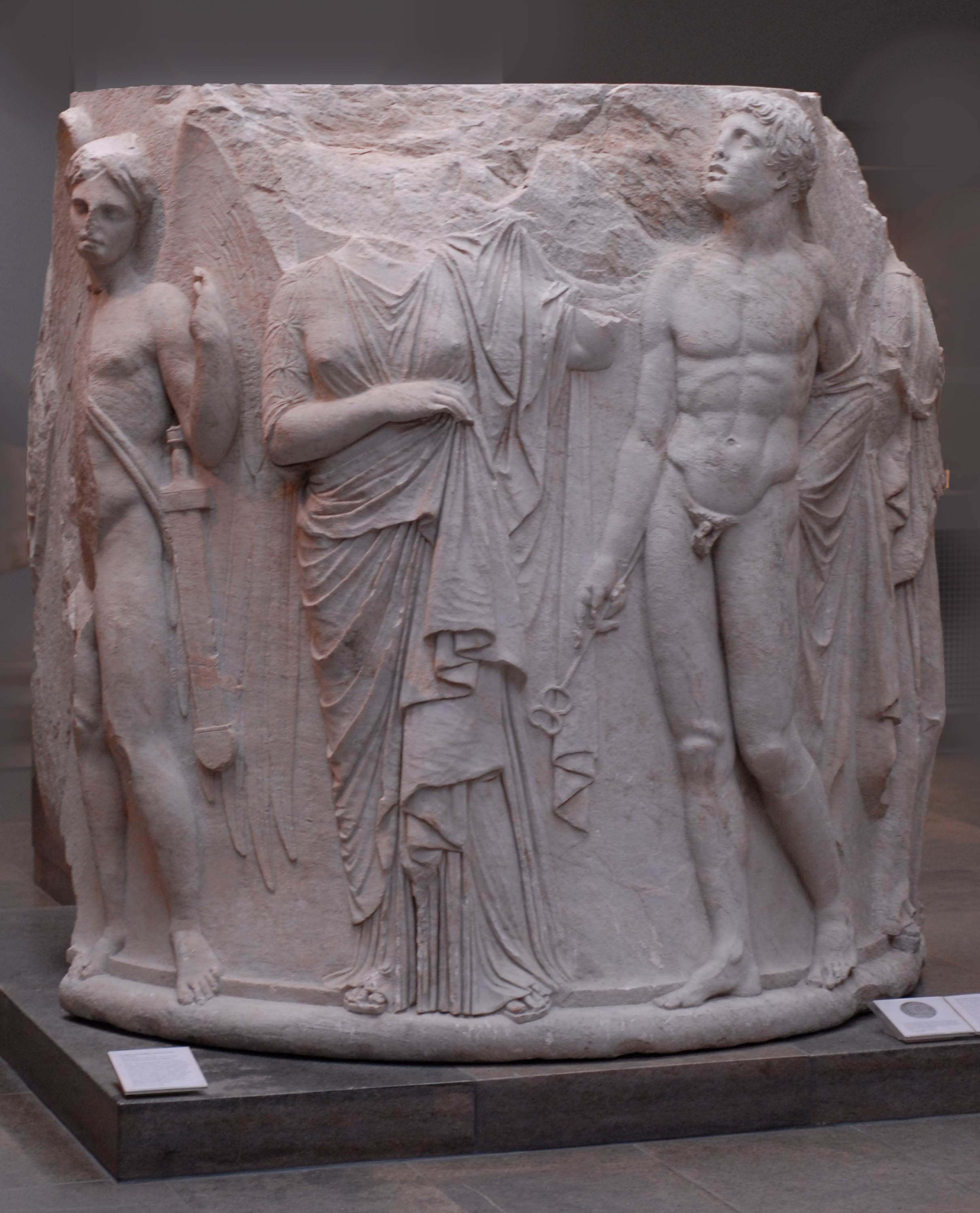
Sala 22 – Frammento di colonna del Tempio di Artemide a Efeso, una delle sette meraviglie del mondo antico, inizio IV secolo a.C.
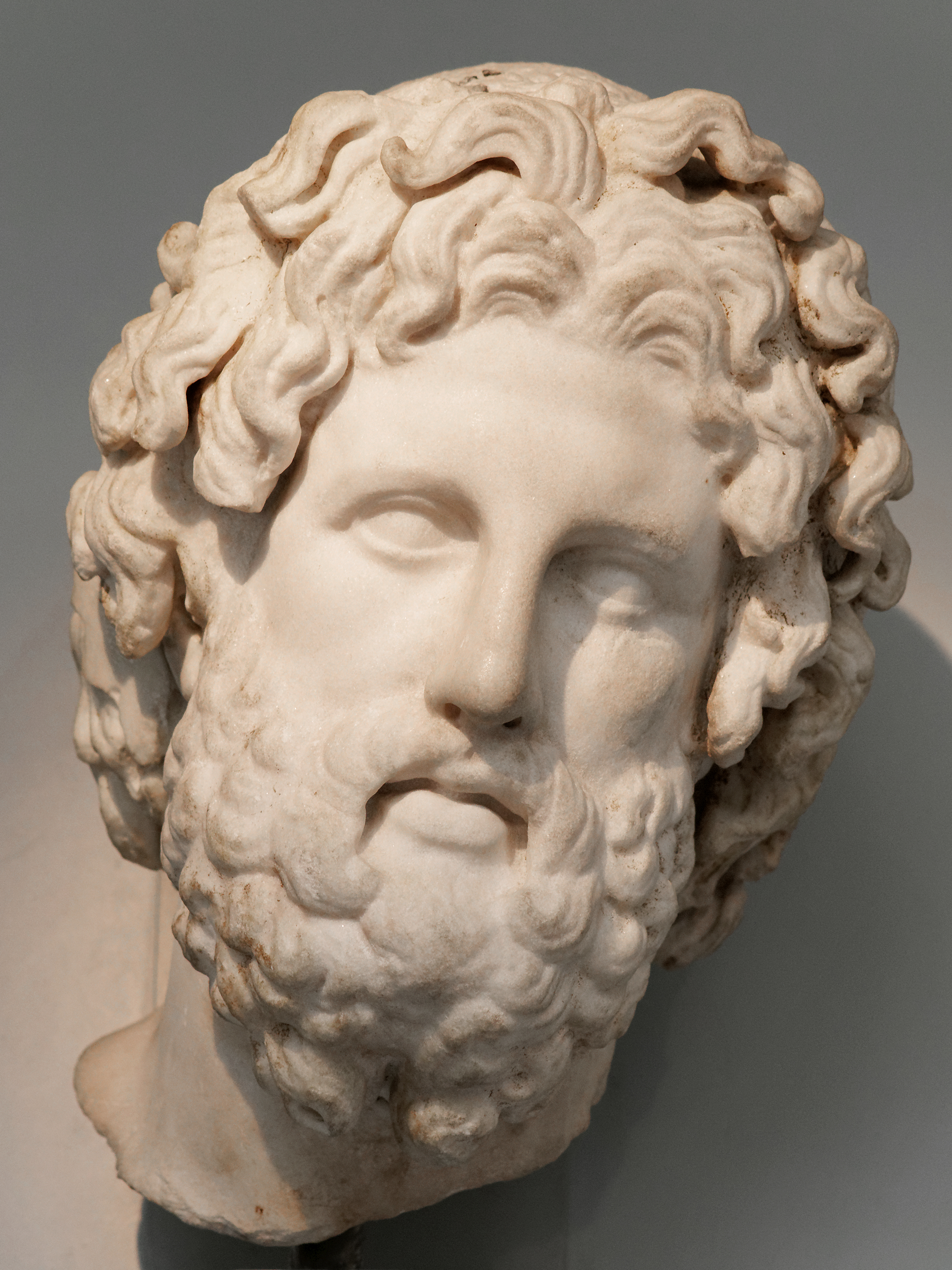
Sala 22 - Testa colossale di Esculapio con corona di ferro (perduta), da una statua di culto a Milo 325-300 a.C.
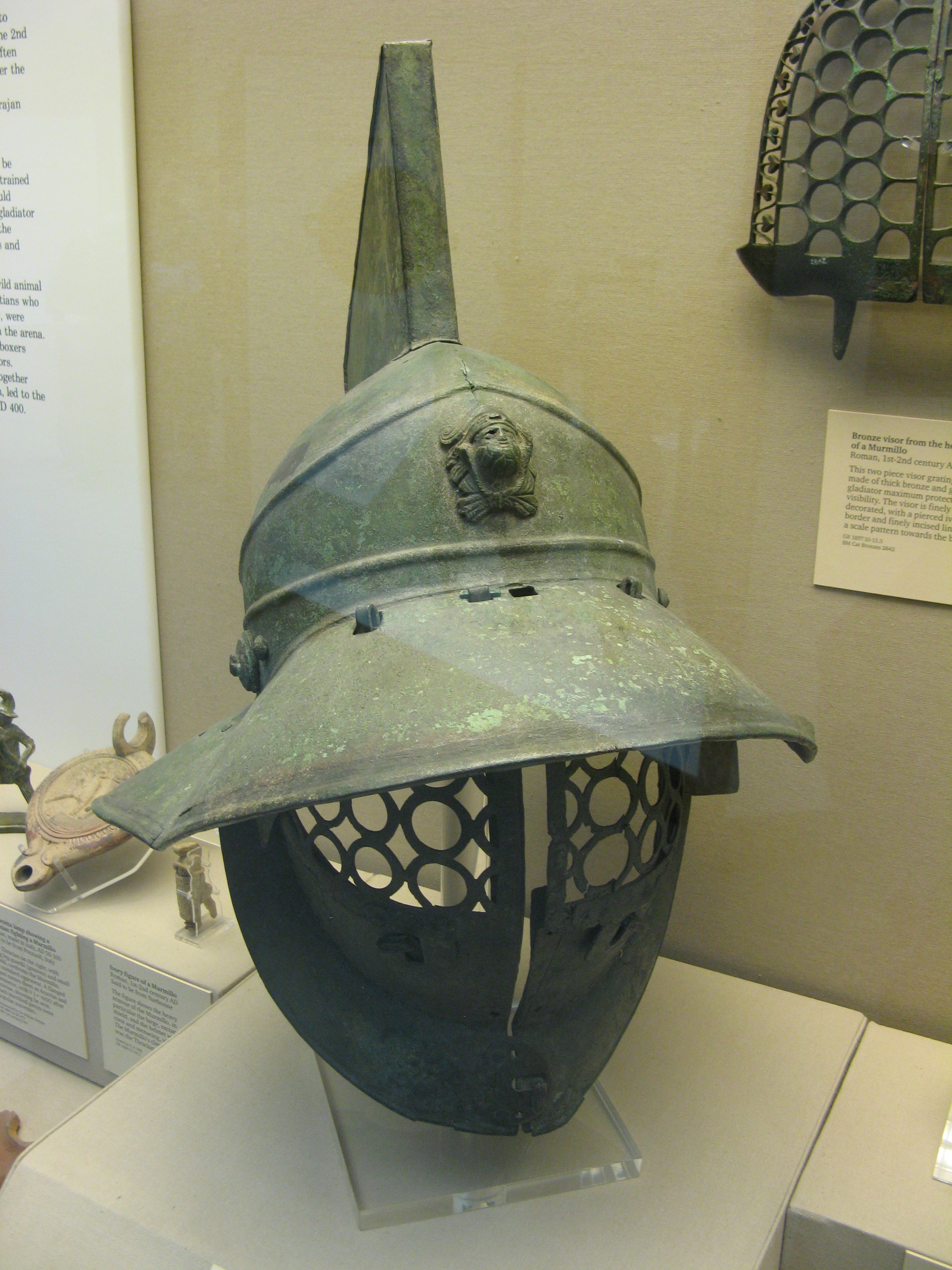
Sala 69 - Elmetto di gladiatore romano ritrovato a Pompei (città antica), I secolo d.C.
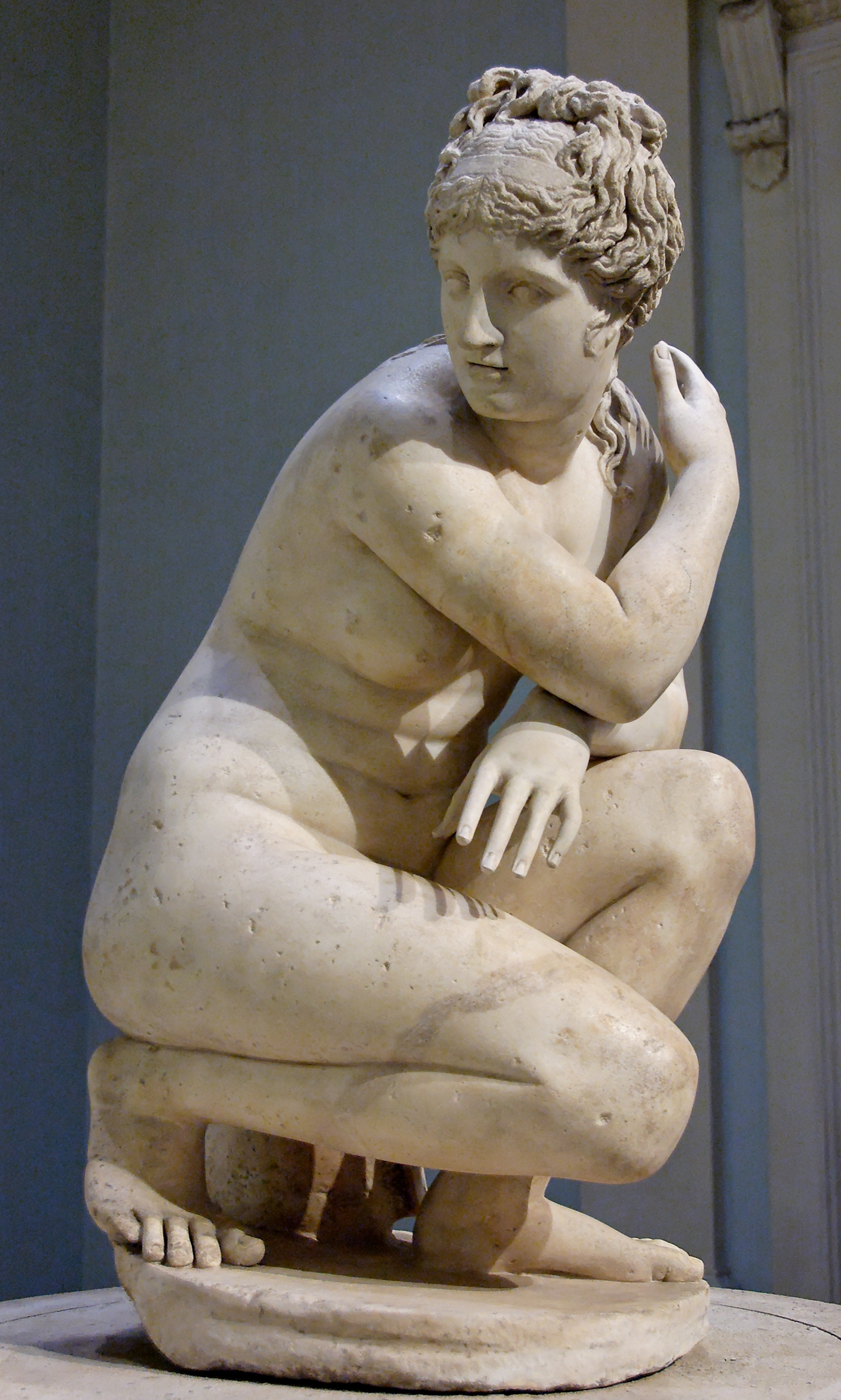
Sala 23 - La celebre versione Lely dell'Afrodite accovacciata, Roma, circa I secolo d.C.
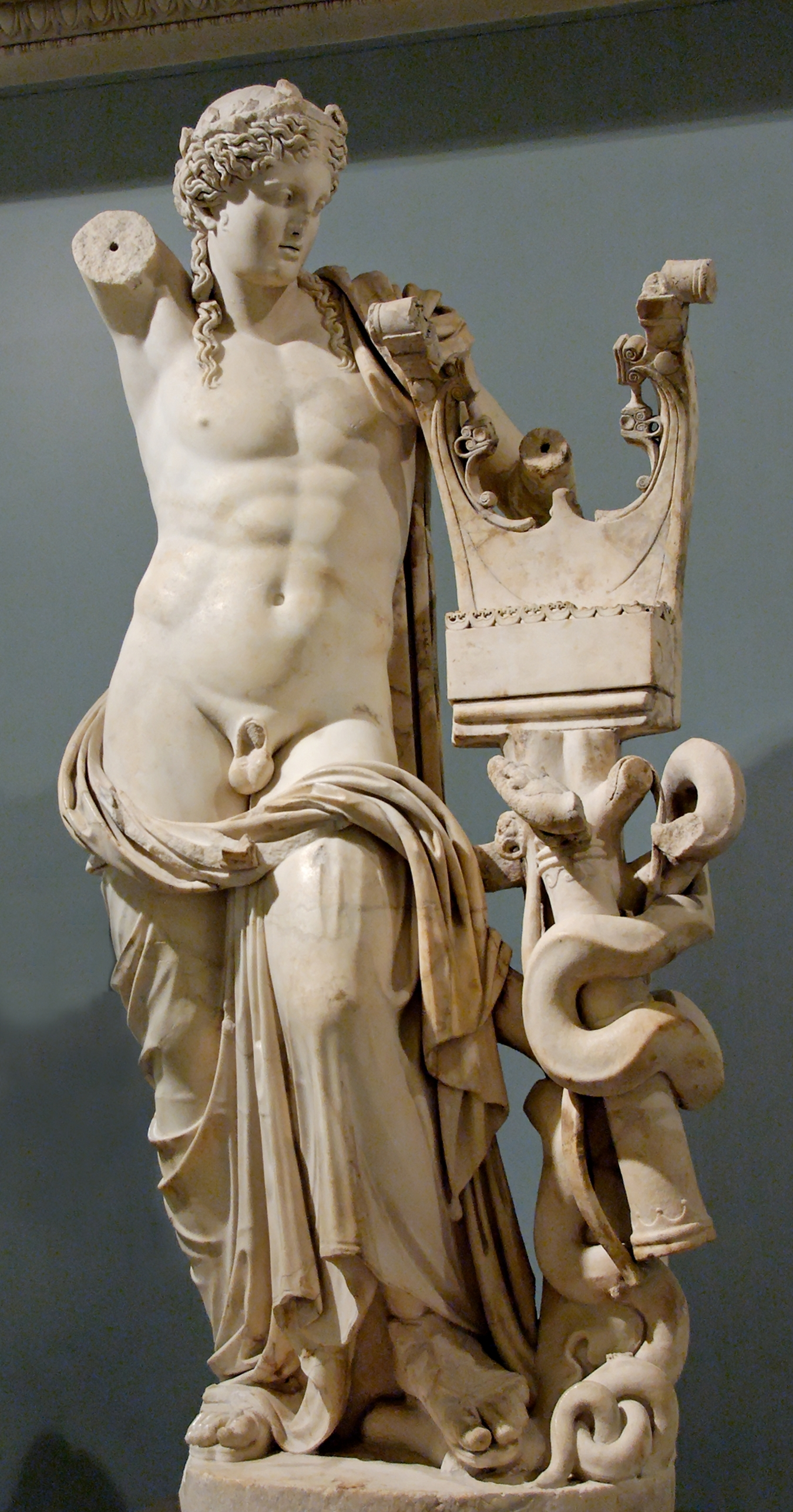
Sala 22 – Apollo di Cirene, Roma, circa II secolo d.C.
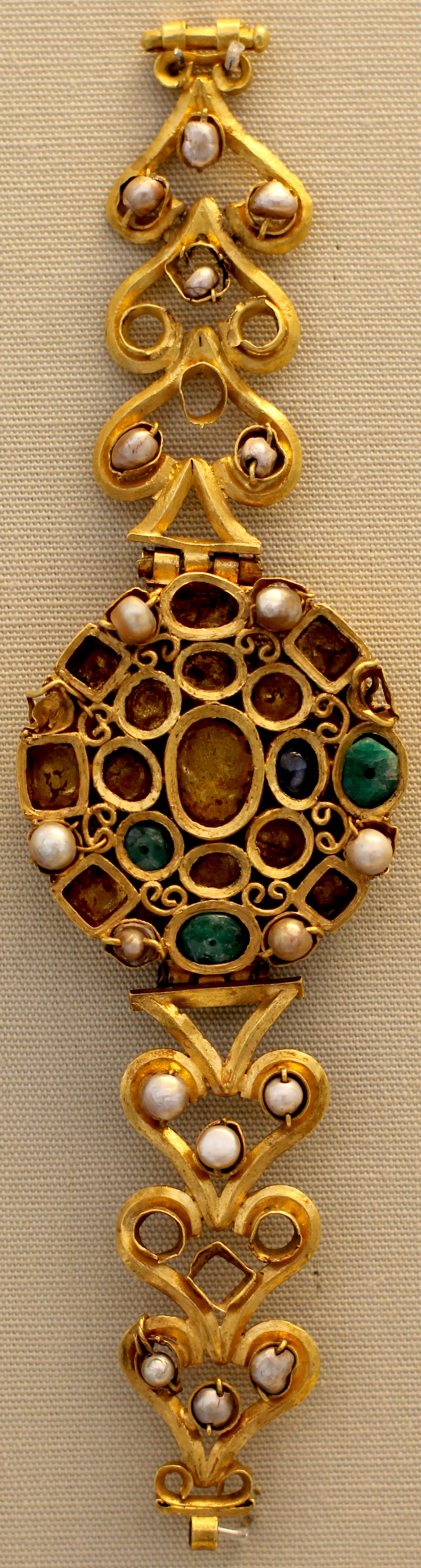
Sala 70 - Braccialetto in oro con perle, smeraldi, e zaffiri, Tunisi, III secolo d.C.
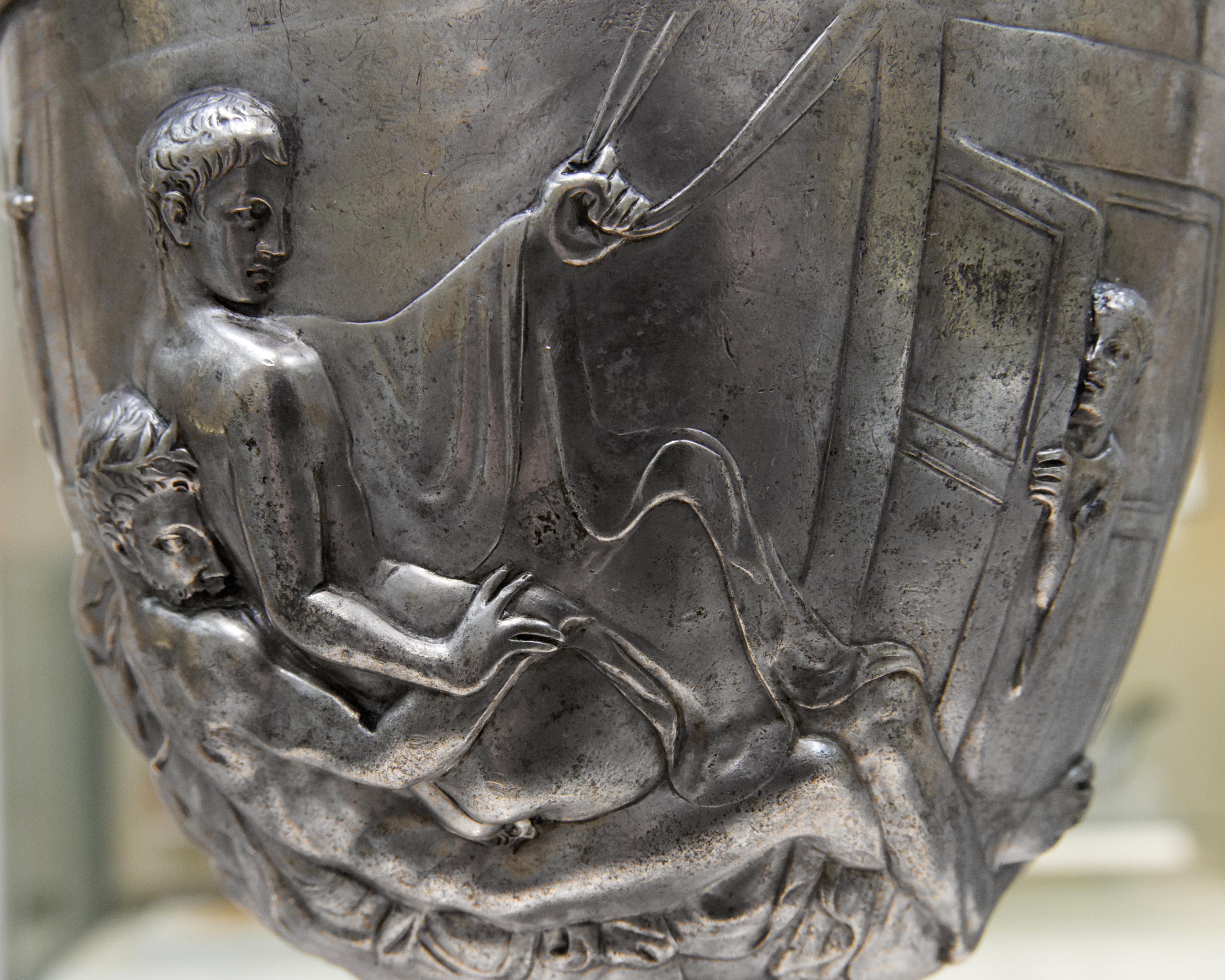
Particolare della Coppa Warren, così chiamata in nome del suo moderno primo possessore, Edward Perry Warren, I secolo d.C.

### Dipartimento mediorientale

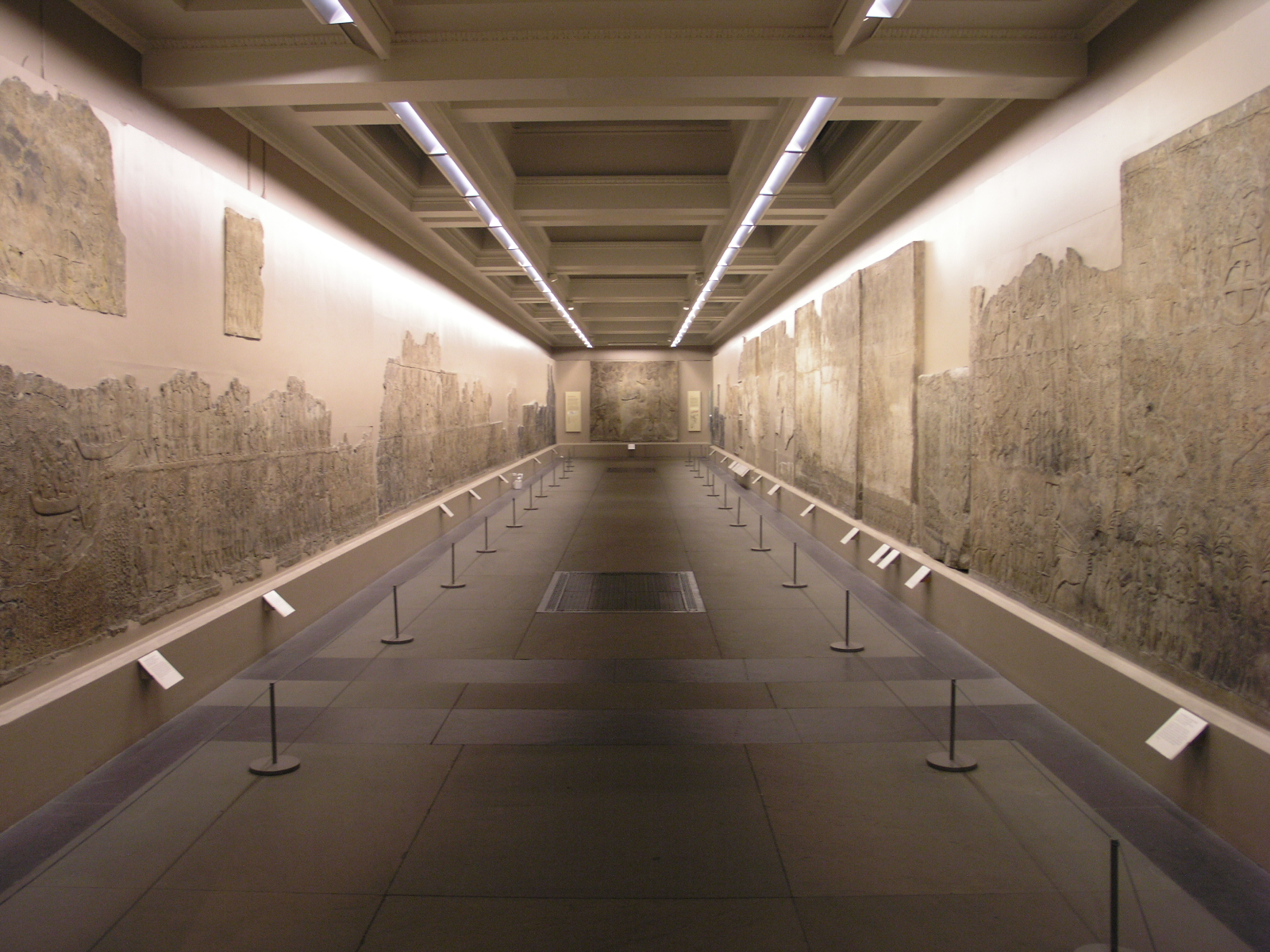
Sala 9 – Ricostruzione del palazzo di Ninive

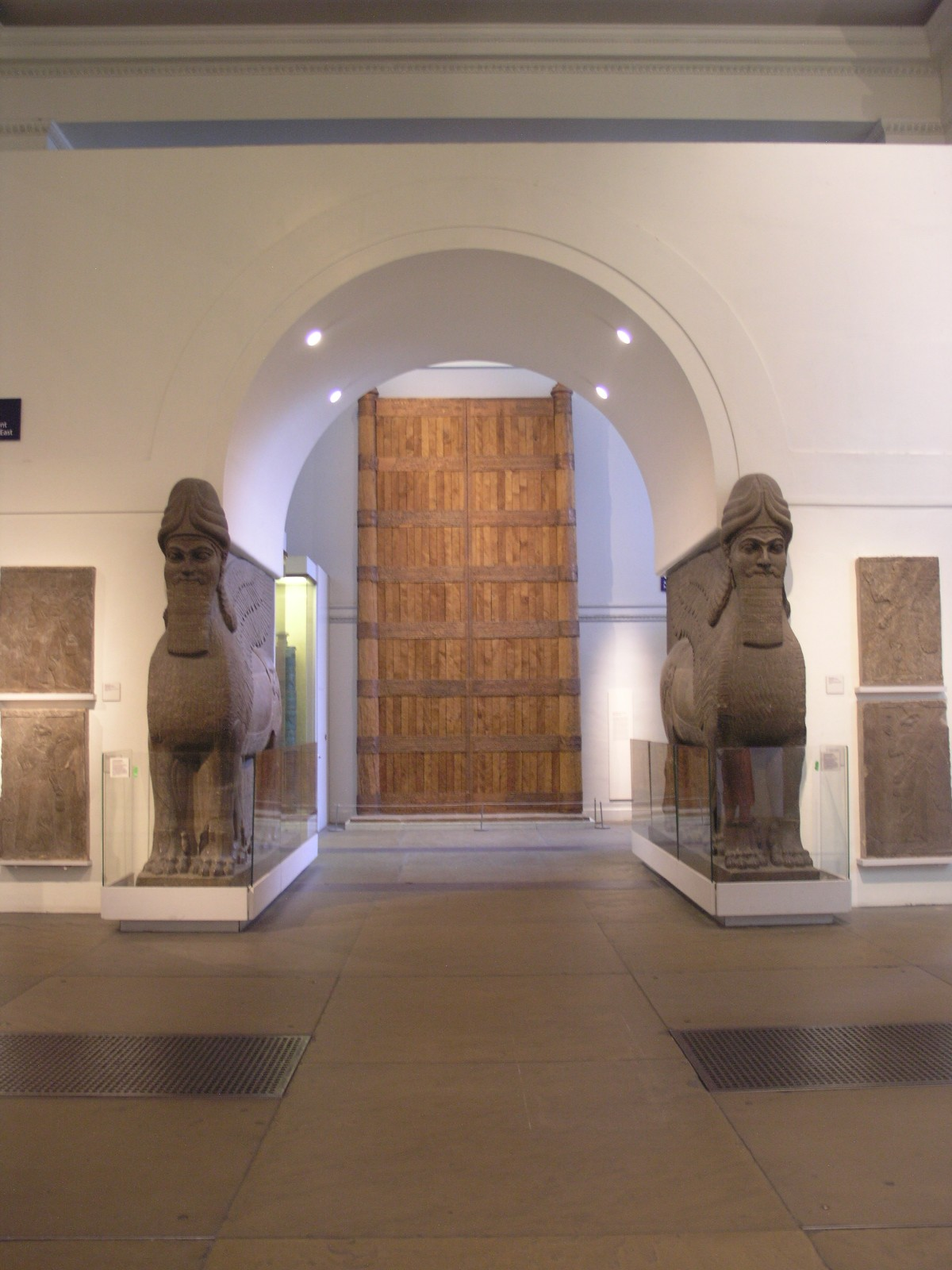
Sala 6 – Due sculture raffiguranti leoni alati con testa d'uomo da Nimrud con sullo sfondo i "Cancelli di Balawat"

Ex "Department of the Ancient Near East", con una collezione di circa 330 000 opere, il British Museum possiede la più vasta quantità di reperti archeologici della Mesopotamia al di fuori dell'Iraq. Si tratta di una collezione di importanza incalcolabile, grazie alla presenza di preziosi reperti assiri, babilonesi e sumeri.
La collezione illustra le civiltà dell'antico Medio Oriente e delle aree circostanti. Esse includono la Mesopotamia, la Persia, la penisola araba, l'Anatolia, il Caucaso, parti dell'Asia centrale, la Siria, la Palestina e gli insediamenti fenici nel mediterraneo occidentale dal periodo preistorico fino all'ascesa dell'Islam nel VII secolo. La collezione include sei statue alate di leoni con testa umana provenienti da Nimrud e Khorsabad. Bassorilievi in pietra, inclusa la celebre scena della caccia reale al leone (Sala 10), rinvenuti nei palazzi reali assiri di Nimrud e Ninive. La biblioteca reale di Ashurbanipal di Ninive e i tesori sumeri del cimitero reale di Ur.
I primi oggetti mesopotamici a giungere al British Museum furono i reperti acquistati dal museo nel 1772 da Sir William Hamilton. Circa nello stesso periodo, il Museum acquisì anche un certo numero di sculture provenienti da Persepoli. Le successive aggiunte di notevole importanza si ebbero nel 1825 grazie all'acquisizione della collezione di Claudius James Rich. Tra il 1845 e il 1851 la quantità di reperti si arricchì di ulteriori oggetti grazie agli scavi compiuti da A. H. Layard nei siti assiri di Nimrud e Ninive.

Sala 56 – Il celebre Stendardo di Ur, raffigurante scene di guerra e pace, da Ur, circa 2600 a.C.
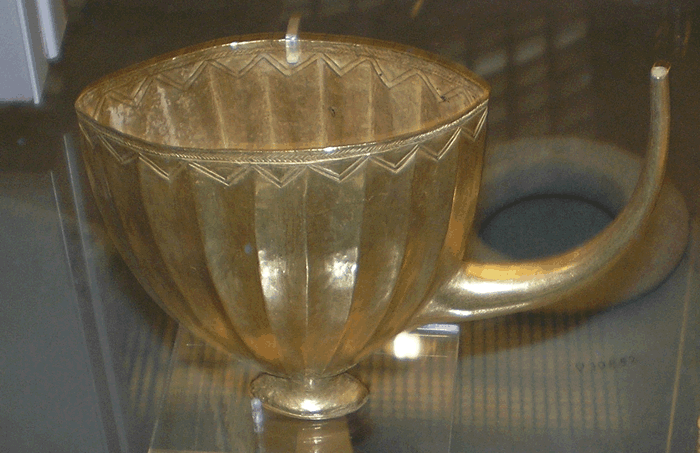
Sala 56 - Coppa d'oro della regina Puabi dalla tomba reale del cimitero di Ur, circa 2600-2400 a.C.
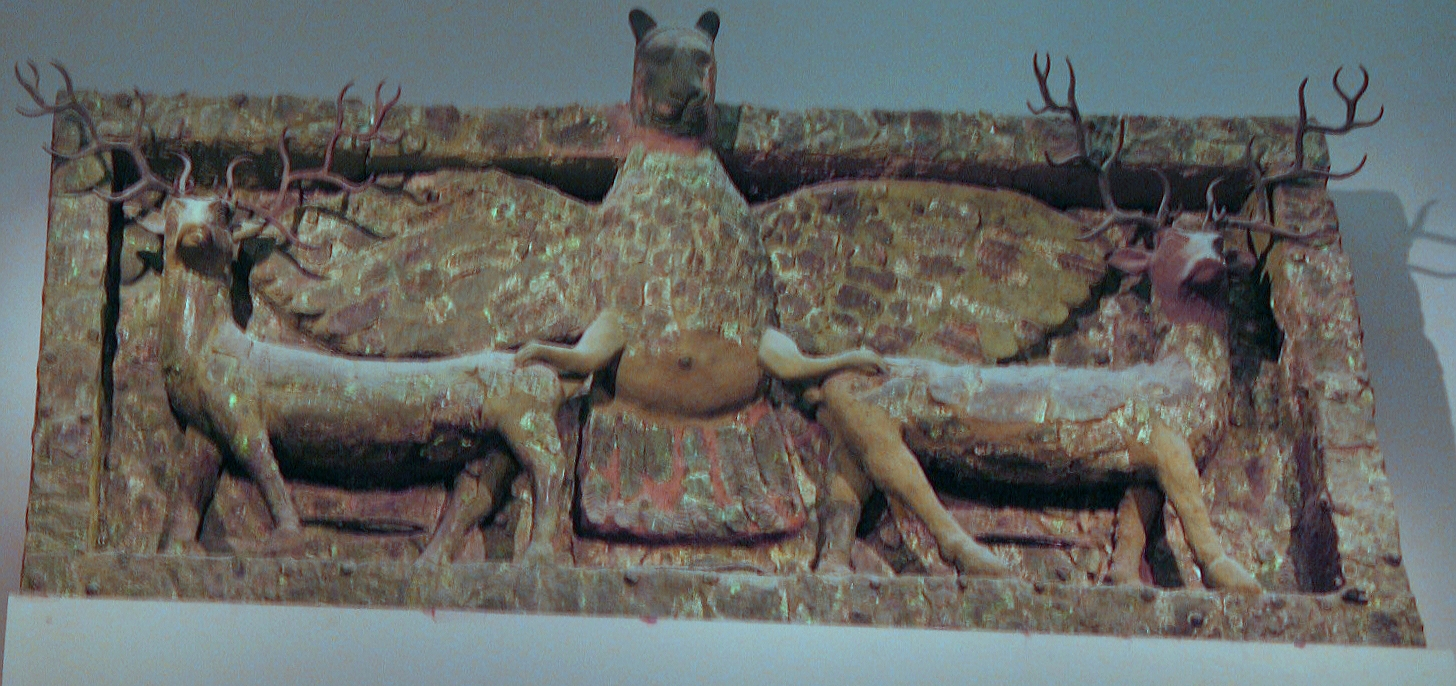
Sala 56 - Scultura del dio Imdugud, Tempio di Ninhursag a Tell al-`Ubaid, circa 2500 a.C.
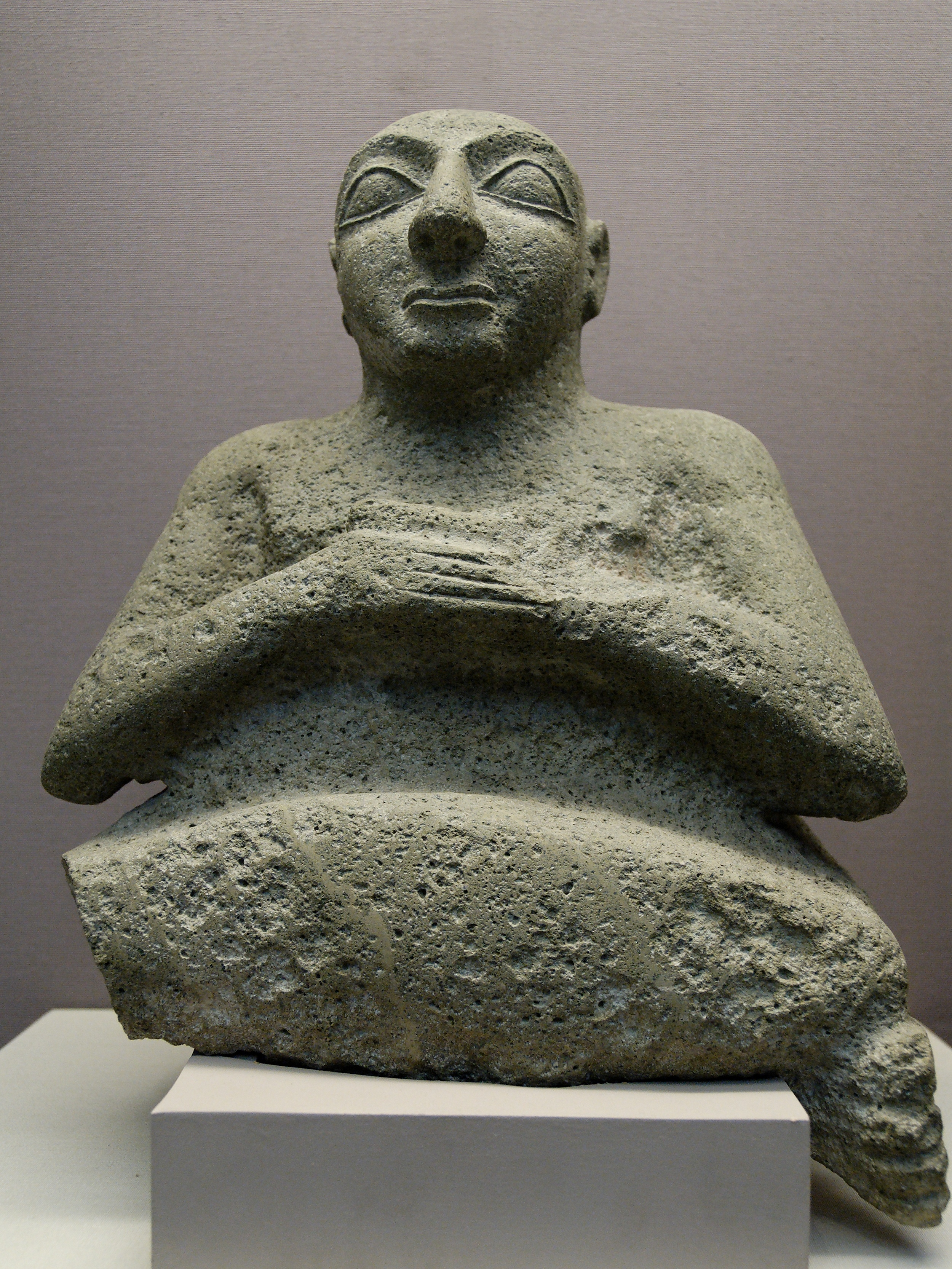
Sala 56 - Statue di Kurlil, dal Tempio di Ninhursag di Tell al-`Ubaid, sud dell'Iraq, circa 2500 a.C.
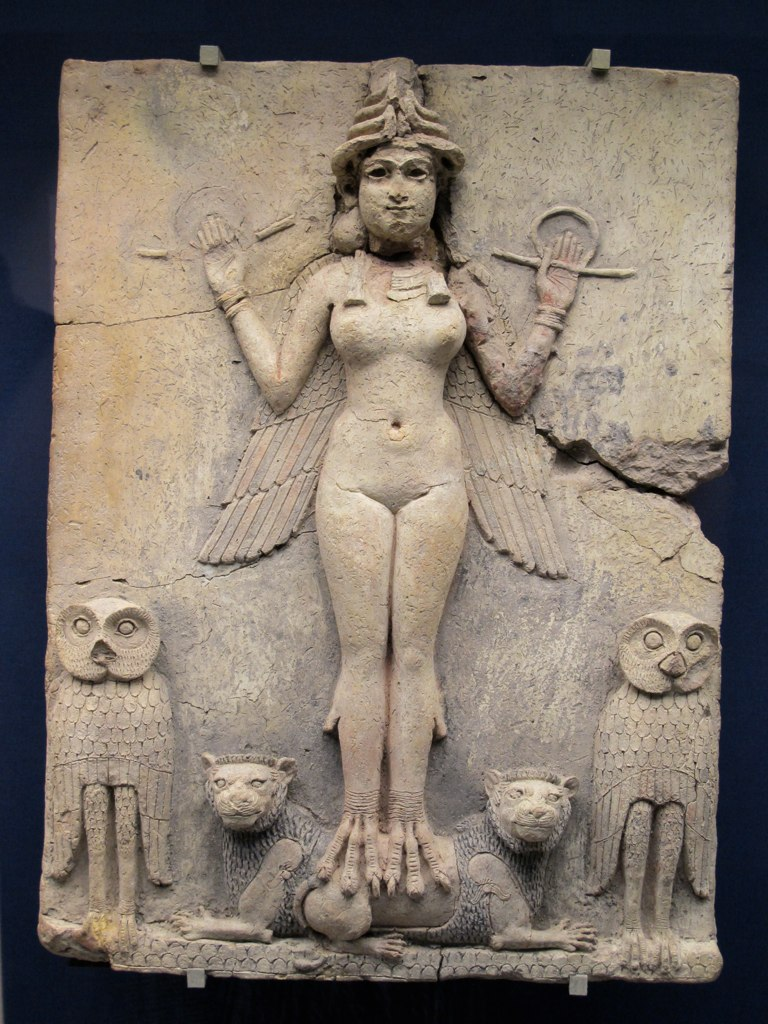
Sala 56 – Il celebre Rilievo Burney raffigurante la dea Ishtar, circa 1790 a.C.
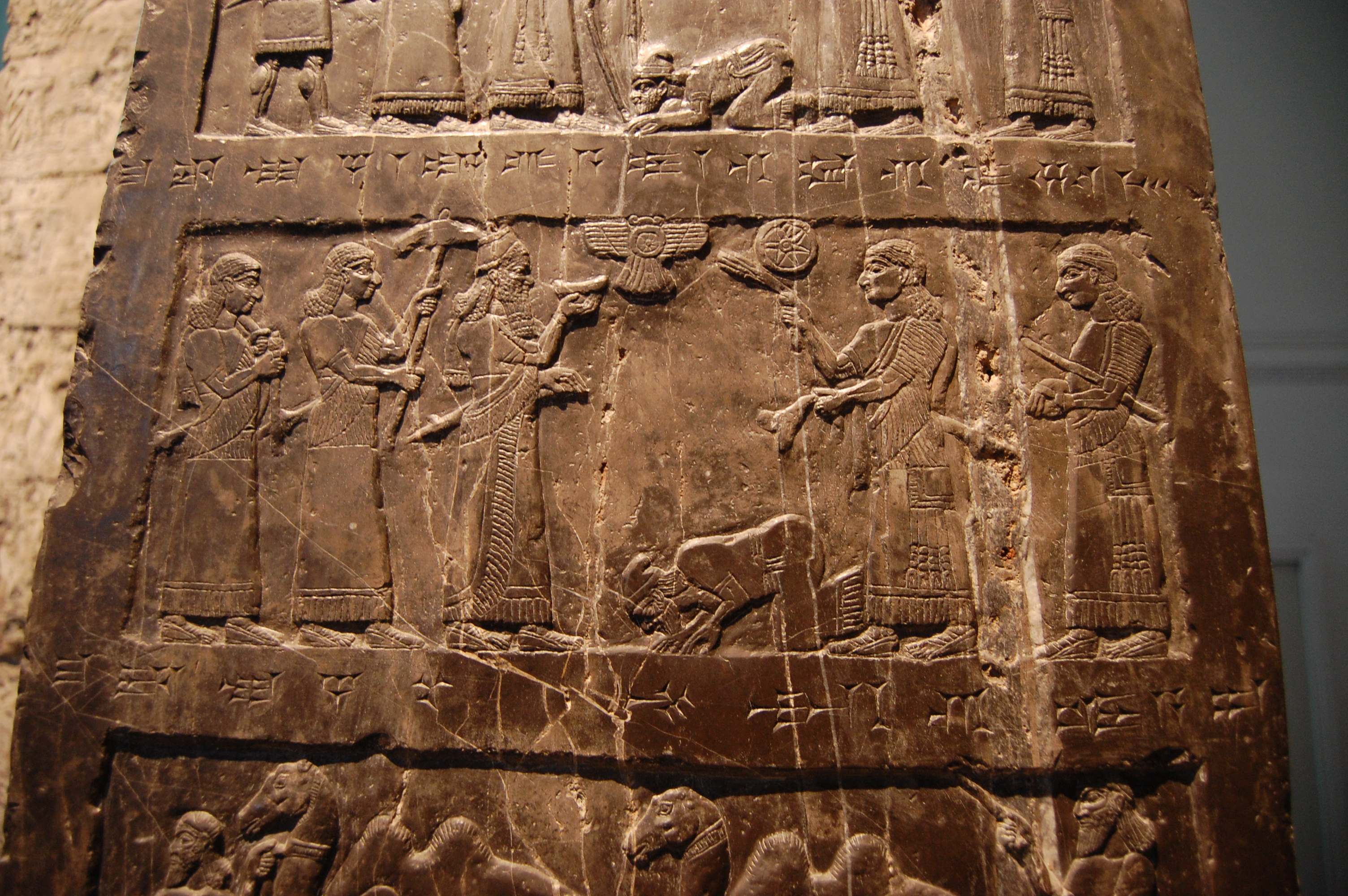
Sala 6 – L'obelisco nero di Salmanassar III, Nimrud, circa 827 a.C.
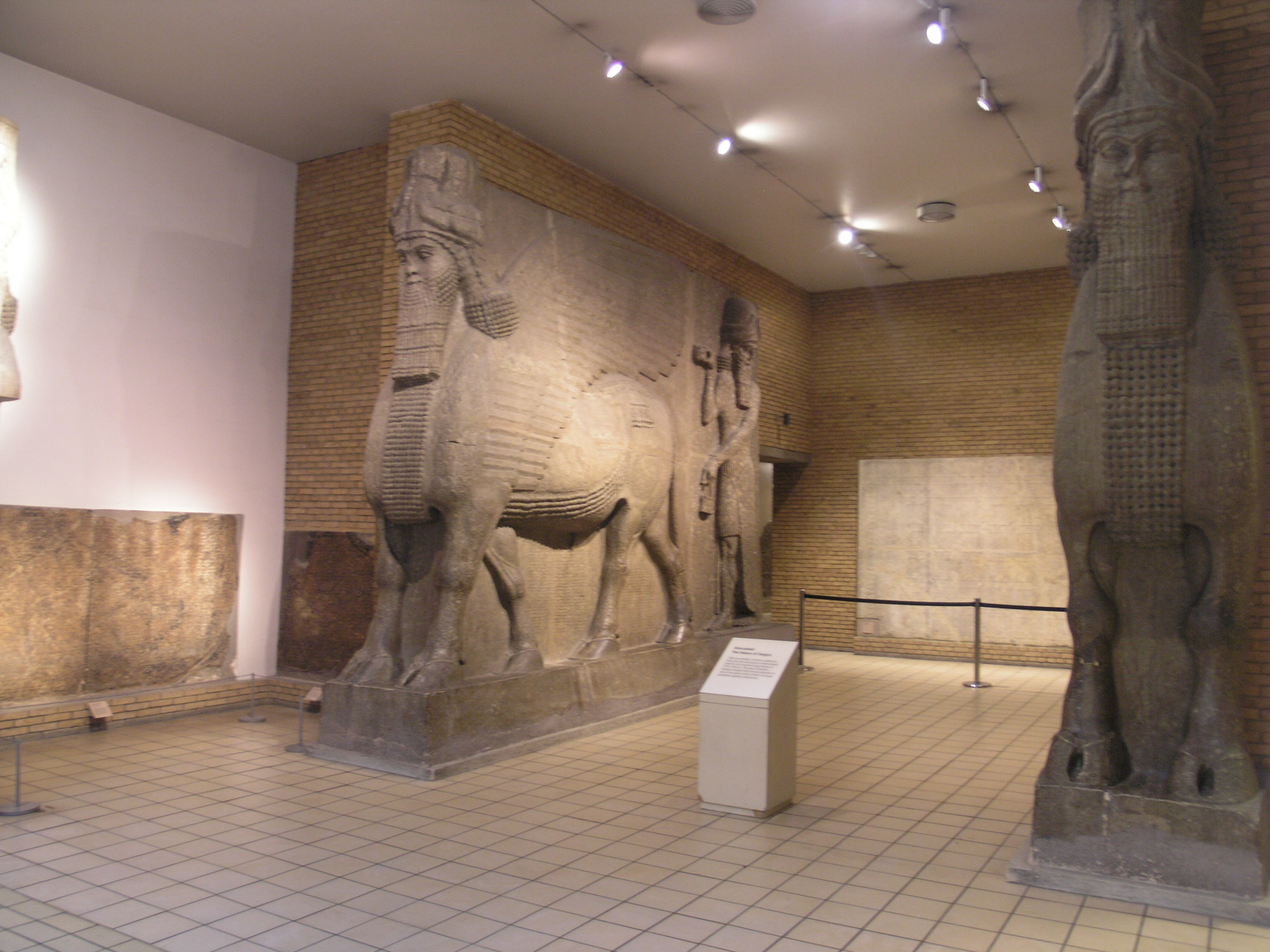
Sala 10 – Statua di una divinità Lamassu, Khorsabad, 710-705 a.C.
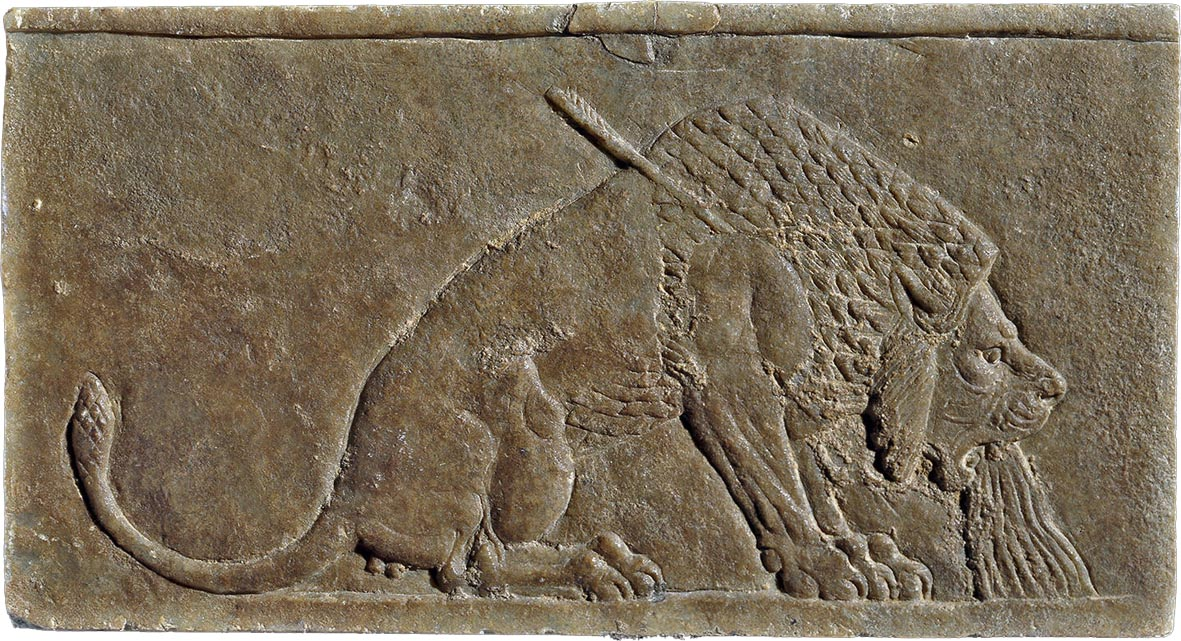
Sala 55 – Il Leone morente, Ninive, Neo-Assiro, c. 645 a.C.
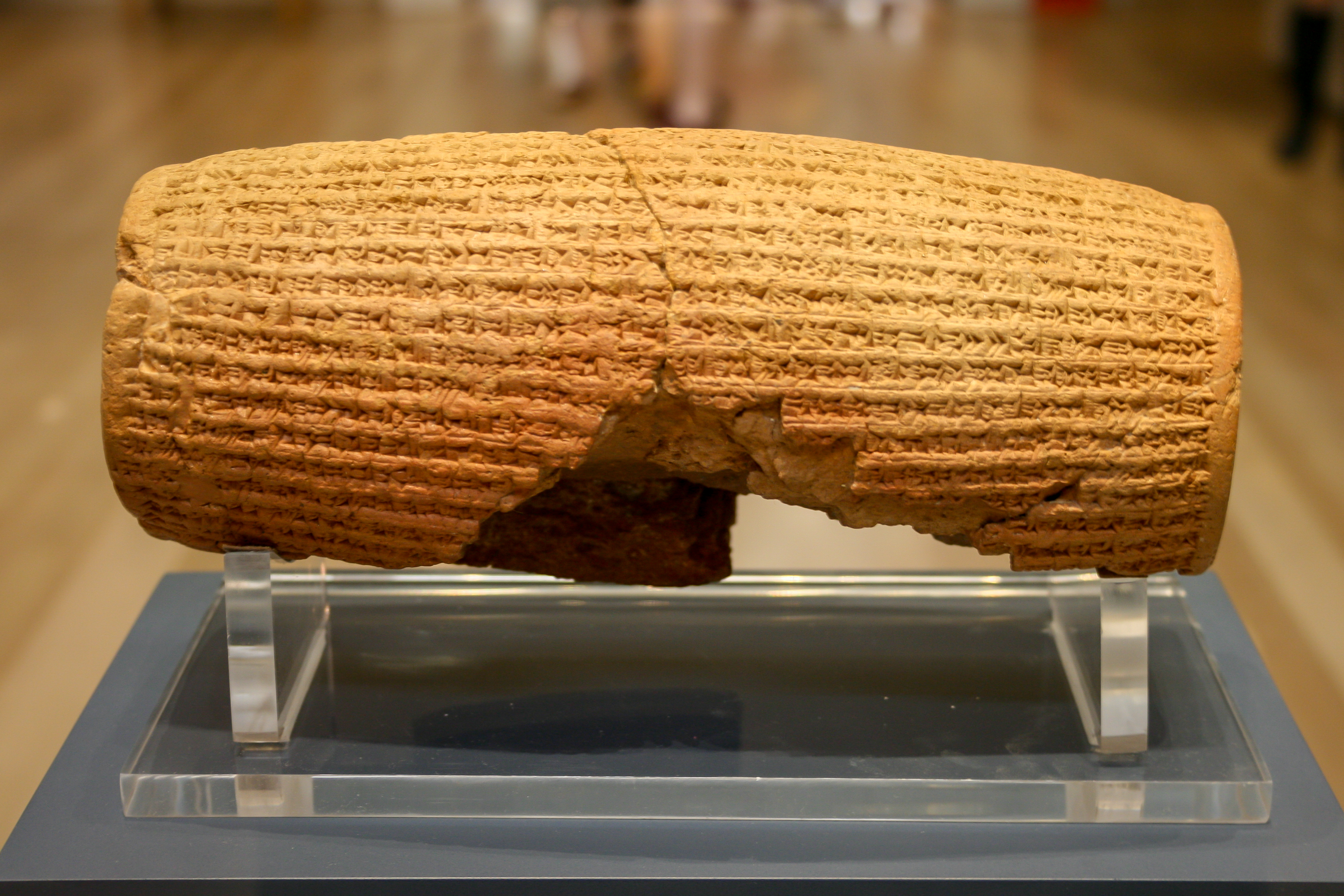
Sala 52{{subst:Ln}}Il Cilindro di Ciro, considerato da molti studiosi come la prima carta dei diritti dell'uomo della storia, 559-530 a.C.

### Dipartimento stampe e disegni
Il dipartimento delle stampe e dei disegni possiede una delle maggiori e meglio conservate raccolte di arte antica con circa 50 000 disegni e più di due milioni di stampe. La collezione dei disegni copre il periodo dal XIV secolo al ventunesimo secolo, ed include molte opere importanti di rinomati artisti europei, tra i quali: Leonardo da Vinci, Raffaello Sanzio, Michelangelo Buonarroti, Dürer, Peter Paul Rubens, Rembrandt, Claude Lorrain, Pablo Picasso, Watteau, Goya, Hogarth, Sandby, Turner, Girtin, Constable, Cotman, Gillray, Rowlandson e Cruikshank.

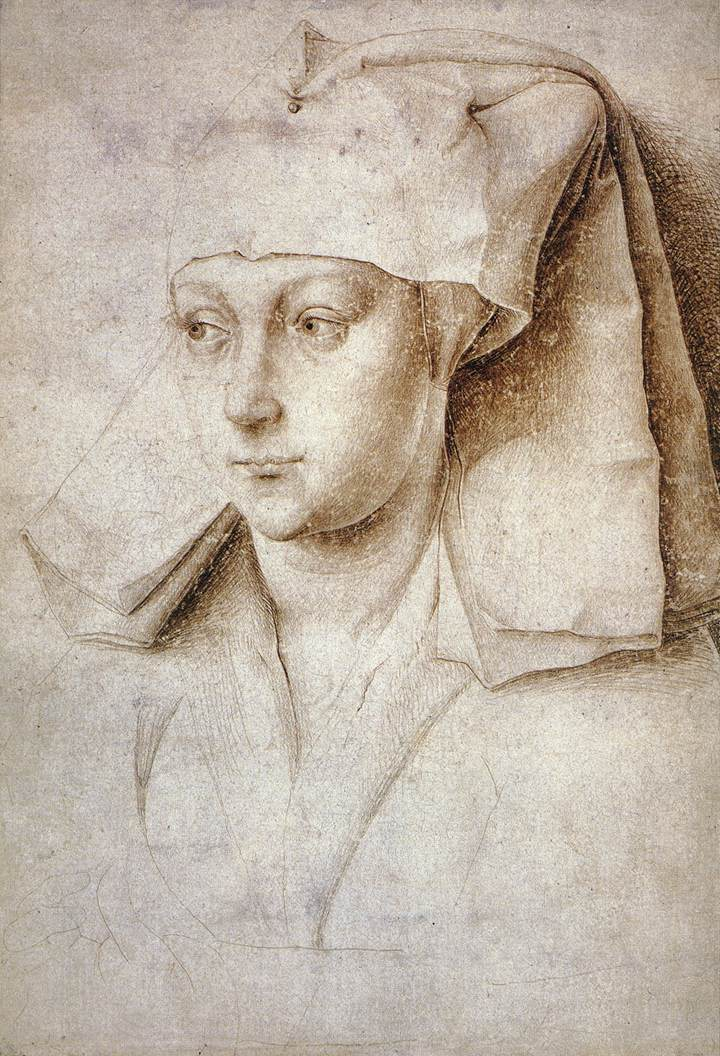
Rogier van der Weyden - Ritratto di giovane donna, (c. 1440)
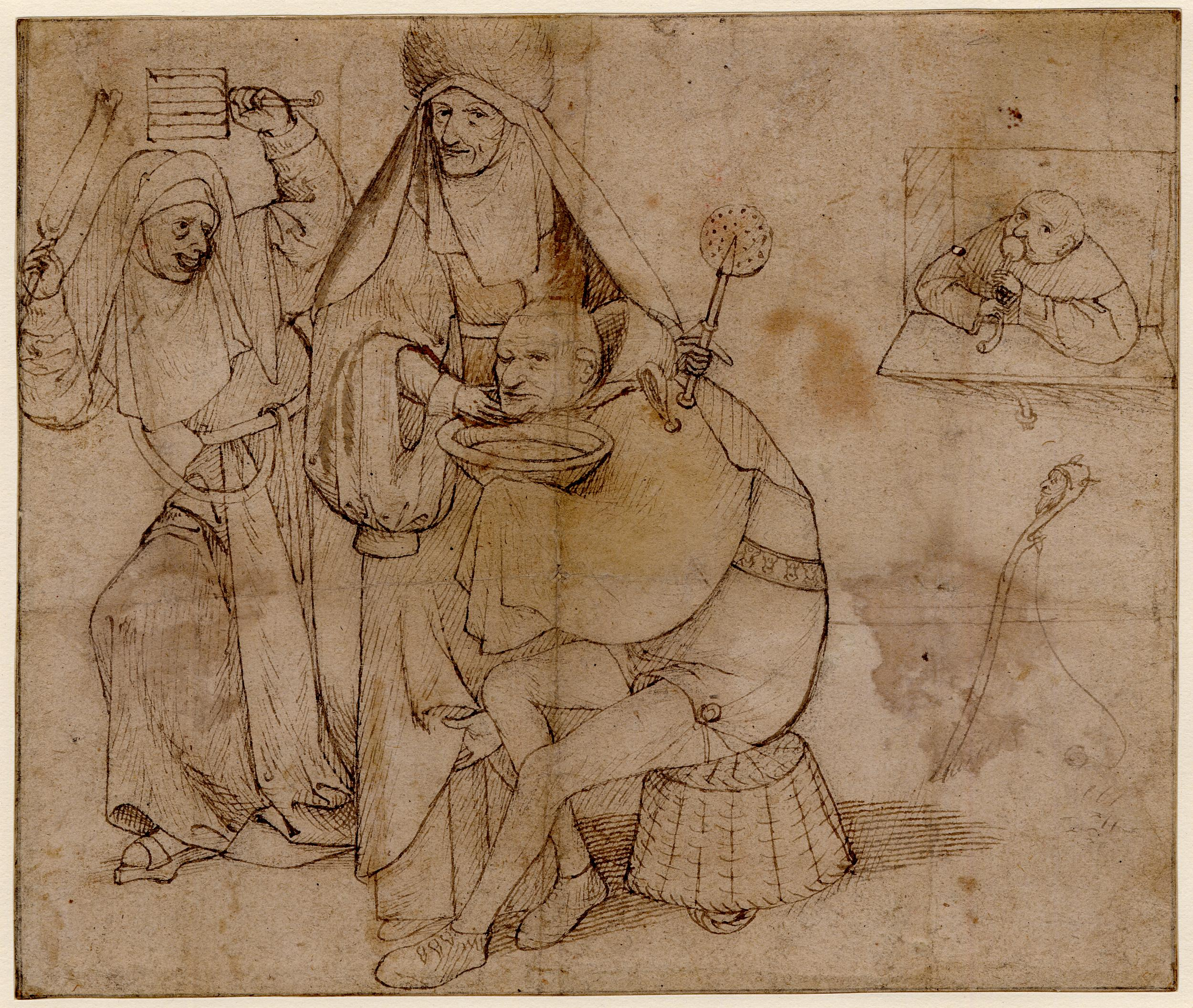
Hieronymus Bosch - Scena comica dal barbiere, (c. 1477-1516)
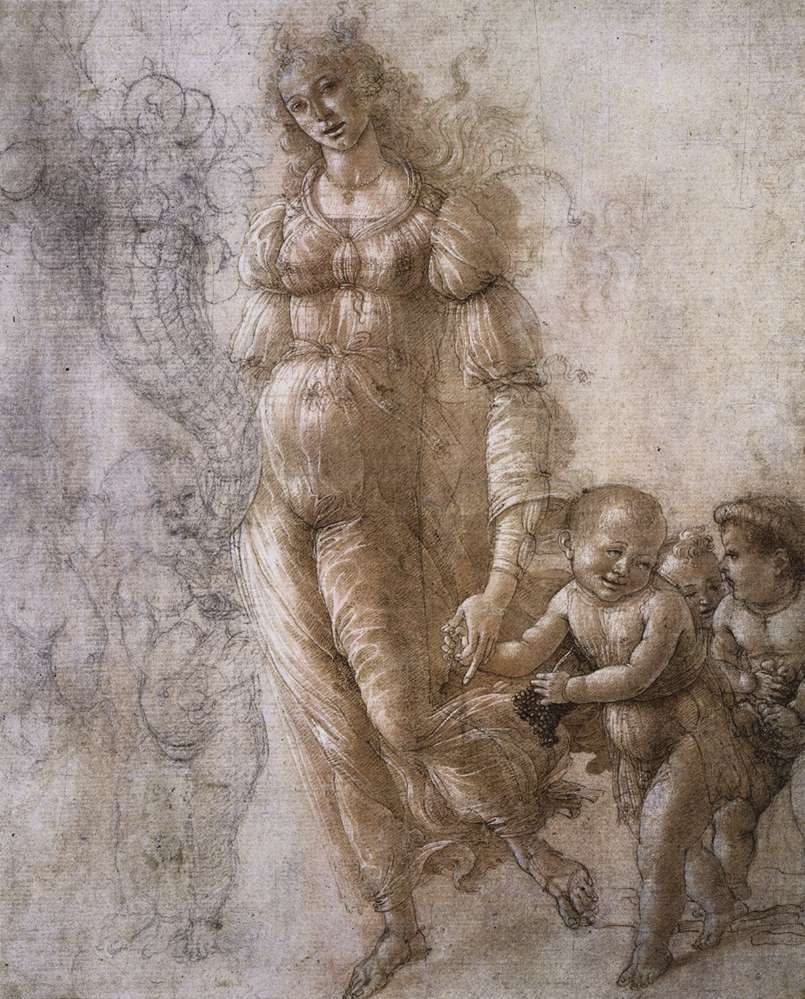
Sandro Botticelli - Allegoria dell'Abbondanza, (1480-1485)
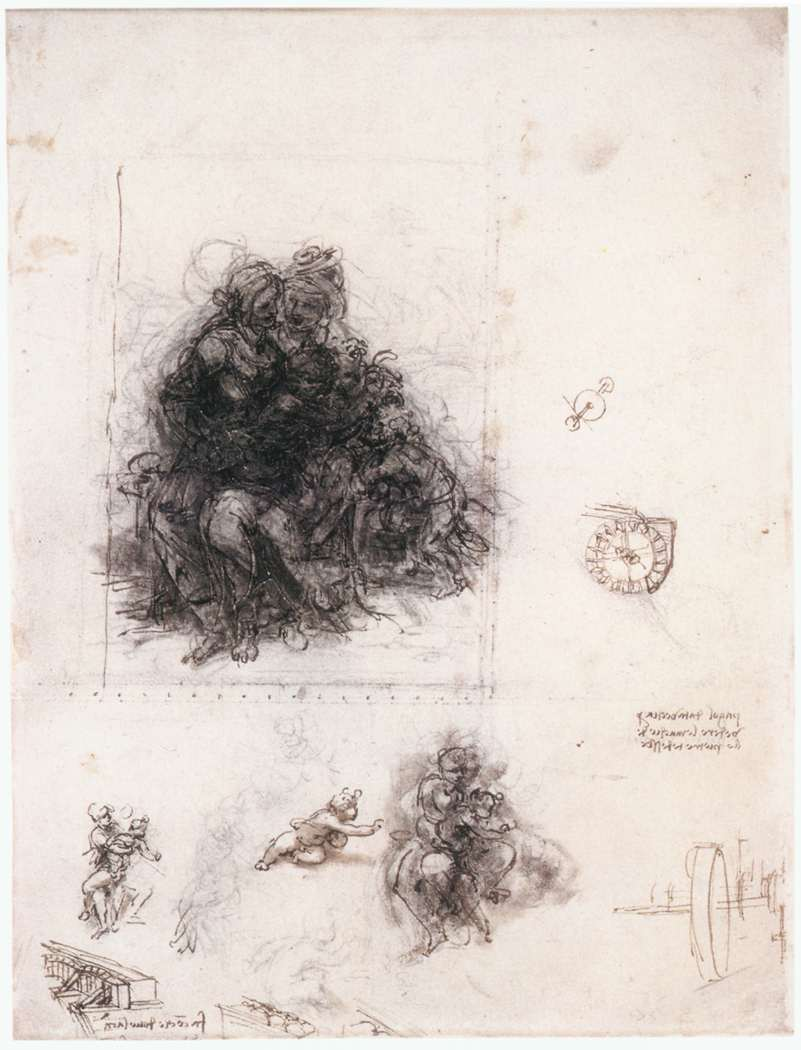
Leonardo da Vinci – Studi preparatori per il dipinto "Sant'Anna, la Madonna, il Bambino e san Giovannino" (c. 1499–1500)
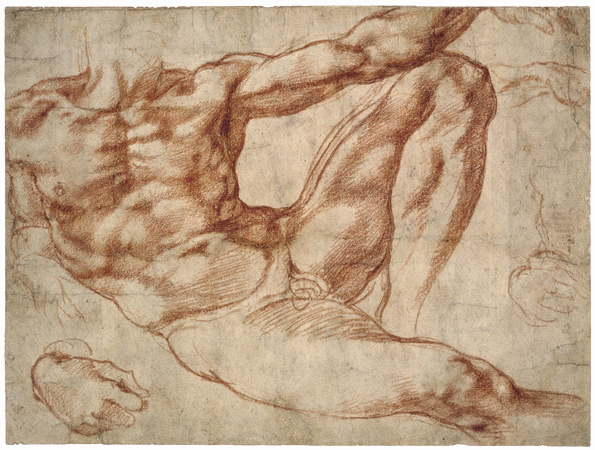
Michelangelo – Studio di nudo maschile: Adamo nell'affresco della Cappella Sistina (c. 1511)
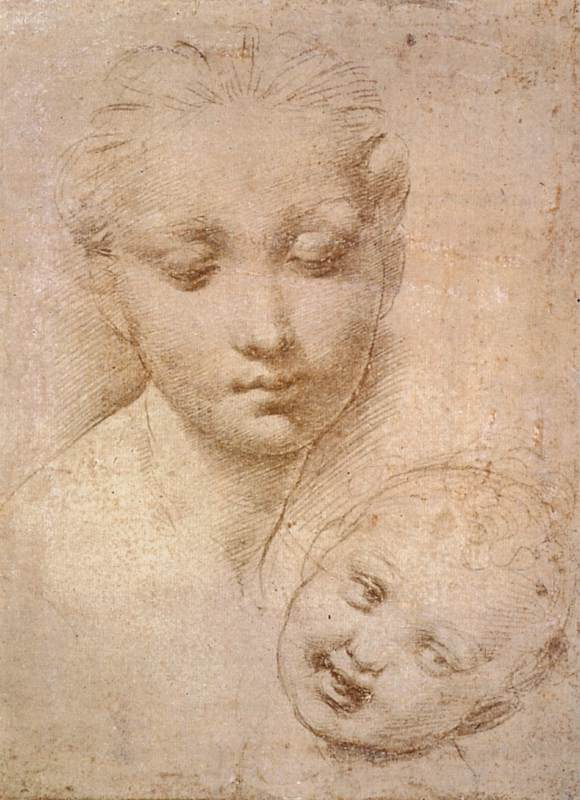
Raffaello – Studio di testa di Madonna e Bambino (c. 1509/11)
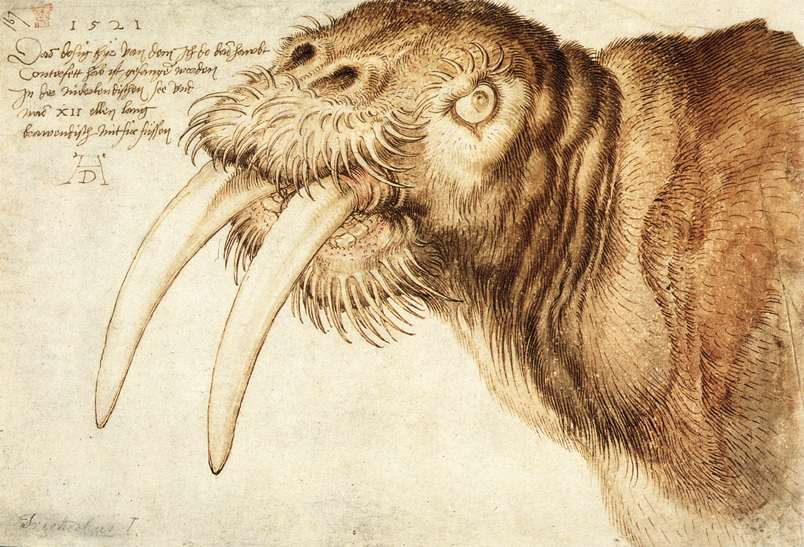
Albrecht Dürer - Disegno di un tricheco (1521)
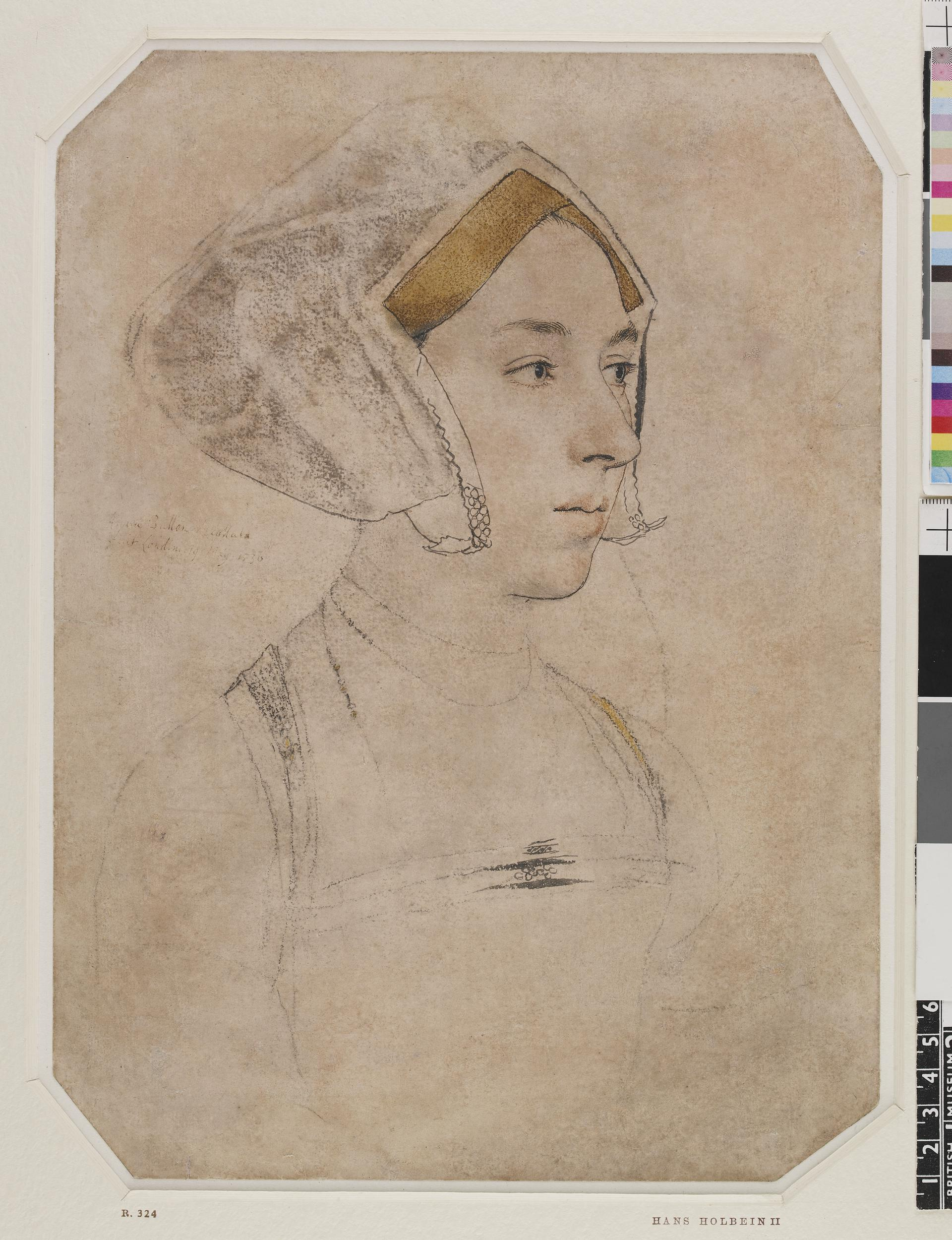
Hans Holbein il giovane, Ritratto di Anna Bolena (1536)
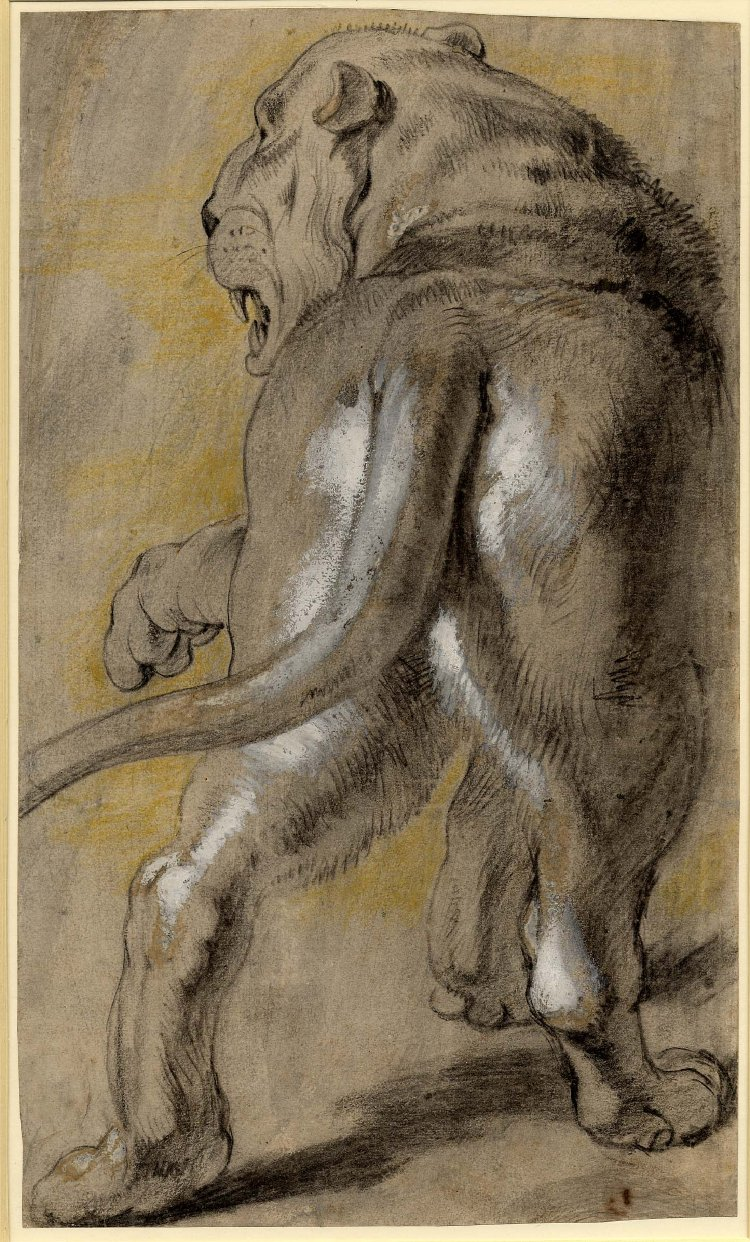
Peter Paul Rubens, Studio di una leonessa, (circa 1614-1615)
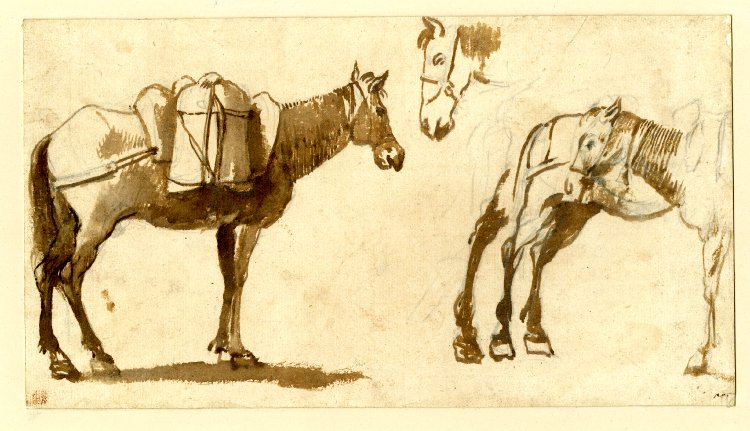
Claude Lorrain - Studio di muli, (1630-1640)
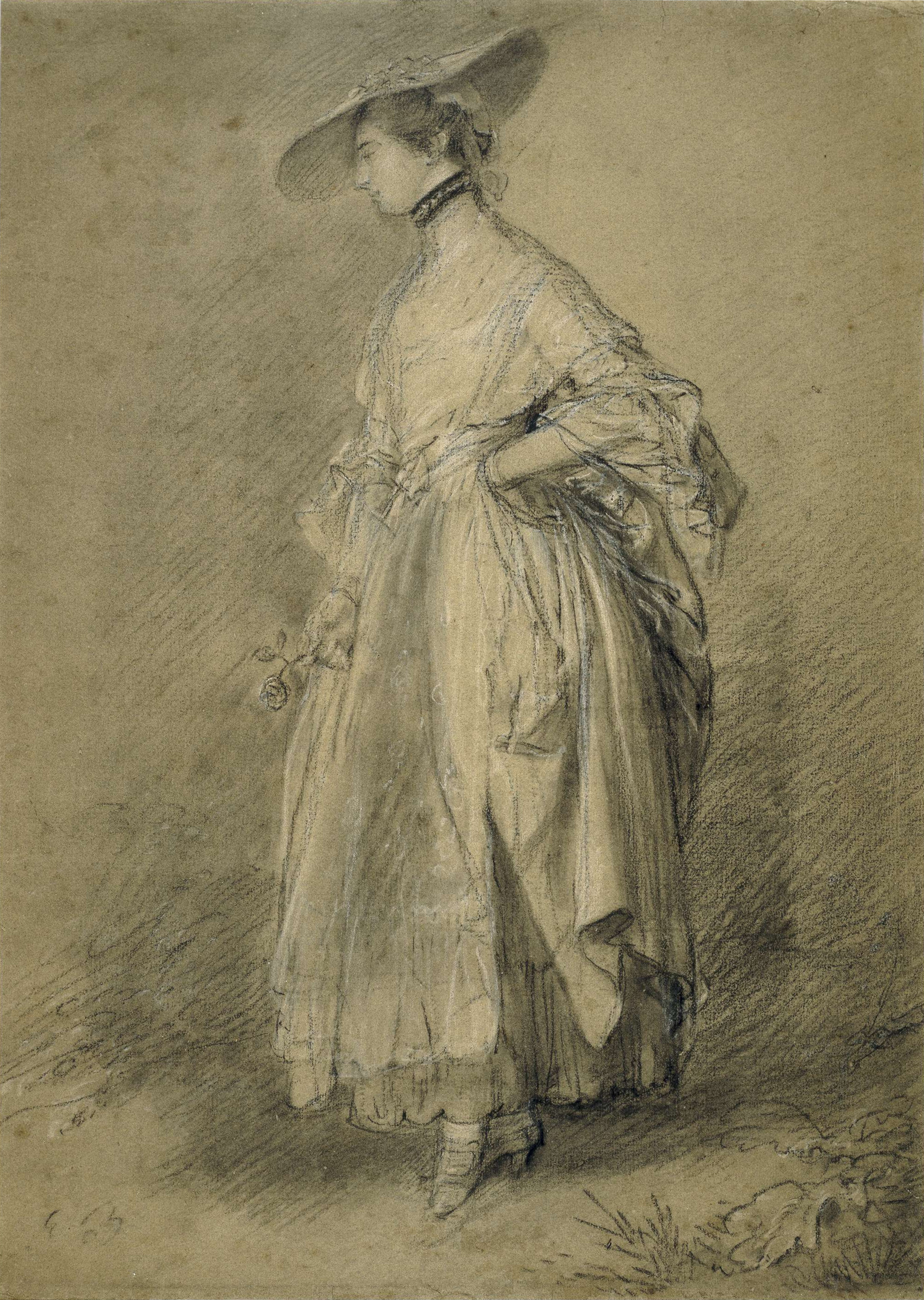
Thomas Gainsborough - Disegno di donna con rosa, (1763-1765)
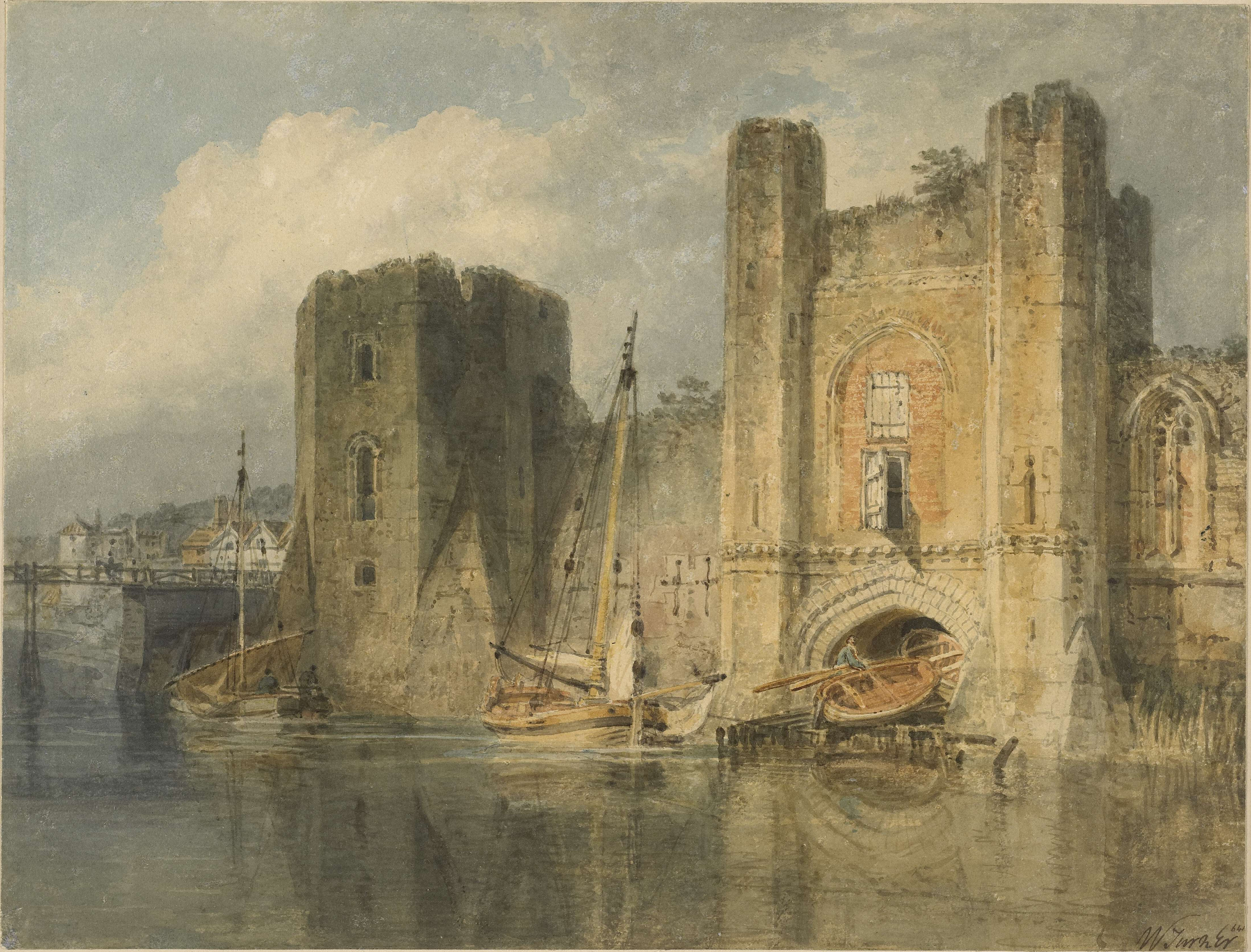
William Turner - Acquerello di Newport Castle, (1796)
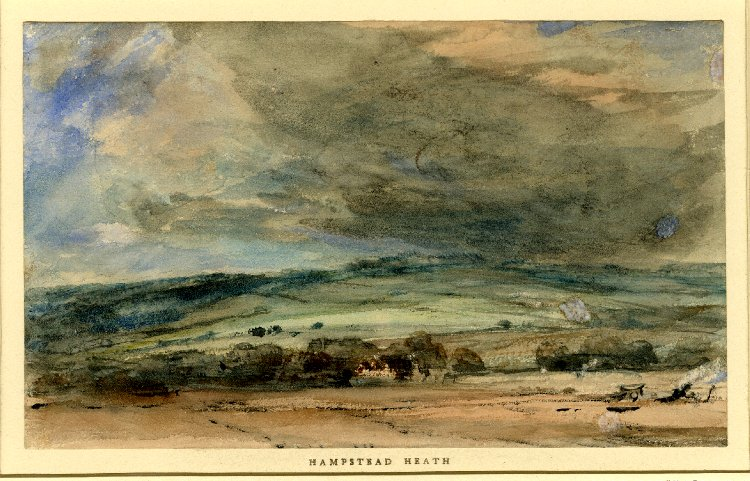
John Constable - Londra vista da Hampstead Heath durante una tempesta, (acquerello), (1831)
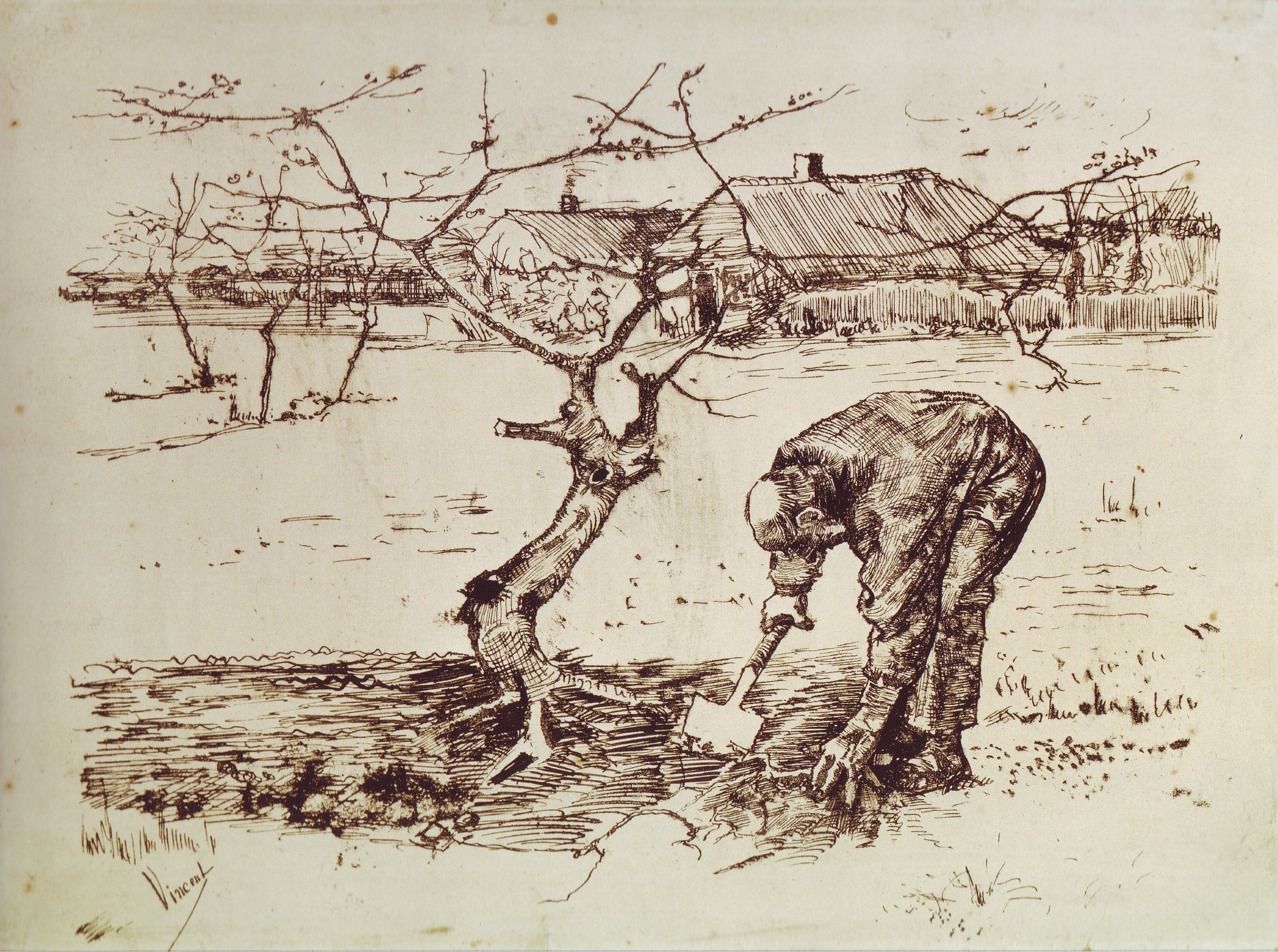
Vincent van Gogh - Uomo che scava nel frutteto (stampa), (1883)

### Dipartimento di Gran Bretagna, preistoria ed Europa
Il dipartimento include alcuni dei primi manufatti di 2 milioni di anni fa, oltre a vari oggetti preistorici e neolitici provenienti da altre parti del mondo. Inoltre qui è presente una vasta collezione egizia.

### Dipartimento asiatico
Lo scopo di questa sezione del museo è estremamente ampio, la sua collezione di circa 75 000 pezzi si prefigge lo scopo di illustrare le culture dell'intero continente asiatico (dall'est, al sud, dal centro al sud-est asiatico) dal Neolitico al presente.

### Dipartimento di Africa, Oceania e delle Americhe
Il British Museum ospita una delle maggiori collezioni di reperti provenienti dall'Africa, dall'Oceania e dalle Americhe, rappresentando le culture delle popolazioni indigene. Più di 350 000 manufatti sparsi in un lasso di tempo di due milioni di anni raccontano la storia del genere umano.

### Dipartimento delle monete e delle medaglie
Comprende una delle più grandi collezioni numismatiche del mondo, con circa 1 milione di pezzi, dal XVII secolo a.C. in poi. Sono presenti circa 9000 articoli tra monete, medaglie e banconote.

### Dipartimento di conservazione e ricerca scientifica
Questo dipartimento venne fondato nel 1920. La sezione "Conservazione" ha 6 aree specialistiche: ceramiche e vetro; metalli; materiali organici (inclusi tessuti); pietre, pitture murarie e mosaici. Il dipartimento scientifico è in continuo sviluppo grazie alla creazione di nuove tecniche per la datazione dei reperti, l'analisi e l'identificazione dei materiali utilizzati per essi, e delle tecniche usate nella loro creazione.

### Biblioteca e archivi
Questo dipartimento si occupa di tutti i livelli di educazione, dai visitatori occasionali, alle scuole, di livello base, universitario ed oltre. La vasta biblioteca del museo consta di circa 350 000 libri, giornali e pamphlet che coprono tutte le aree delle collezioni del museo. Oltre agli archivi generali del British Museum, fondati nel 1753; esistono archivi individuali specifici per ogni dipartimento del museo, che possono essere consultati su richiesta. La biblioteca antropologica è particolarmente ricca, con circa 120 000 volumi. Tuttavia, la biblioteca Paul Hamlyn, che era diventata la biblioteca centrale di riferimento del British Museum ed era l'unica consultabile gratuitamente dai visitatori, ha chiuso i battenti nell'agosto 2011.